# Masada
Masada (altgriechisch Μασάδα Masada, neuhebräisch מְצָדָה Metzada) ist eine archäologische Stätte im Südbezirk in Israel. Auf einem Gipfelplateau am Rand der Judäischen Wüste, hoch über dem Toten Meer, ließ sich Herodes eine Palastfestung erbauen. Fertiggestellt wurde dieses königliche Refugium etwa 15 v. Chr. Die Architektur ist teils traditionell (östlich-hellenistisch), teils am Vorbild römischer Villen orientiert. Eine besondere Attraktion bot Herodes seinen Gästen mit Wasserluxus in Gestalt einer Thermenanlage und eines Schwimmbeckens.
Rund 70 Jahre später, während des Jüdischen Krieges, nutzten viele Menschen Masada als Fluchtfelsen. Archäologische Befunde zeigen einen von Armut geprägten Alltag und eine hohe Fluktuation der hier lebenden Bevölkerung. Kommen und Gehen war jahrelang möglich, bis die Legio X Fretensis unter Flavius Silva 73 oder 74 n. Chr. vor Masada erschien, die Festung mit einem Wall einschloss und eine Belagerungsrampe aufschüttete. Nach der Darstellung von Flavius Josephus gelang es den Römern schließlich, eine Bresche in die Außenmauer zu reißen. In aussichtsloser Lage habe der Befehlshaber von Masada, Eleasar ben Jaʾir, alle Rebellen davon überzeugt, mit ihren Frauen und Kindern Selbstmord zu begehen. Wie in antiken Geschichtswerken üblich, verfasste Josephus für Eleasar diese Reden. Fraglich ist, ob sich die Einnahme Masadas so abspielte, wie Josephus es beschreibt. Die archäologischen Befunde lassen sich nicht spannungsfrei mit den Angaben des Josephus kombinieren. Es gibt aber auch keinen Konsens über ein alternatives Szenario.
1838 identifizierten Edward Robinson und Eli Smith die arabisch als es-Sebbe bezeichneten Ruinen mit der von Josephus beschriebenen antiken Wüstenfestung. Seit den 1920er Jahren gewann Masada symbolische Bedeutung für die jüdischen Einwohner Palästinas: In Yitzhak Lamdans Versepos Masada (1927) steht die Wüstenfestung metaphorisch für das zionistische Projekt. Während des Zweiten Weltkriegs unternahmen zahlreiche Gruppen den schwierigen Aufstieg zum Gipfelplateau, eine Erfahrung, die zusammen mit Lamdans Epos zur Formung eines „Masada-Mythos“ beitrug. Die metaphorische Bedeutung Masadas veränderte sich vor dem Hintergrund der Staatsgründung und der weiteren Geschichte Israels. Von 1963 bis 1965 leitete Yigael Yadin groß angelegte Ausgrabungen auf dem Gipfelplateau. Er veröffentlichte eine populäre Darstellung vom Leben der Zeloten auf Masada und der römischen Eroberung, worin er die archäologischen Befunde mit dem Bericht des Josephus harmonisierte.
1966 wurden der Tafelberg und das Umland mit dem römischen Belagerungskomplex zum israelischen Nationalpark erklärt. Am 14. Dezember 2001 nahm die UNESCO Masada in die Liste des Weltkulturerbes auf.

## Name
Der antike Name des Ortes lautete in den Texten von Wadi Murabbaʿat reichsaramäisch מצדא Metzadaʾ und in der Kupferrolle von Qumran hebräisch המצד haMetzad; beide Bezeichnungen haben die gleiche Bedeutung: „Berghöhe, Bergfestung.“ In geradezu idealer Weise entspricht der Tafelberg von Masada den Erfordernissen eines Fluchtfelsens, auf den sich die Bevölkerung in Notzeiten zurückziehen konnte. Er ist also sehr treffend benannt. Josephus transkribierte den aramäischen Namen ins Griechische, Metzadaʾ wurde so zu Masada.

## Geologie und geographische Lage
Die archäologische Stätte Masada befindet sich auf dem Plateau eines isolierten Tafelbergs aus Dolomit der Oberkreide (Cenomanium-Turonium) am östlichen Rand der Judäischen Wüste. Er gehört zu den Heʿetekim-Klippen, die das Tal des Toten Meeres an der Westseite begrenzen. Als relativ junger, wenig erodierter Horst am Rande einer tektonischen Platte ist er auch geologisch interessant. Er hat annähernd die Grundfläche einer Raute, die Diagonalen messen etwa 600 m in der Länge und 300 m in der Breite. Das Gipfelplateau erhebt sich etwa 450 m über dem Westufer des Toten Meeres. Auf der Westseite beträgt der Höhenunterschied allerdings nur 75 m.
Zwei Wadis entspringen auf der untersten Stufe der Judäischen Wüste und laufen von Westen auf den Tafelberg von Masada zu. Wadi Nimre (Nachal Ben Jaʾir) umgeht den Berg im Norden, Wadi Sebbe (Nachal Metzada) im Süden; sie bilden sodann, „jäh über einem Katarakt abstürzend, eine 200 m tiefe Klamm mit fast senkrechten Wänden.“ Während der Tafelberg von der Ostseite nur schwer zugänglich ist, ist seine Westseite weniger steil. Er ist dort durch einen etwa 200 m breiten Sattel zwischen Wadi Nimre und Wadi Sebbe mit den Höhen der Judäischen Wüste verbunden.
Die historischen Verkehrsverbindungen nach Masada entstanden während des Jüdischen Krieges; 1932 stellte Adolf Schulten hierzu fest: „Noch heute sind die Straßen vorhanden und gangbar, die Silva damals gebaut hat, um sich mit allem zur Belagerung Nötigen zu versehen.“ Dieses Wegenetz wird deshalb im Rahmen des römischen Belagerungskomplexes genauer vorgestellt.

## Flora
Archäobotaniker identifizierten im Fundspektrum von Masada Pflanzen, die bis heute hier wachsen: Die Sträucher Anabasis articulata, Hammada salicornica und Zygophyllum dumosum konnten den antiken Bewohnern als Brennmaterial dienen. In den benachbarten Wadis wuchsen damals wie heute Akazien (Acacia raddiana, Acacia tortilis) und Tamarisken (Tamarix). Rohrkolben (Typha), Schilfrohr (Phragmites) und Pfahlrohr (Arundo) fanden in der Antike in der Umgebung der Badeanlagen auf dem Gipfelplateau die nötige Feuchtigkeit.

## Fauna

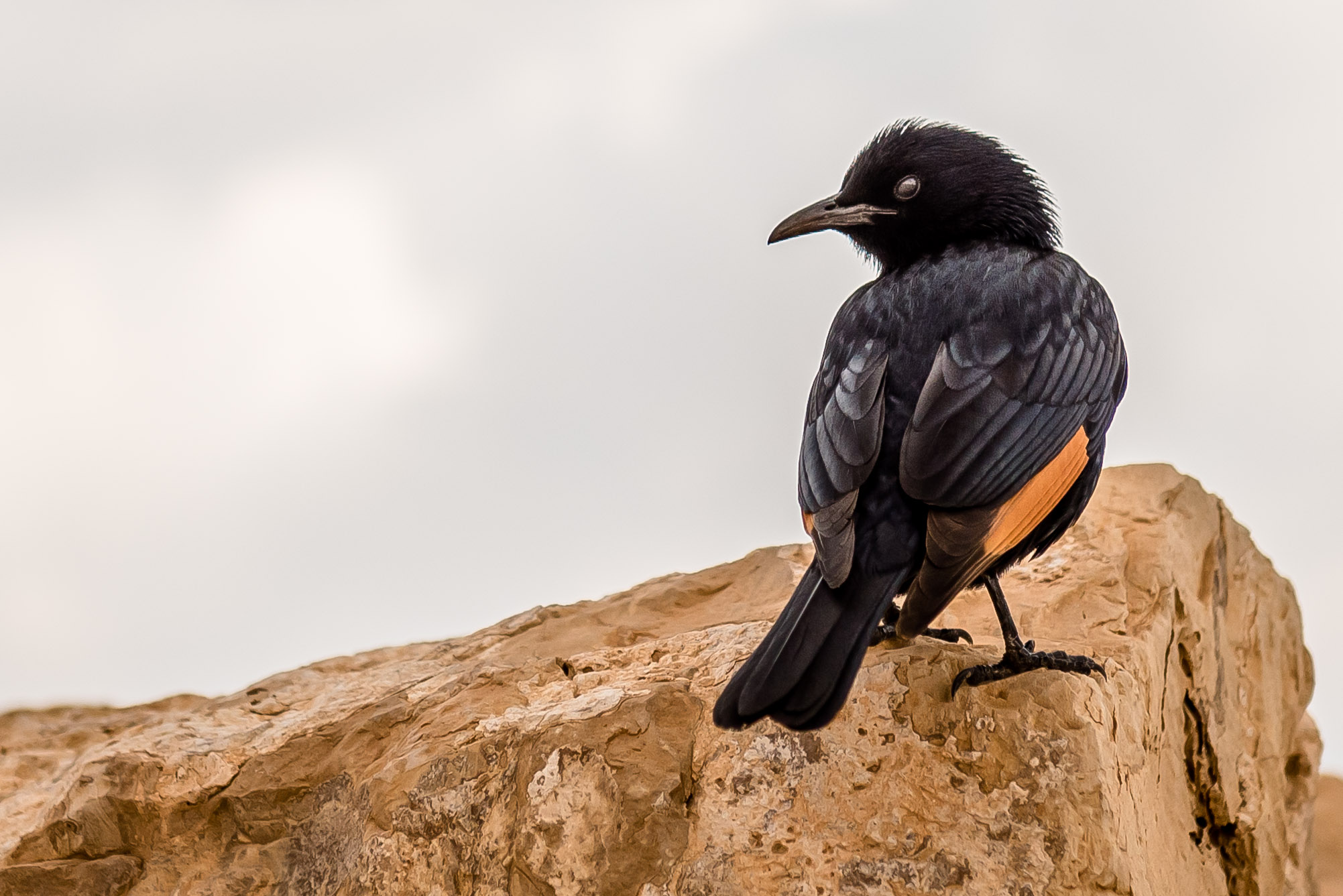
Tristramstar im Masada-Nationalpark

In Masada und Umgebung sind verschiedene Tierarten der Judäischen Wüste anzutreffen, insbesondere Vögel. Dazu gehört der Tristramstar (Onychognathus tristramii), der in Masada an Touristen gewöhnt ist und sich aus der Nähe beobachten lässt. Ein ähnliches Verhalten zeigt der etwa sperlingsgroße Schwarzschwanz (Oenanthe melanura). Außerdem gibt es im Masada-Nationalpark Rabenvögel wie den Borstenraben (Corvus rhipidurus) und den Wüstenraben (Corvus ruficollis).
Exemplare des Nubischen Steinbocks (Capra nubiana) werden im Masada-Nationalpark ebenfalls häufig beobachtet.

## Antike Quellentexte
Bis auf kurze Notizen bei Strabon und Plinius dem Älteren sind zwei Schriften des Flavius Josephus die Quellen für die Geschichte von Masada: Jüdische Altertümer und Jüdischer Krieg. Für die Zeit des Herodes konnte Josephus die verlorene Universalgeschichte des Nikolaos von Damaskus nutzen. Josephus befand sich in Rom, während Masada belagert und erobert wurde. Er ist also kein Augenzeuge dieser Ereignisse, konnte aber möglicherweise die Berichte römischer Kommandeure einsehen.
Josephus beschreibt die Bauten von Masada nicht im Zusammenhang mit der Regierung des Herodes, sondern als Schauplatz des Jüdischen Krieges. Unklar ist, ob er den Ort aus eigener Anschauung kannte. Josephus macht keinerlei Angaben darüber, dass es zwei große Paläste gab. Nach Achim Lichtenberger ist Josephus’ Palastbeschreibung vage und erinnert an einen typischen hellenistischen Herrscherpalast, eine viertürmige Burg ähnlich der Burg Antonia in Jerusalem. Ungenau ist auch die Beschreibung der Innenräume. Josephus schreibt von monolithen Säulen und Steinpflasterung von Wänden und Fußböden; was er gemeint haben kann, sind die stuckierten Säulen und die Marmorinkrustationen nachahmende Wanddekoration des 2. Pompejanischen Stils (Architekturstil). Ähnliche Versatzstücke gibt es aber auch in anderen Palastbeschreibungen des Josephus. Ehud Netzer erwägt, dass Josephus den Nordpalast aus einiger Entfernung gesehen habe – und von unten, so dass ihm die Terrassenmauern wie Türme erschienen seien. Ob es in der Jerusalemer Oberschicht, der Josephus angehörte,  eine Kenntnis der Bauten auf dem Plateau gab, hängt auch davon ab, wie Herodes Masada nutzte. Wenn er hier Regierungsgeschäfte tätigte, ist das anzunehmen, wenn es ein privater Rückzugsort für Notfälle war, weniger.

## Geschichte

### Masada in der Zeit der Hasmonäer
Josephus zufolge ließ der hasmonäische Hohepriester Jonathan als erster auf dem Plateau von Masada eine Festung (altgriechisch φρούριον phrúrion) errichten. Man identifiziert diesen Jonathan meist mit Alexander Jannäus (103–76 v. Chr.). Die vorherodianische Bebauung von Masada geht aus den Angaben bei Josephus hervor und steht auch nicht in Frage, aber archäologische Belege gibt es dafür bisher keine.
In der instabilen politischen Situation nach der Ermordung von Herodes’ Vater Antipatros (42 v. Chr.) besetzte ein Gegner Masada, die stärkste hasmonäische Festung. Herodes gewährte ihm freien Abzug und nahm so Masada ein. Im Jahr 40 v. Chr. eroberten die Parther Judäa und installierten Antigonos Mattathias als Hohepriester. Herodes gelang die Flucht nach Idumäa. Dort ließ er seine Familie im Schutz einer militärischen Einheit von 800 Mann auf Masada zurück. Vergeblich bat Herodes den König der Nabatäer und die ägyptische Königin Kleopatra VII. um Hilfe. Er reiste dann auf dem Seeweg nach Rom. Von Marcus Antonius protegiert, erhielt er die Unterstützung des Senats. Dieser verlieh ihm den Titel „König von Judäa“ und beauftragte ihn, gegen die Parther und Mattathias Krieg zu führen. Unterdessen belagerte Mattathias Masada. Die Besatzung der Festung kam durch Wasserknappheit zeitweise in eine bedrohliche Lage, die sich durch einen Starkregen entschärfte. Deutlich wird hier die Abhängigkeit Masadas von Zisternen. Herodes kehrte nach Judäa zurück, entsetzte Masada und führte den Krieg erfolgreich weiter.

### Palastfestung des Herodes
Herodes war ein jüdischer Klientelkönig Roms. In seinem Regierungshandeln suchte er verschiedene Faktoren zu verbinden:
- Er wollte als observanter Jude wahrgenommen werden. Deshalb ließ er den Tempel neu bauen und baute die jüdischen Heiligtümer in Hebron (Machpela) und Mamre aus. Er beachtete bei der Dekoration seiner Paläste wie auch bei den Motiven seiner Münzprägungen das Bilderverbot der Tora.
- Er zeigte sich als hellenistischer Herrscher: sieghaft und reich. Reichtum ließ sich durch Bauprojekte gut darstellen, Sieghaftigkeit im Rahmen der Pax Romana nur bedingt. Palastfestungen wie Masada unterstreichen immerhin die Wehrhaftigkeit des Herodes.
- Er pflegte seine guten Beziehungen nach Rom und kommunizierte an die Untertanen, dass die Macht Roms hinter ihm stand. Typisch römische Villenarchitektur oder Thermen passten in dieses Bild, auch wenn die Benennung von großen Bauprojekten als Antonia (nach Marcus Antonius) und Caesarea für die Zeitgenossen sicher eine deutlichere Ansage waren.

Folgt man Josephus, so ließ Herodes Masada als seine private Fluchtburg (altgriechisch ὑποφυγή hypophygḗ) ausbauen, sowohl für den Fall eines Aufstands der eigenen Bevölkerung wie auch gegen eine Bedrohung durch die ägyptische Königin Kleopatra VII. Nach der Schlacht bei Actium begab sich Herodes nach Rhodos, um dem Sieger Oktavian seine Aufwartung zu machen. Er brachte zuvor einen Teil seiner Familie auf Masada unter; anscheinend war dort mittlerweile eine sichere und standesgemäße Residenz entstanden. Nach dem Tod des Herodes fiel Masada an Herodes Archelaos. Er wurde im Jahr 6 n. Chr. abgesetzt. Danach war wahrscheinlich eine römische Garnison in Masada stationiert.

### Schauplatz des Jüdischen Krieges
Im Hochsommer des Jahres 66 n. Chr., in der Anfangsphase des Jüdischen Krieges, nahm eine Gruppe von Zeloten unter Führung des Menahem Masada im Handstreich ein. Sie töteten die römischen Soldaten und verteilten die gelagerten Waffen. Menahem zog mit seinem Gefolge nach Jerusalem. Dort wurde er zum Anführer einer der Bürgerkriegsfraktionen, unterlag aber im internen Machtkampf der Zeloten und wurde getötet. Wer sich von seinen Leuten retten konnte, floh nach Masada. Diese Gruppe bezeichnet Josephus im weiteren Verlauf konsequent als Sikarier. Es handelt sich nicht um eine Selbstbezeichnung, sondern um eine Begriffsprägung der römischen Behörden für Extremisten, die im Vorfeld des Krieges Anschläge auf jüdische Kollaborateure ausgeführt hatten (lateinisch sicarii von sica „Dolch“). Mit dem Rückzug nach Masada hatte sich diese Gruppe selbst aus dem Spiel genommen und hatte auf die kriegsentscheidenden Kämpfe um Jerusalem keinen Einfluss mehr. Die Sikarier kämpften nicht gegen die römische Armee, sondern gegen andere Juden – so stellt es Josephus dar.
Der Befehlshaber der Festung war Menahems Neffe Eleasar ben Jaʾir. Im Winter 67/68 unternahmen die Sikarier von Masada aus Überfälle auf benachbarte Orte und ermordeten während des Pessachfestes im Frühjahr 68 in En Gedi Hunderte von Juden. Zwar könnte Josephus diese Angabe fingiert haben, um die Besatzung von Masada in möglichst schlechtem Licht zu zeigen; doch derartige Beutezüge machten Sinn, um die Magazine von Masada mit Lebensmitteln zu füllen. Josephus erwähnt auch, dass Simon bar Giora, einer der Anführer der Zeloten, zeitweilig aus Jerusalem verdrängt wurde und mit seinen Leuten in Masada Zuflucht fand. Danach waren Bar Gioras Zeloten mit Streifzügen in Südjudäa und Idumäa aktiv. „Diese Episoden verdeutlichen schlaglichtartig die starke Fluktuation unter den Bewohnern Masadas,“ kommentiert Jodi Magness.

Der Krieg war nach dem Fall Jerusalems (70 n. Chr.) entschieden. Dass Masada Jahre später zum Ziel einer aufwändigen römischen Militäraktion wurde, lag möglicherweise an der wirtschaftlichen Attraktivität der Balsamplantagen von En Gedi. Masada eignete sich als Basis für Beutezüge in die Umgebung; eine solche Bedrohung En Gedis konnte nicht toleriert werden, vermutet Guy Stiebel. Im Jahr 73/74 n. Chr. wurde Masada von der Legio X Fretensis sowie knapp 4000 Auxiliarsoldaten unter dem Befehlshaber Flavius Silva belagert. Die Datierung ist in der Forschung umstritten. Mit guten Gründen plädierte Werner Eck schon 1969 dafür, dass Flavius Silva frühestens im März 73 n. Chr. Statthalter von Judäa geworden sei und demnach die Eroberung von Masada nicht schon im April 73 erfolgt sein könne. Daher müsse die Eroberung Masadas auf das Frühjahr des nächsten Jahres, April 74 n. Chr., datiert werden. Die Ansetzung im April geht auf Josephus, Jüdischer Krieg 7,401, zurück: Der Monat Xanthikos entspricht etwa dem März/April. Im Gegensatz zu anderen Belagerungen während des Jüdischen Krieges unterlässt es Josephus in auffallender Weise, von den Verteidigern Masadas wirkungsvolle Gegenwehr zu berichten. Ihre zahlenmäßige Unterlegenheit machte es für die Verteidiger Masadas allerdings unmöglich, einen Ausfall zu unternehmen, das effektivste Mittel gegen den Bau einer Belagerungsrampe.

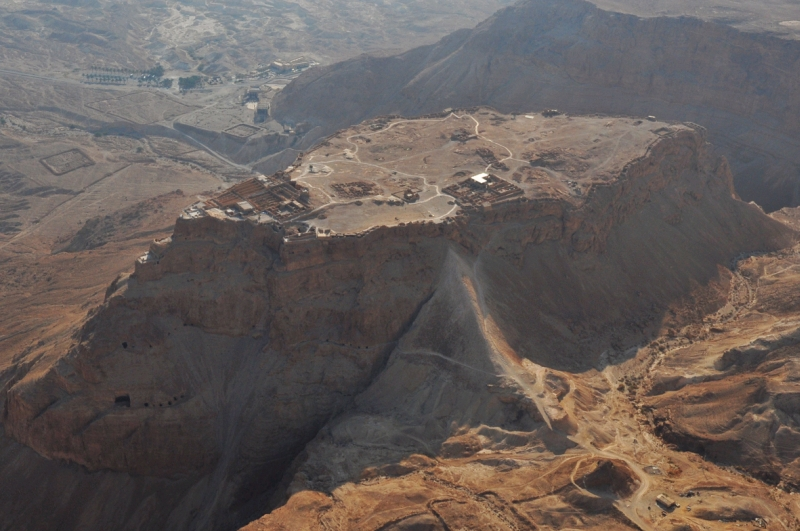
Belagerungsrampe: „Was größtenteils ein natürlicher Erdhang ist, kann leicht mit einem enormen römischen Belagerungsbau verwechselt werden.“

Nach Josephus war die Belagerungsrampe nach ihrer Fertigstellung 100 m hoch und erhielt eine solide Steinpflasterung auf einer Fläche von 25 × 25 m. Darauf wurde ein metallverkleideter, 30 m hoher Belagerungsturm in Stellung gebracht. Die Besatzung des Belagerungsturms attackierte mit Wurfgeschossen und Ballisten Ziele in der Festung und zwang die Verteidiger dadurch, sich von der Außenmauer zurückzuziehen. Nun griffen die Römer diese Kasemattenmauer mit einem Rammbock direkt an und rissen eine Bresche hinein. Die Verteidiger hatten dahinter einen Wall aus Holz und Erde errichtet; Flavius Silva ließ diese Konstruktion in Brand setzen. Die Festung war nun wehrlos, und die Römer zogen sich, so Josephus, bis zum nächsten Morgen zurück.
Shaye Cohen stellt fest, dass Josephus wie jeder antike Historiker die Freiheit hatte, die ihm bekannten Fakten literarisch zu gestalten. Dass die Soldaten sich bis zum nächsten Morgen zurückzogen, sei nicht nachvollziehbar. Einbrechende Dunkelheit stellte kein Hindernis bei der Einnahme einer Festung dar. Aber nur durch den von Josephus möglicherweise fingierten Rückzugsbefehl erhält Eleasar ben Jaʾir Gelegenheit für zwei Reden, von denen erst die zweite seine Mitstreiter wirklich überzeugt: Der Freitod bewahre die Frauen vor der Vergewaltigung, die Kinder vor der Sklaverei. Zuvor sollten die Schätze und die Festung in Brand gesetzt werden, denn die Römer würden sich „ärgern“, wenn sie keine Beute machen könnten. Bis zum Morgen blieb Zeit für die in der Darstellung des Josephus einmütig und organisiert vollzogenen Zerstörungs- und Tötungsaktionen, in denen die Sikarier laut Josephus „die Probe ihrer Tapferkeit (altgriechisch ἀνδρεία andreía) und ihres rechten Wollens (altgriechisch εὐβουλία euboulía)“ sahen.

„So warfen sie schnell den ganzen Besitz zu einem Haufen zusammen und legten Feuer an ihn. Durchs Los wählten sie darauf zehn Männer aus ihrer Mitte; sie sollten die Mörder aller anderen sein. Dann legte sich ein jeder neben die schon dahingestreckten Seinen, die Frau und die Kinder, schlang die Arme um sie und bot schließlich den Männern, die den unseligen Dienst auszuführen hatten, bereitwillig die Kehle. Ohne Wanken mordeten jene alle insgesamt; darauf bestimmten sie dasselbe Gesetz des Loses auch für sich untereinander. … Der einsame Letzte aber überschaute ringsum die Menge der Dahingestreckten. … Als er erkannte, daß alle getötet seien, legte er an vielen Stellen Feuer an den Palast. Dann stieß er mit geballter Kraft das Schwert ganz durch seinen Körper und brach neben den Seinen zusammen.“

960 Menschen starben; zwei Frauen und fünf Kinder, die sich versteckt hatten, überlebten und waren Zeugen der Geschehnisse. (Die Rede von kollektivem Selbstmord ist üblich, aber ungenau: Nur der Letzte beging Selbstmord im eigentlichen Sinn, und über den Tod der Frauen und Kinder entschieden andere.) Die Legionäre bahnten sich am nächsten Morgen einen Weg durch die brennenden Ruinen. Sie besichtigten den Palast und die Leichen. Flavius Silva ließ eine Garnison in Masada und kehrte zurück nach Caesarea Maritima. Soweit der Bericht des Josephus.
Cohen schlägt ein anderes, chaotisches Szenario vor: Einige Familien begingen Selbstmord, einige Sikarier setzten die Gebäude an mehreren Stellen in Brand, manche stellten sich zum Kampf, andere versteckten sich. Die vorrückenden Legionäre töteten, wen sie fanden. Josephus, mittlerweile in Rom, improvisierte mit den für ihn verfügbaren Informationen seine Geschichte. Eine zentrale Rolle kommt Eleasars Reden zu. Sie enthalten neben den oben genannten Motiven für den Freitod noch andere Erwägungen, die Josephus offenbar wichtig waren. „Er wollte, dass Eleasar als Anführer der Sikarier die volle Schuld für den Krieg übernahm, dass er seine Politik als falsch erkannte, dass er bekannte, mitsamt seinen Leuten gesündigt zu haben, und den blasphemischen Gedanken aussprach, Gott habe sein Volk nicht nur gestraft, sondern verworfen. Durch die eigenen Worte schuldig gesprochen, bringen sich Eleasar und seine Leute dann selbst um und stehen so für das Schicksal aller, die es ihnen nachmachen und Rom Widerstand leisten.“

### Byzantinische Zeit
Das frühchristliche Mönchtum entstand in Ägypten. In der Judäischen Wüste entwickelte sich aber schon bald eine Klosterlandschaft eigener Prägung, einerseits von der Nähe zu Ägypten beeinflusst, andererseits vom Pilgerverkehr nach Jerusalem und Bethlehem. Im 6. Jahrhundert gab es etwa 65 Klöster in der Judäischen Wüste. Auch die Ruinen herodianischer Wüstenpaläste waren von Mönchen besiedelt: in Herodion hieß ihre Niederlassung Castellium, in Masada wahrscheinlich Marda.

„[Es heißt, dass Euthymius von Melitene um 420] den Weg in die südliche Wüste entlang des Toten Meeres unter die Füße nahm und zu einem hohen Berg mit Namen Marda … kam, der von den anderen Bergen abgetrennt war. Dort fand er ein eingestürztes Wasserbecken, stellte es wieder instand und blieb dort. Er ernährte sich von den Pflanzen, die er fand, … baute als erster an diesem Ort eine Kirche … und darin einen Altar.“

Im 7. Jahrhundert, unter islamischer Herrschaft, nahm die Zahl der Klöster ab, obwohl einige bis in die Gegenwart überdauerten, darunter das Kloster St. Georg im Wadi Qelt und Mar Saba im Kidrontal.

## Forschungsgeschichte

### Identifikation des Ortes, Kartographie und erste Sondierungen
Edward Robinson und Eli Smith bereisten 1837–1838 Palästina und angrenzende Länder mit dem Ziel, biblische und antike Orte zu identifizieren. Von En Gedi aus betrachteten die beiden am 11. Mai 1838 eine pyramidenförmige, steil über dem Toten Meer aufragende Klippe mit abgeflachtem Gipfel. Dort befanden sich Ruinen, die von den Arabern es-Sebbe genannt wurden. Mit dem Teleskop erkannte Robinson „ein Gebäude auf ihrem N. W. Theile und auch Spuren von andern Gebäuden weiter östlich.“ Zunächst hielten sie die Anlage für ein altes Kloster. Dann zogen sie Josephus’ Beschreibung von Masada hinzu und identifizierten es-Sebbe mit dieser antiken Stätte.

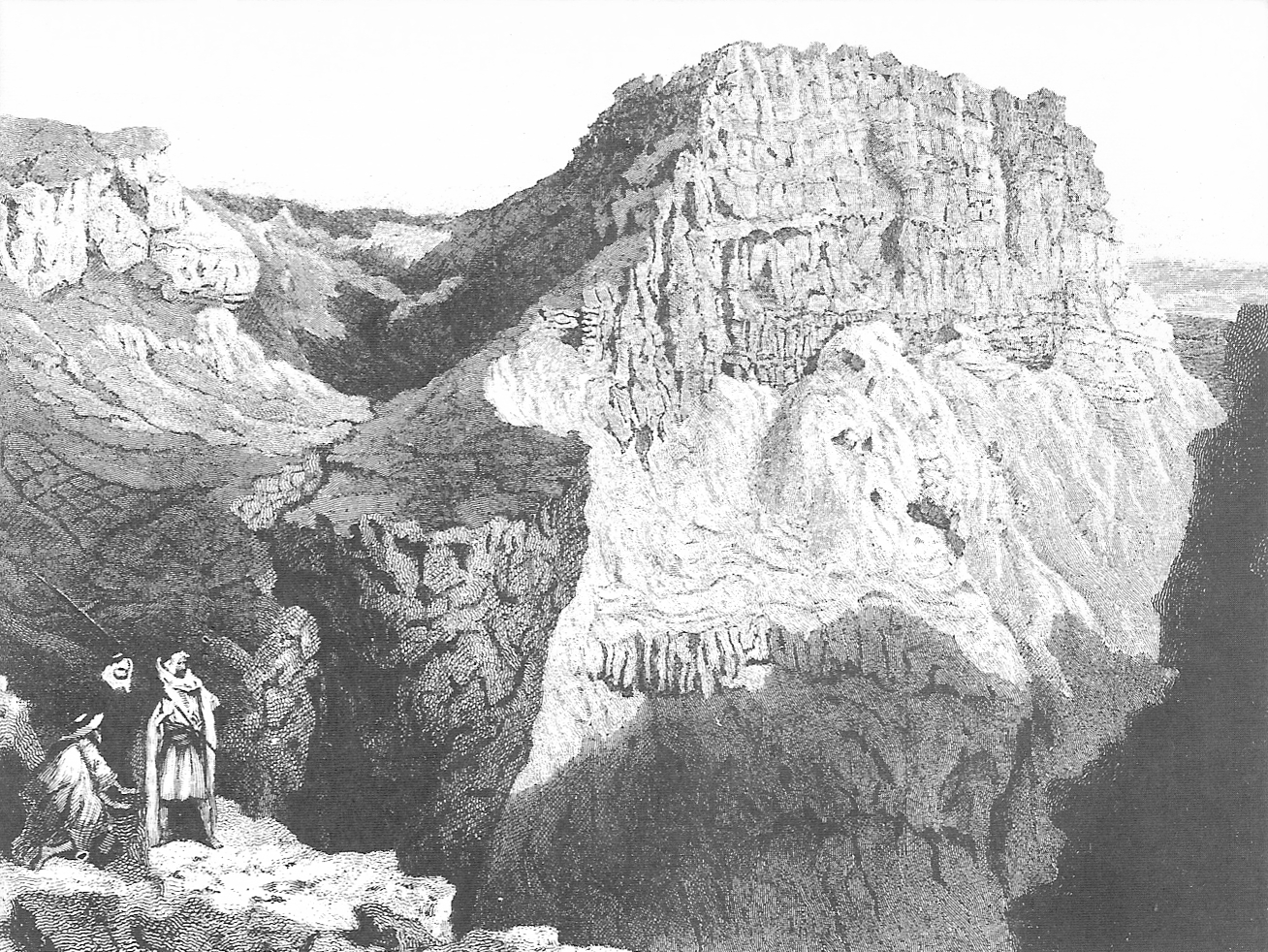
Ansicht Masadas von Süden (William J. Tipping, Illustration einer Ausgabe von Josephus’ Jüdischem Krieg, Manchester 1851)

Der Missionar Samuel W. Wolcott und der Maler William J. Tipping erstiegen das Hochplateau im Jahr 1842 und lieferten die ersten Nahbeschreibungen und Zeichnungen der Ruinen. Weitere Forschungsreisende folgten ihrem Beispiel. Vor Beginn der archäologischen Grabungen war die Ruine der byzantinischen Kirche der Blickfang auf dem Gipfelplateau. Da sie arabisch ḳasr (Burg) genannt wurde, identifizierten mehrere Reisende sie mit dem Palast des Herodes; entsprechend sorgfältig wurde sie vermessen. Louis Félicien de Saulcy entfernte 1851 Teile des Bodenmosaiks aus dem Kirchenschiff; sie befinden sich heute im Louvre. Im Rahmen des Survey of Western Palestine fertigte Claude Reignier Conder 1875 exakte Pläne des Geländes an.
Alfred von Domaszewski und Rudolf Ernst Brünnow bereisten 1897/98 den Nahen Osten, um Informationen über die römische Provinz Arabia Petraea zu sammeln. Im Februar 1897 besuchten sie Masada. Domaszewski begann mit einer Bestandsaufnahme des römischen Belagerungskomplexes; die Zeit reichte aber nur für die Untersuchung eines der Lager. Adolf Schulten verbrachte im März 1932 einen Monat mit der Untersuchung von Masada, wobei er aber nur zweimal einen Aufstieg zum Gipfelplateau unternahm und die übrige Zeit der römischen Belagerungstechnik widmete. Schulten war ein Fachmann auf diesem Gebiet; er hatte zuvor die Römerlager von Numantia (Spanien) ausgegraben.
1955 und 1956 führten die Israel Exploration Society, die Hebräische Universität Jerusalem und die Israelische Altertümerverwaltung in jeweils 10 Tagen erste Geländeaufnahmen mit einem Expertenteam unter Leitung von Nahman Avigad durch. Einerseits wurden in der knappen Zeit detaillierte Karten des Plateaus erstellt, andererseits die Fundamente eines runden Gebäudes auf der mittleren Terrasse des Nordpalastes ausgegraben.

### Archäologische Untersuchungen
Ein Team unter Leitung von Yigael Yadin führte in zwei Kampagnen vom Oktober 1963 bis Mai 1964 und von November 1964 bis April 1965 umfangreiche Ausgrabungen auf dem Gipfelplateau von Masada durch. Im Anschluss daran veröffentlichte Yadin ein populäres Buch über Masada und einen wissenschaftlichen Vorbericht. Ein Abschlussbericht erschien allerdings bis zu Yadins Tod 1984 nicht. Yadins Mitarbeitern Gideon Foerster und Ehud Netzer, Hebrew University, wurde danach die Durchsicht und Veröffentlichung des Materials übertragen; seit 1989 erschienen acht Bände des Abschlussberichts im Druck.
Zwischen 1995 und 2000 unternahmen Ehud Netzer und Guy Stiebel, Hebrew University, in geringem Umfang Ausgrabungen auf dem Gipfelplateau im Zusammenhang mit der touristischen Erschließung. Zu ihren spektakulärsten Funden gehört ein Amphorenfragment mit der Inschrift „Herodes, König von Judäa.“ Ebenfalls 1995 führte ein Team archäologische Untersuchungen der römischen Lager und der Belagerungsrampe durch (Gideon Foerster, Benjamin Arubas und Haim Goldfus, Hebrew University; Jodi Magness, Tufts University). Im Februar 2017 leitete Guy Stiebel, mittlerweile Tel Aviv University, eine neue Ausgrabung auf dem Gipfelplateau. Dabei wurde unter anderem die Zisterne der byzantinischen Mönchsgemeinschaft nahe der Kirche freigelegt.

## Antike Bauwerke
| Lageplan | Lageplan |
| -------- | --- |
|          | 1. Osttor; 2. Zelotenquartiere; 3. Byzantinische Mönchszellen; 4. Östliche Zisterne; 5. Zelotenquartiere; 6. Jüdisches Ritualbad; 7. Südtor; 8. Zelotenquartiere; 9. Südliche Zisterne; 10. Südbastion; 11. Schwimmbecken; 12. Kleiner Palast; 13. Runder Kolumbarium-Turm; 14. Byzantinische Mosaikwerkstatt; 15. Kleiner Palast; 16. Kleiner Palast; 17. Becken mit Stufen. Westpalast: 18. Wirtschaftstrakt; 19. Westpalast der ersten Bauphase, später herrschaftlicher Trakt; 20. Vorratsräume; 21. Verwaltungstrakt. 22. Gerberei; 23. Byzantinisches Westtor; 24. Kolumbarium-Türme; 25. Synagoge; 26. Byzantinische Kirche; 27. Villa; 28. Villa; 29. Erdaufschüttung; 30. Kommandantur; 31. Turm; 32. Verwaltungsgebäude; 33. Tor; 34. Magazine; 35. Große Thermen; 36. Nordtor (Wassertor). Nordpalast: 37. Obere Terrasse; 38. Mittlere Terrasse; 39. Untere Terrasse. A. Fundort der hebräischen Jesus-Sirach-Schriftrolle; B. Thronraum; C. Polychromes Mosaik; D. Bruch in der Kasemattenmauer; E. Münzhort; F. Fundort der Ostraka (Lose); G. Bad; Fundort von Skeletten. |

### Zugänge nach Masada

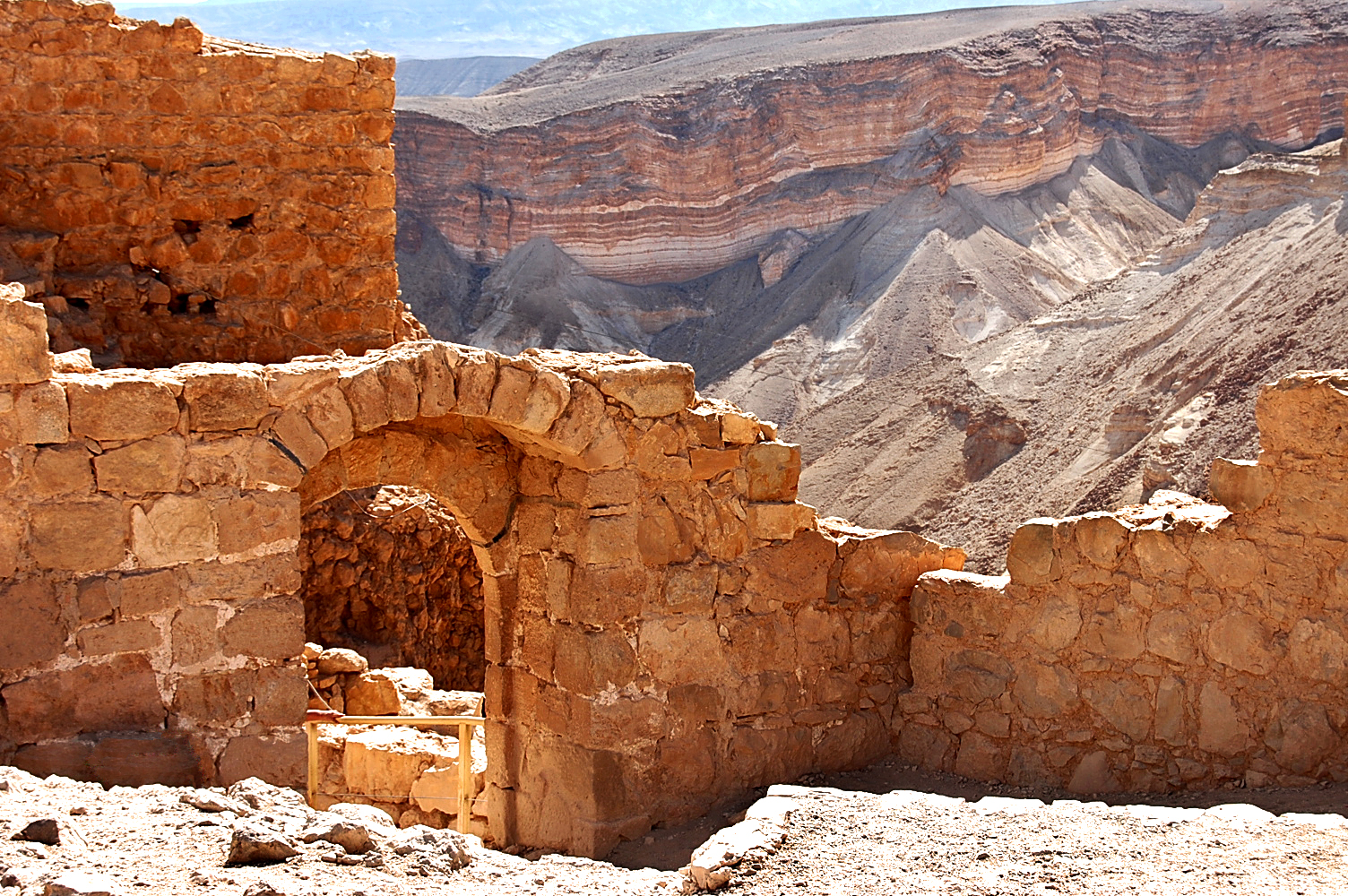
Byzantinisches Westtor (23)

Als Herodes damit begann, Masada zur Palastfestung auszubauen, erfolgte der Zugang wahrscheinlich nur über zwei Saumpfade, einer von Westen, der andere (der sogenannte Schlangenpfad) von Osten. Der westliche Zugang könnte älter und vorherodianisch sein.
In Friedenszeiten gab es danach an der Westseite einen gut ausgebauten Weg zu den Palästen des Herodes; er wurde von der römischen Belagerungsrampe größtenteils überdeckt. Der obere Teil des herodianischen Weges war aber bis zu einem schweren Erdbeben 1927 noch vorhanden. So stiegen die Reisenden des 19. Jahrhunderts auf der römischen Belagerungsrampe empor und nutzten für das letzte Stück diesen alten Weg, bis er 1927 abstürzte. Yigael Yadins Ausgrabungsteam hatte sein Lager am Fuß des Berges aufgeschlagen. Die Archäologen und Volontäre stiegen auf der römischen Rampe zum Grabungsgelände auf dem Plateau; Pioniere der Israelischen Verteidigungsstreitkräfte hatten eine Treppe gebaut, die den weggebrochenen antiken Weg ersetzte.
Der schon von Josephus beschriebene Schlangenpfad war an eine Route angebunden, die nach En Gedi und zum Toten Meer führte, das in der Antike mit Booten befahren wurde.

### Wasserversorgung

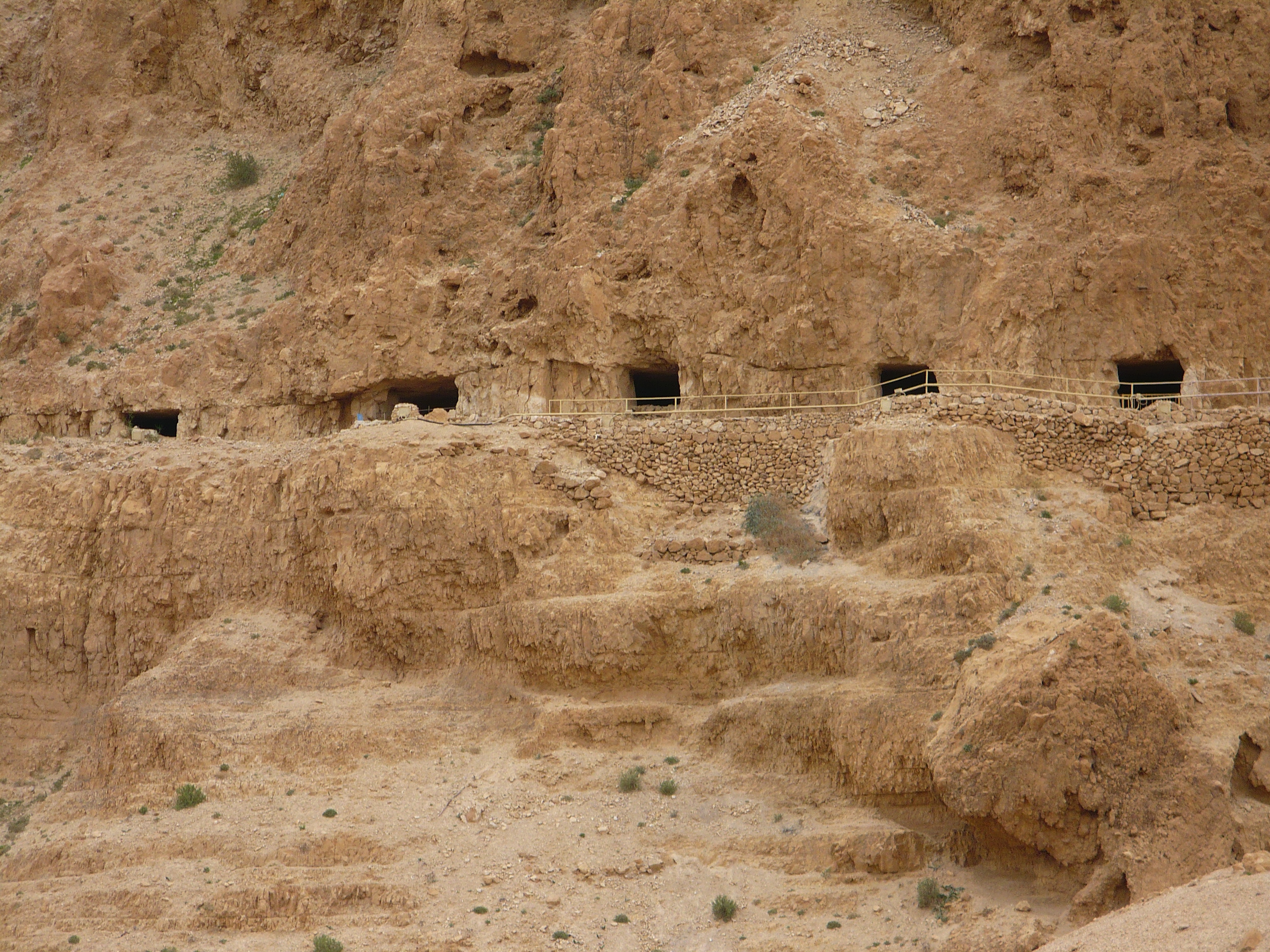
Reihe von Zisternen

Der jährliche Niederschlag beträgt an den Hängen des südlichen Jordantals im langjährigen Mittel 50–100 mm; er fällt von November bis März. Da man keine Quelle nutzen konnte, hing die Wasserversorgung der Menschen auf dem Plateau von Masada vor allem von Zisternen ab. Den antiken Ingenieuren stellten sich zwei Herausforderungen: Wasser aus den regenreichen Wintermonaten in die regenlosen Sommermonate zu transferieren und außerdem Jahre mit geringen winterlichen Niederschlagsmengen auszugleichen. Die wichtigste Ressource, die diese Ingenieure nutzten, waren die beiden Wadis, die am Tafelberg von Masada vorbeiführten: Wadi Nimre (Nachal Ben Jaʾir) im Norden, Wadi Sebbe (Nachal Metzada) im Süden. Wenn sie sich durch winterliche Regenfälle mit Wasser füllten, wurde es durch heute nicht mehr vorhandene Dämme aufgestaut und durch offene Kanäle in zwei Gruppen großer Zisternen an der nordwestlichen Flanke des Berges geleitet. Diese Zisternen hatte man aus dem anstehenden Dolomitgestein herausgeschlagen, wobei der Ausbruch auch als Baumaterial weiter verwendet werden konnte. Es gab 12 Vorratszisternen an der Flanke des Berges, die mit hydraulischem Mörtel verputzt waren; eine Treppe führte jeweils bis zum Grund. Die obere Zisternengruppe wurde durch einen Pfad erschlossen, der am Nordtor (36) endete; der Pfad, der die untere Zisternengruppe verband, mündete in den Schlangenpfad, der zickzackförmig an der Ostseite des Berges emporstieg und am Osttor (1) endete. Ein Turm auf halber Höhe des Hanges schützte dieses Wassersystem. Auf den Saumpfaden beförderten Lasttiere lederne Wassersäcke, die aus den Zisternen am Hang befüllt worden waren, auf das Plateau. Dort wurde das Wasser in die über die ganze Anlage verteilten Bassins und Zisternen umgefüllt. Insgesamt konnten auf Masada 48.000 m3 Wasser gespeichert werden, das heißt, 1000 Bewohnern hätten ein Jahr lang täglich 130 Liter Wasser pro Person zur Verfügung gestanden. Diese effektive Vorratshaltung ermöglichte es Herodes und seinen Gästen, Wasserluxus in Gestalt von Schwimmbecken und Thermen zu genießen.

### Bauten aus der Zeit des Herodes

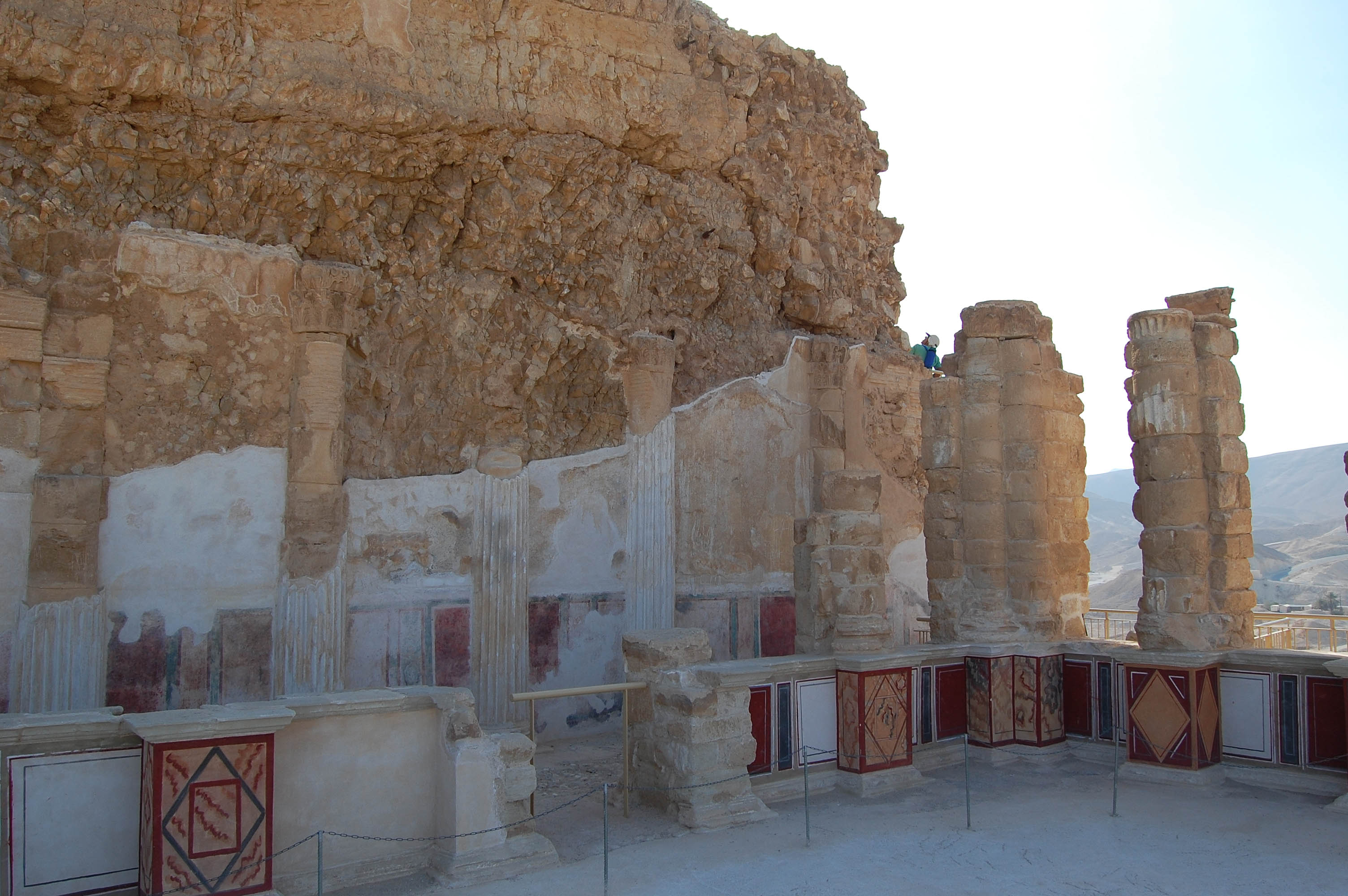
Freskenreste im Nordpalast zeigen sowohl hellenistische als auch römische Elemente (um 25 v. Chr.)

Nach Ehud Netzer lassen sich nach Analyse der Stratigraphie sowie der Architektur „mit der größten Plausibilität, versuchsweise“ drei Ausbauphasen unterscheiden:
1. Erste Bauphase, ungefähr 35 v. Chr.:[63] Innerer Bereich des Westpalastes (19a), drei zentral gelegene kleine Paläste (12, 15, 16); im Süden des Plateaus ein großes Schwimmbecken (11); zwei Verwaltungs- und Versorgungsbauten im Norden (27, 32). Die Anlage war zu diesem Zeitpunkt nur durch ihre Lage auf dem Tafelberg und drei sogenannte Kolumbarium-Türme (13, 24) geschützt. Schwimmbecken und Kolumbarium-Türme sind Elemente, die man auch in der hasmonäischen Palastanlage in Jericho findet. Herodes ließ hier also im traditionellen Stil jüdischer Könige bauen. Dieser Eindruck wird durch die Ähnlichkeit der Raumaufteilung mit den Palastanlage in Jericho verstärkt.
2. Zweite Bauphase, ungefähr 25 v. Chr.:[64] Fertigstellung der Hauptbauten: des auf drei Ebenen angelegten Nordpalastes (37–39) samt Thermen (35) und Magazinen (34) sowie des Westpalastes (18–21), der durch Anbauten vergrößert wurde. Im Norden des Plateaus war nun eine Akropolis entstanden. Ein Torhaus (36) kontrollierte den Pfad, der zu Zisternen an der nordwestlichen Flanke des Berges führte. Die Zuordnung der beiden Paläste ist nicht eindeutig. Plausibel wäre, dass der Nordpalast Herodes’ privater Wohnbereich war, während der Westpalast offiziellen Empfängen sowie der Unterbringung von Gästen diente. Die Architektur würde dann auch eine Distanzierung des Herrschers von den übrigen Bewohnern des Plateaus zum Ausdruck bringen. Aber der Nordpalast war mit seiner ungewöhnlichen Architektur jedenfalls geeignet, Gäste zu beeindrucken. Der in älterer hasmonäischer Bautradition stehende Westpalast sollte vielleicht „eine andere Personengruppe ansprechen als der exquisite Nordpalast mit seinen römisch-hellenistischen Bauformen.“[65]
3. Dritte Bauphase, ungefähr 15 v. Chr.:[66] Nun erst wurde das gesamte Plateau mit einer Kasemattenmauer umschlossen und der Nordpalast von den übrigen Bauten auf dem Plateau deutlich isoliert. Zu diesem Zeitpunkt war die Herrschaft des Herodes gefestigt; das aber bedeutet: es handelt sich hierbei in erster Linie um einen Prestigebau, die militärische Bedeutung der Kasemattenmauer hatte keine Priorität.[67]

Netzer ordnet Masada in ein Gesamtbild herodianischen Bauens in der Region ein, besonders die Bauten im nahegelegenen Jericho lassen sich vergleichen. Achim Lichtenberger übernimmt die von Netzer vorgeschlagenen drei Bauphasen Masadas und datiert ausgehend von Beobachtungen an der Architektur des Nordpalastes die zweite Bauphase vorsichtig in die Zeit nach dem Treffen des Herodes mit Oktavian (30 v. Chr.). Der erhebliche Aufwand, der hier getrieben wurde, und der Einfluss römischer Architektur passe zu einer Zeit, in der Herodes seine Herrschaft gesichert und stabile Beziehungen nach Rom aufgebaut hatte.

#### Westpalast

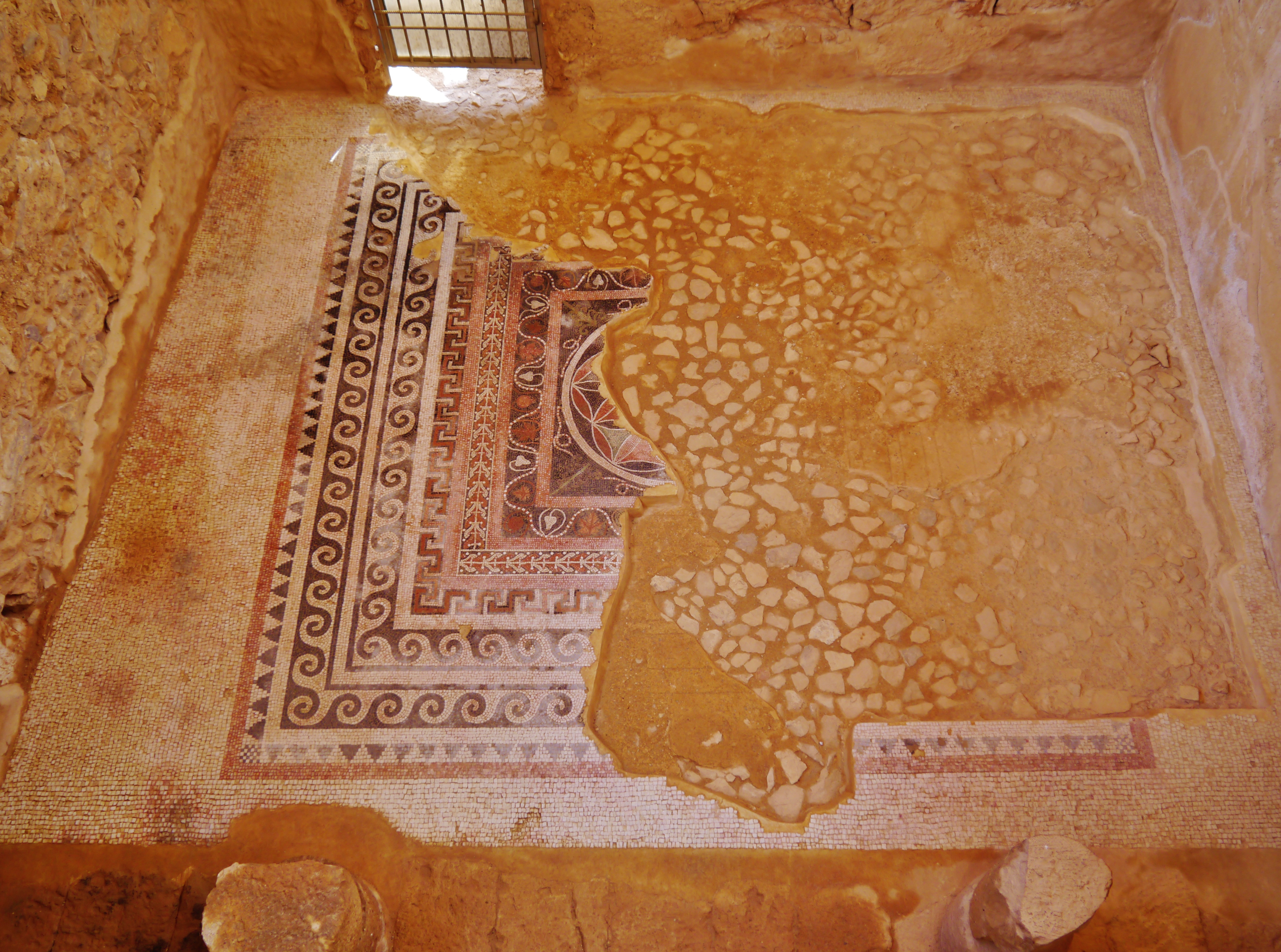
Polychromes Bodenmosaik (C). Die westliche Hälfte wurde in späterer Zeit, möglicherweise bei einer Schatzgrabung, mutwillig zerstört.

Der große Westpalast hatte eine Grundfläche von etwa 4000 m2. Er stellte sich bautypologisch in eine hasmonäische oder östlich-hellenistische Tradition. Charakteristisch dafür sind die Abgeschlossenheit der Anlage nach außen, die Multifunktionalität der Räume (Wohnen, Repräsentation, Service, Magazin) und die künstlerische Ausführung des Bodenmosaiks und der Wanddekoration.
Der herrschaftliche Trakt des Westpalastes (19a) wurde bereits in der ersten Bauphase geschaffen und war zu diesem Zeitpunkt der einzige Wohnbereich des Herrschers. Er besaß mindestens ein weiteres Stockwerk. Dieser Wohn- und Repräsentationsbau hatte eine Grundfläche von etwa 28 m × 23,5 – 24,5 m (die westliche Außenwand weicht aus unbekannten Gründen etwas von der rechtwinkligen Anlage ab). Ein Besucher betrat diesen Palast von der Nordseite durch eine Abfolge von zwei Wachräumen und stand dann in einem offenen Innenhof (12 × 10,5 m). Gegenüber, an der Südseite, sah er einen Empfangsraum (7 × 6,7 m), der sich als gedeckter Portikus in Gestalt eines Distylon in antis zum Innenhof öffnete. Die ionischen Säulen und Pilaster waren stuckiert und schwarz und rot gestrichen. Die schattige Lage machte den Aufenthalt hier recht angenehm, so dass Netzer vermutet, hier habe Herodes üblicherweise seine Gäste empfangen, und nur bei extremen Wetterbedingungen sei man in den östlich anschließenden, sogenannten Thronraum B ausgewichen. Drei Durchgänge verbanden diese beiden repräsentativen Räume miteinander. Vier Bodenvertiefungen in der hinteren Raumecke von B interpretierte Yadins Team als Standspuren eines Throns oder Baldachins. Nach Gideon Foerster und Ehud Netzer ist es allerdings unwahrscheinlich, dass der König in einer Ecke sitzend seine Gäste empfing. Sie interpretieren die Standspuren als Hinweis auf einen Schautisch, wie er in hellenistischen Palästen vorkam. Auf einem derartigen Tisch präsentierte man etwa luxuriöses Tafelgeschirr, um es von den Gästen bewundern zu lassen. Der Thronraum hatte an seiner Nordseite einen weiteren Zugang. Hier schloss ein kleiner Flur an, der zu einem Nebenraum (möglicherweise zur Aufbewahrung zeremonieller Kleidung) und zum sogenannten Mosaikraum C führte. Die Funktion des durch ein Distylon in antis zweigeteilten Mosaikraums (8,0 × 5,0 m) war offensichtlich die eines Durchgangsraums: man gelangte von hier aus in den Innenhof, konnte den Palast durch einen Hinterausgang verlassen oder auf der rückwärtigen Treppe ins Obergeschoss emporsteigen. Aber die prächtige Ausstattung lässt vermuten, dass der Mosaikraum auch repräsentative Aufgaben erfüllen konnte. Auf der gegenüberliegenden, westlichen Seite des zentralen Innenhofs lagen Wohnräume, deren Funktion nicht näher bestimmt werden kann, während die Räume an der Nordseite des Innenhofs teils Wirtschaftsräume waren, teils (in der Nordostecke) eine kleine Badeanlage im „griechisch-jüdischen Stil“ bildeten. Die Raumaufteilung des Obergeschosses kann erschlossen werden; hier lagen vermutlich Schlafräume.
In der zweiten Bauphase wurden dem Westpalast zwei Wirtschaftsflügel angefügt. Der mit einer Grundfläche von 35 × 22 m größere Wirtschaftsflügel (18), ein Trakt mit etwa 20 Räumen um einen Innenhof, wurde im Norden angebaut. Zwei Einheiten konnten nur durch einen Wachraum betreten werden und waren so zur Aufbewahrung wertvoller Objekte geeignet. In andern Räumen dieses Traktes könnten sich Werkstätten befunden haben. Der zweite, 20 × 15 m messende Wirtschaftsflügel (21) befand sich nordwestlich des herrschaftlichen Wohntraktes und dürfte vor allem der Speisenzubereitung gedient haben. Der Hauptzugang zum „alten“ Westpalast verlief nun zwischen den beiden neuen Wirtschaftsflügeln.
In der dritten Bauphase wuchs der Westpalast weiter und erhielt nun im Westen und Süden vier Magazinräume (20). Drei hatten eine Länge von 27 m, der vierte, 56 m lang, ist der größte Lagerraum von Masada. In der nordwestlichen Ecke des Palastes kamen zwei Trakte hinzu, der eine ein Wirtschaftstrakt, vielleicht die zentrale Küche, der andere ein Wohntrakt (19b), vielleicht für den Offizier der Palastwache.

#### Drei kleine Paläste
Die drei kleinen Paläste 12, 15, 16 entstammen der ersten Bauphase und zeigen eine ähnliche Raumaufteilung wie der gleichzeitig gebaute königliche Trakt des Westpalastes (19a). Alle besitzen sie einen offenen Innenhof mit einem an der Südseite gelegenen, deshalb schattigen offenen Empfangsraum mit Distylon in antis, dem sich in der südöstlichen Ecke ein geschlossener Empfangsraum anschließt. Gemeinsam ist all diesen Palastanlagen der ersten Bauphase, dass es keine Fenster gibt, die Ausblicke in die Landschaft gewähren könnten. Auch scheint ihre Verteilung auf dem Plateau allein topographischen Gegebenheiten zu folgen; die Paläste wirken isoliert und verbinden sich nicht zu einem Ensemble. Konzipiert waren die drei kleinen Paläste wohl für Mitglieder der königlichen Familie sowie für Gäste, die Herodes auf Masada empfing.

#### Schwimmbecken
Mit ihren ausgedehnten Schwimmbecken waren die Palastanlagen der Hasmonäer innovativ. Der Winterpalast in Jericho besaß deren sieben, die teilweise gleichzeitig in Gebrauch waren. In einer Wüstenlandschaft gelegen, war allein schon die Befüllung der Becken eine technische Herausforderung, eine Demonstration von Wasserreichtum. Herodes stellte sich in diese Tradition. Für Masada ist hier ein Schwimmbecken (11) der ersten Bauphase zu nennen. Die herodianischen und hasmonäischen Schwimmbecken sind sich sehr ähnlich: die Tiefe schwankt zwischen 2,5 bis 3 m, eine Beckenseite besitzt eine Treppenanlage, eine Art Bank führt ganz um den Rand des Beckens, und dieses ist mit hydraulischem Mörtel verputzt.

#### Kolumbarium-Türme

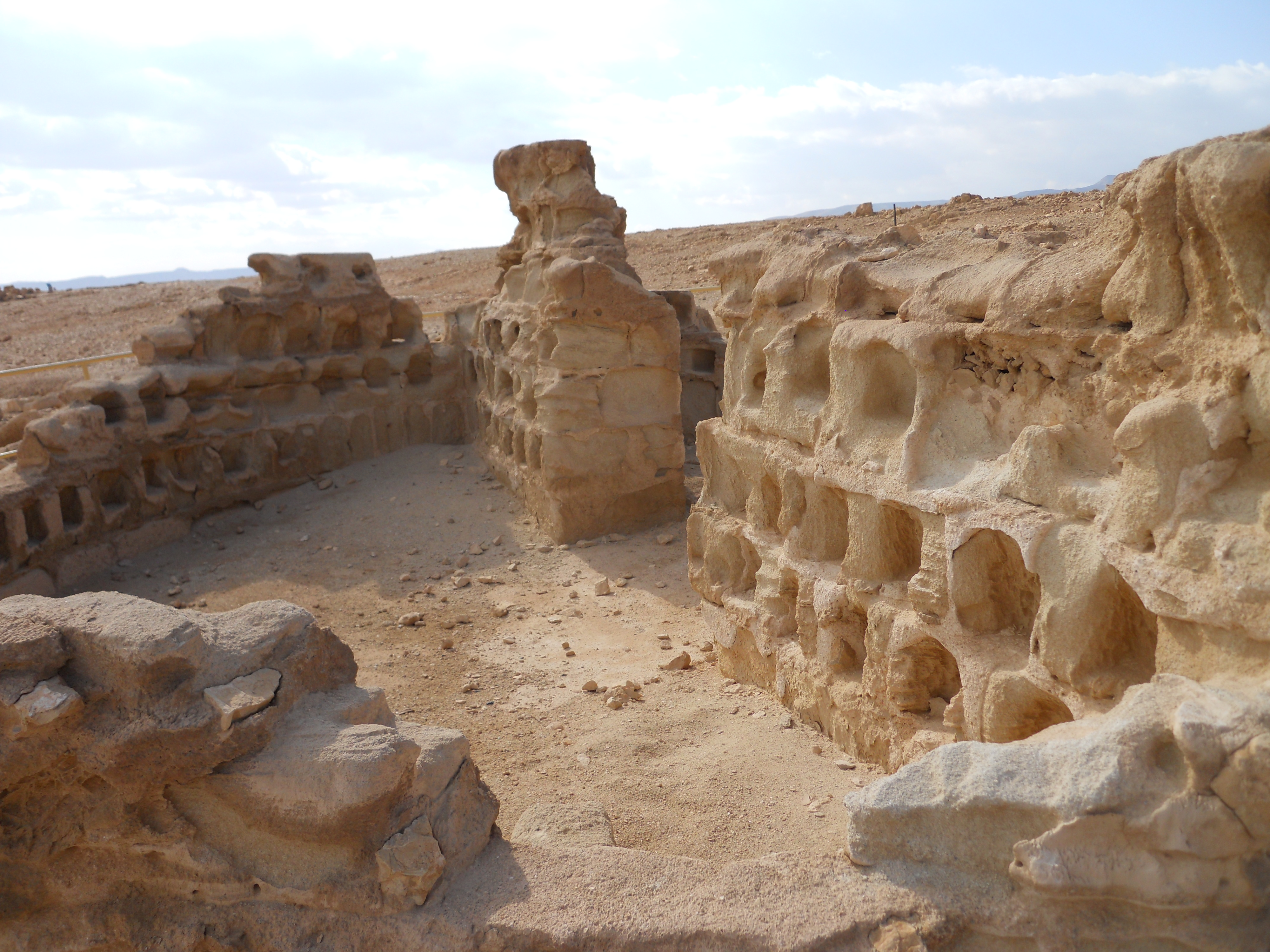
Blick in den runden Kolumbarium-Turm (13); er ist durch eine Zwischenwand in zwei Räume geteilt. In den Wänden Nischen für die Taubenhaltung

Drei Kolumbarium-Türme, zwei mit rechteckigem Grundriss (24), einer rund (13), gehören der ersten Bauphase an. Sie fallen durch zahlreiche Nischen in den Wänden des Erdgeschosses auf. Yadin versuchte durch ein Experiment zu klären, ob es sich hier um einen antiken Taubenschlag handelte. Da eine Haustaube das antike Kolumbarium nicht annahm, vertrat Yadin daraufhin die Ansicht, dass in den Nischen die Asche verstorbener Nichtjuden, die zur Entourage des Herodes gehörten, beigesetzt worden sei. Yadins Hypothese wird heute nicht mehr vertreten, denn mittlerweile ist viel mehr über die Taubenzucht bekannt, die in Judäa und besonders im Raum Jerusalem seit hellenistischer Zeit im großen Stil betrieben wurde. In Masada leistete die Taubenhaltung einen Beitrag zur Palastküche. Die drei Türme verbanden Taubenhaltung im Erdgeschoss und Wachräume im Obergeschoss.

#### Nordpalast

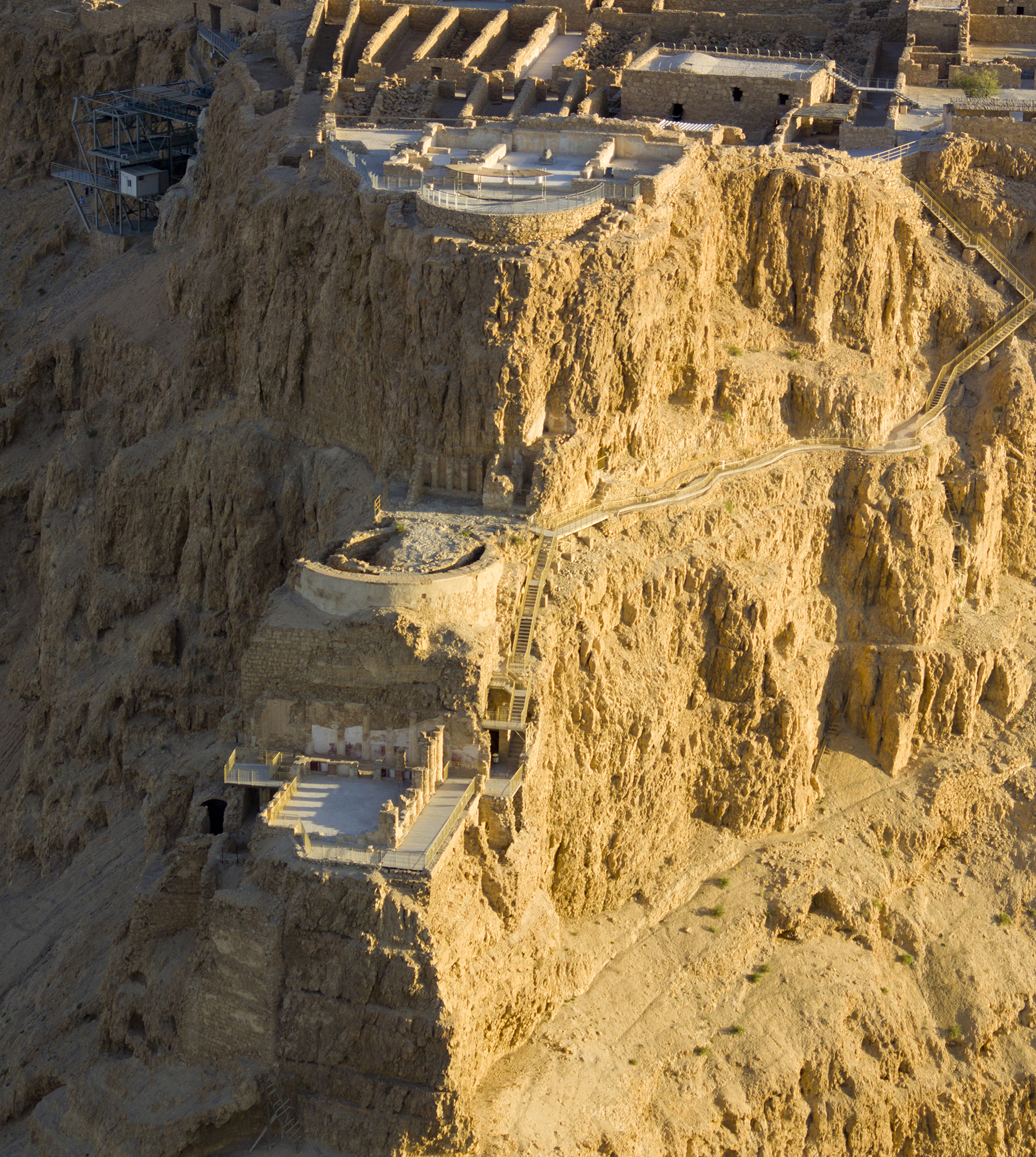
Drei Terrassen des Nordpalastes (37–39), auf der oberen Ebene schließen sich die schmalrechteckigen Magazinräume (34) und die Thermen (35, mit moderner Dachkonstruktion) an

Das Nordende des Plateaus von Masada hat Ähnlichkeit mit einem Schiffskiel und besitzt von Natur aus drei stufenartig angeordnete Terrassen. Die mittlere Terrasse liegt 18 m tiefer als das Gipfelplateau, die untere Terrasse liegt weitere 12 m tiefer bzw. 30 m tiefer als das Gipfelplateau. Herodes’ Architekten machten sich diese Gegebenheiten zunutze und schufen eine spektakuläre Palastanlage, die sich zur umgebenden Landschaft öffnet. An der Nordseite des Berges gelegen, war dies auch ein im Wüstenklima angenehmer, schattiger Aufenthalt. Hier zeigt sich die römische Seite des herodianischen Bauens. Eine mehrstufige axiale Villenarchitektur findet man auch bei suburbanen Palästen und Meeresvillen der römischen Oberschicht und des Kaiserhauses.
Um die untere Terrasse (39) für einen Palastbau nutzen zu können, musste an der nordöstlichen Ecke zunächst eine 12 m hohe Stützmauer aufgeführt werden. Die Bauten auf dieser Terrasse sind am besten erhalten. Hier ermöglichte ein rechteckiger Saal (10,3 m × 9,0 m) mit umlaufenden Kolonnaden Panoramablicke auf die umgebende Wüstenlandschaft. Man kann ihn sich gut als überdachtes Triclinium vorstellen. Die Säulen und Halbsäulen aus Kalkstein mit einer Kannelierung aus Stuck folgen der korinthischen Ordnung und stehen auf erhöhten Wandsockeln, die mit Fenstern abwechselten. Nach Bedarf konnte man diese Fenster wohl mit hölzernen Läden schließen. Die Zwischenräume der Halbsäulen waren mit Wandmalereien des 2. Pompejanischen Stils dekoriert. Foerster weist darauf hin, dass dieser Bankettsaal in der Tradition alexandrinischer Palastarchitektur steht. An der Ostseite gelangte man in ein kleines Badehaus G, an der Westseite ins Treppenhaus und auf diesem Weg hinauf zur mittleren Terrasse (38).
Die Bauten auf der mittleren Terrasse sind nur schlecht erhalten. Ehud Netzer deutet zwei konzentrische Fundamentkreise als Tholos, bzw. Saal mit Obergaden und umlaufender Ringhalle. Der äußere Kreis hat einen Durchmesser von etwa 15 m; der Abstand zwischen beiden Kreisen beträgt etwa 3 m. Wenn man Herodes zutraut, dass er seinen nichtjüdischen Gästen einen Kultort zur Verfügung stellen wollte, kann man den Rundbau als Aphrodite-Heiligtum verstehen. Alternativ kann es sich auch um ein Belvedere handeln. Gideon Foerster verweist auf runde Speiseräume in Vergina und Pella. Die südlich anschließende Exedra mit fünf Nischen wird als Bibliothek gedeutet; Netzer hält das für ausgeschlossen, da der Raum der Witterung ausgesetzt gewesen sei. Möglicherweise seien in den Nischen dekorative Objekte ausgestellt gewesen.
Auf der oberen Terrasse (37) fanden die Bewohner Masadas eindeutig spätrepublikanisch-kaiserzeitliche Villenarchitektur vor: im Zentrum ein großer Oecus (11,5 m × 7,6 m), von dem an der West- und Ostseite je drei Privaträume (cubicula) abgingen. Sie besitzen geometrische schwarz-weiße Bodenmosaiken (Opus sectile) und Wandmalereien im 2. Pompejanischen Stil. Von Südosten gelangte man durch ein Vestibül in den Palast und hatte dann linker Hand Zugang zum Oecus und auf der gegenüberliegenden Seite einen weiten Ausblick in die Landschaft. Dazu diente ein Vorbau auf halbkreisförmigem Grundriss (Durchmesser 9 m). Nur geringe Reste sind erhalten, vor allem heruntergestürzte Säulentrommeln. Wahrscheinlich war dies eine Pergola mit Säulenportikus, eine Art Aussichtsplattform, zu der auch ein kleiner Garten gehört haben mag.

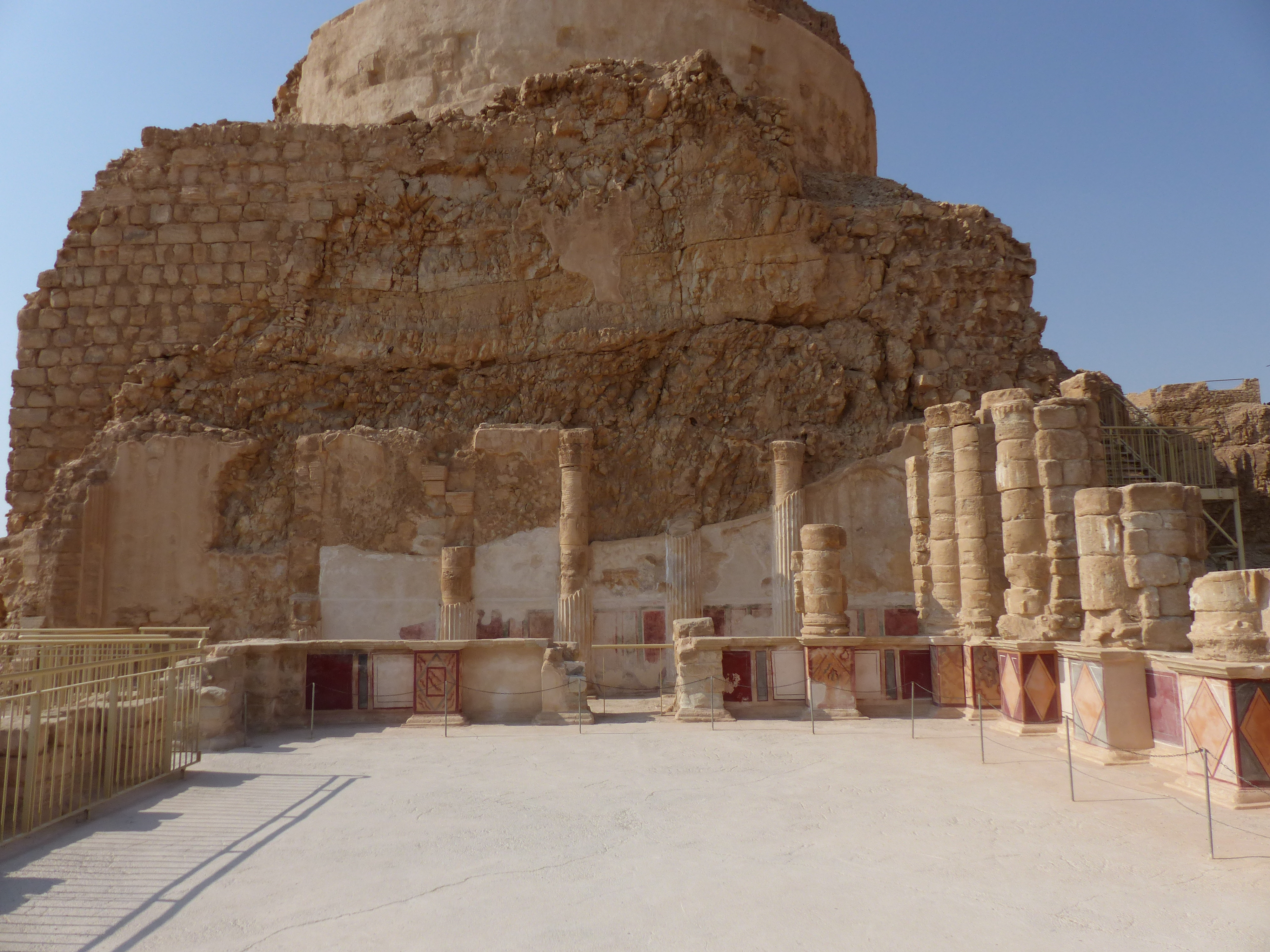
Untere Terrasse (39)
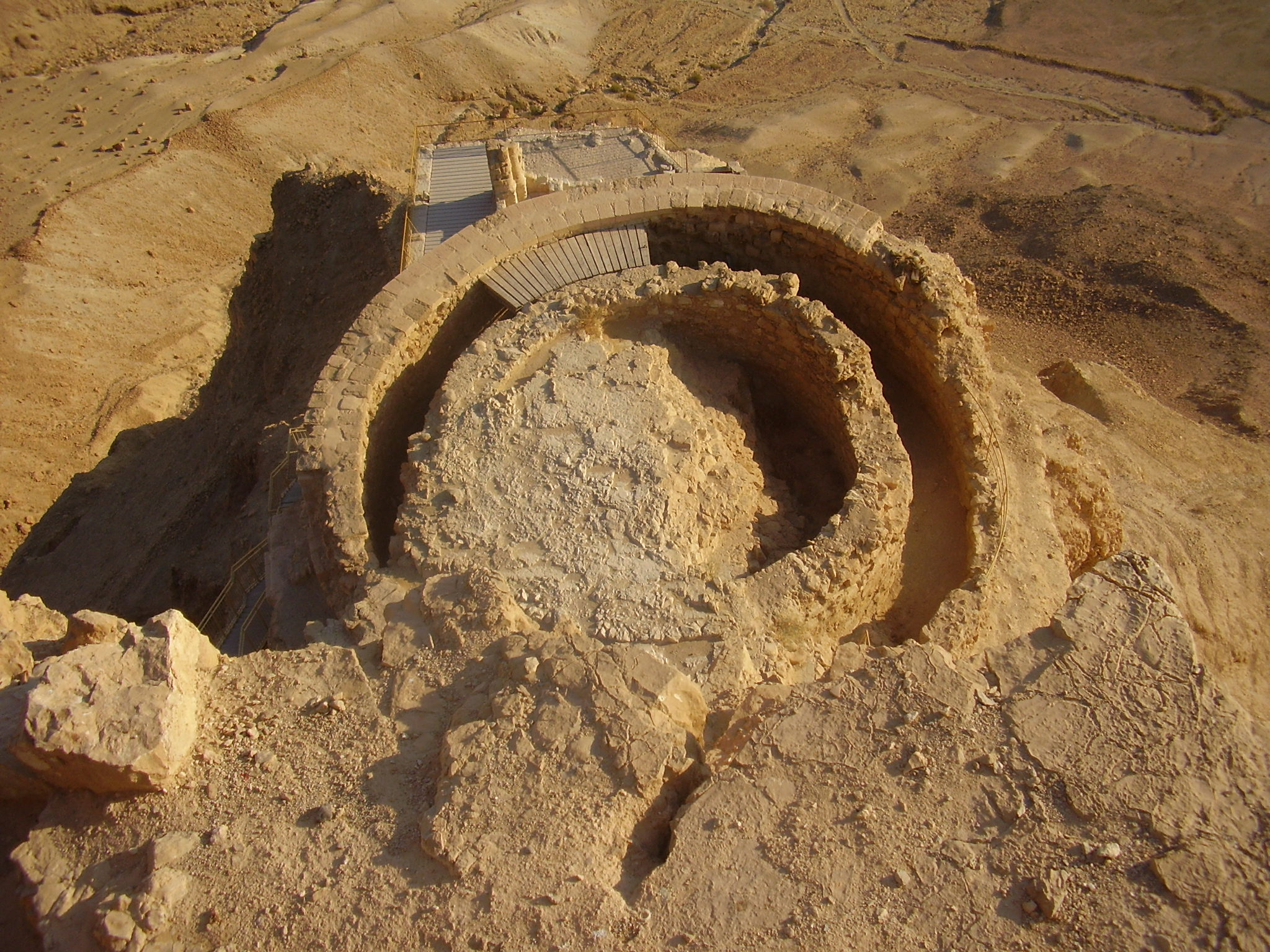
Mittlere Terrasse (38)
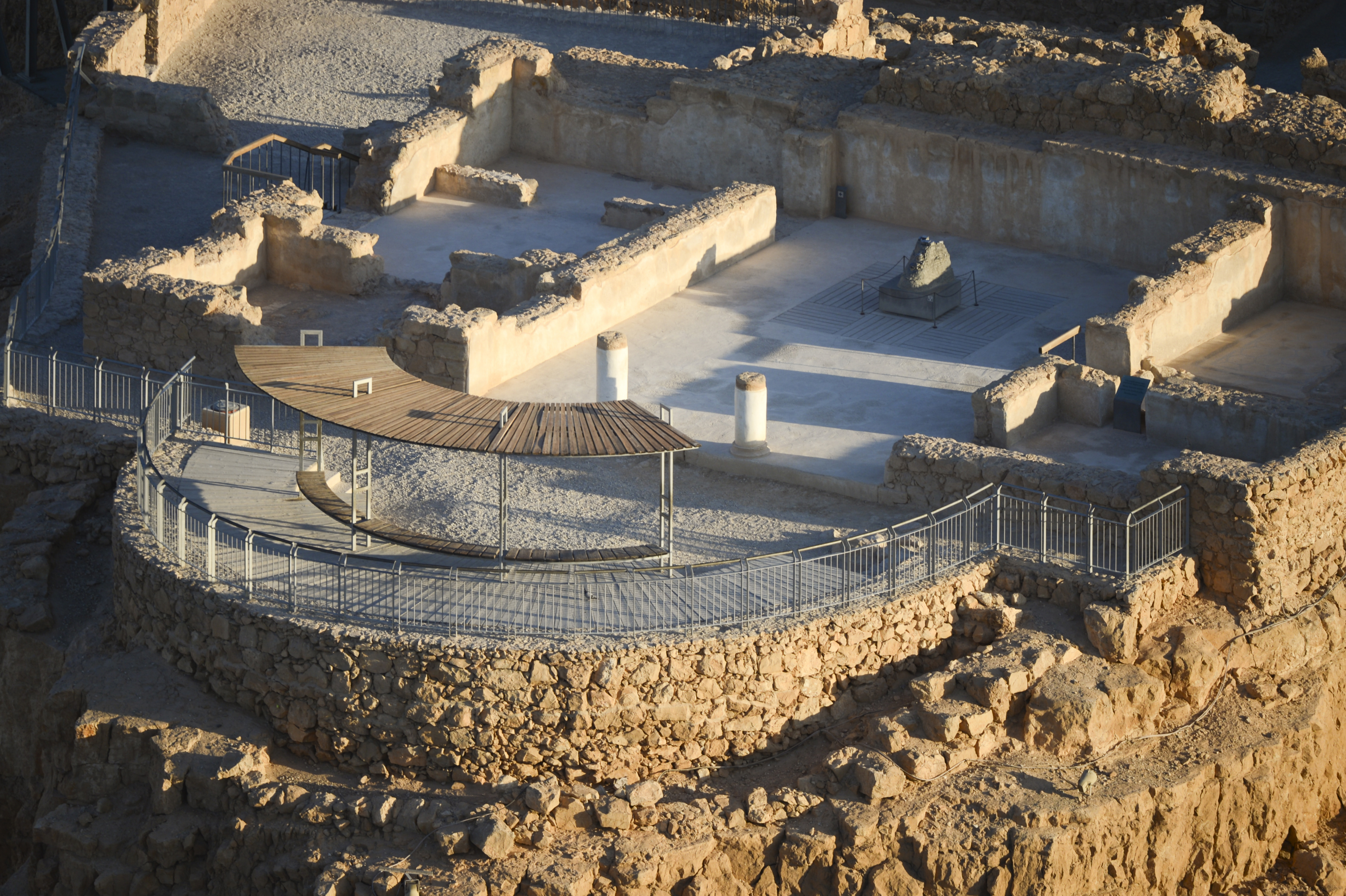
Obere Terrasse (37)

Südlich angrenzend an die obere Terrasse der Palastanlage befand sich eine große Thermenanlage in römischem Stil sowie Magazingebäude mit auffällig schmalrechteckigem Grundriss, schließlich Verwaltungsgebäude und Kasernen. Damit gab es am Nordende des Gipfelplateaus eine geschlossene Bebauung.

#### Große Thermen

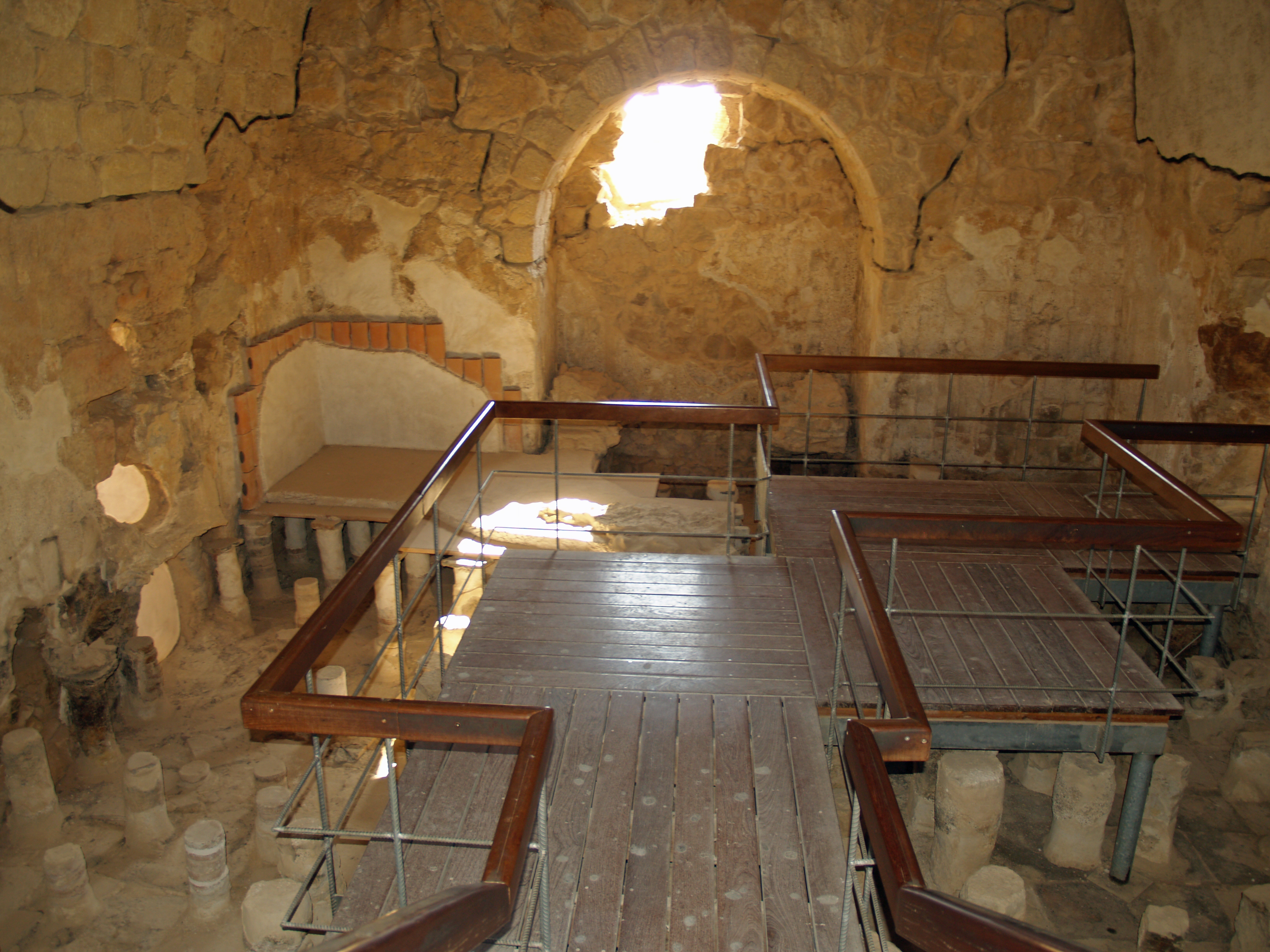
Caldarium der Großen Thermen

Die Großen Thermen (35) waren vom Nordpalast baulich getrennt. Wer diese luxuriöse Anlage besuchen wollte, musste deshalb nicht den Nordpalast betreten, auf dessen Abgeschiedenheit offenbar Wert gelegt wurde. Der Zugang hatte die Form einer Palästra (18 × 8,4 m), die an drei Seiten von Kolonnaden umgeben war. An ihrer Nordseite befand sich eine Exedra und daneben ein Becken, in das Stufen hinabführten. Es kann als natatio oder als Mikwe interpretiert werden. Der eigentliche Thermenbereich hatte eine Grundfläche von 17,5 × 11,5 m und war gegliedert in den Umkleideraum (Apodyterion), das Kaltwasserbassin (Frigidarium), in das Stufen hineinführten, den ausgemalten und gefliesten lauwarmen Raum (Tepidarium) und schließlich den größten Raum (6,8 × 6,6 m), die Heißwasser- und Heißluftanlage (Caldarium). Dieser Raum war überkuppelt, während die übrigen Räume Flachdecken hatten. Das Caldarium hatte zwei Nischen. In der einen, rechteckigen, fand der Badegast ein Wasserbecken aus Quarzit vor. In der anderen, auf halbkreisförmigem Grundriss, stand wohl ein marmornes Heißwasserbassin (labrum). Dieses ist nicht mehr vorhanden. Die Thermenanlagen des Herodes unterschieden sich von ihrem römischen Vorbild in der Gestaltung des Frigidariums. Ein Becken, in das Stufen hinabführten, nahm fast den ganzen Raum ein. Netzer nimmt an, dass dieses Becken auch als rituelles Tauchbad (Mikwe) genutzt wurde. Von der reichen Innenausstattung mit Bodenmosaiken und Fresken blieben Reste erhalten. Mit Ausnahme der Palästra wurden die Bodenmosaiken später durch Opus-sectile-Fußböden ersetzt. Die zum Betrieb einer Therme notwendigen technischen Anlagen und Nebenräume sind erhalten (Hypokaustum) bzw. als Abdrücke von Bleirohren im Befund erkennbar.

#### Kasemattenmauer
Mit Ausnahme der Akropolis (Nordpalast, Große Thermen, Magazingebäude) umschloss die 1,290 km lange Kasemattenmauer mit ihren 27 Türmen das gesamte Plateau. Sie wurde in der dritten Bauphase errichtet und bezog die Torhäuser sowie zwei Kolumbarium-Türme der ersten Bauphase ein. Die Kasemattenmauer besteht aus einer 1,4 m breiten Außenmauer und einer 4 m davon entfernten Innenmauer. Die rund 70 Kasematten haben somit eine standardisierte Breite, die Länge (bis zu 35 m) variiert. Ihre Höhe wird auf 4 bis 5 m geschätzt. Die einzelnen Kasemattenräume waren vielfältig nutzbar, als Lager für Vorräte oder als Wohnräume für Soldaten und Personal. In der westlichen Mauer waren mehrere Kasematten untereinander verbunden, möglicherweise eine Wohneinheit, z. B. für einen Kommandanten. Die 27 Türme waren im Abstand von etwa 40 m in die Kasemattenmauer einbezogen. Am Südende des Plateaus wurde die Kasemattenmauer durch eine Bastion (10) verstärkt. Diese besaß mehrere Stockwerke mit je 5 an einem Korridor aufgereihten Räumen; eine Wendeltreppe erschloss die vermutlich 3 oder 4 Etagen.

### Bauten und Umbauten aus der Zeit des Jüdischen Krieges
„Legt man die Archäologie zugrunde, würden wir den Schluss ziehen, dass eine einzige römische Legion hier eine ziemlich kleine Anzahl von Juden, darunter Familien, belagerte, die aus irgendeinem Grund auf dem Gipfel dieser Wüstenfestung Zuflucht gesucht hatten“, so Kenneth Atkinson. Aber in der Regel wird der archäologische Befund nicht für sich betrachtet, sondern mit dem Bericht des Josephus kombiniert.

#### Wohnquartiere und Werkstätten
Die im Jüdischen Krieg nach Masada geflohenen Menschen richteten nicht nur die Räume der Kasemattenmauer durch Einzug von Zwischenwänden als Wohnungen ein, sie bauten Gruppen von Lehmhütten, die sich an die Mauer oder an andere Gebäude lehnten (2, 5, 8). Die dünnen Mauern dieser Hütten konnten nur leichte Dächer aus Zweigen oder Textilien tragen. Die archäologischen Spuren des Alltagslebens sind vielfältig: Backöfen und Vorratsnischen, Reste von Textilien, Leder, Körben, Glaswaren, Bronzegerät usw. wurden in diesen Wohnbereichen in großer Zahl aufgefunden, außerdem hunderte Fundmünzen und mehrere Fragmente von Schriftrollen. Die Türme wurden anscheinend häufig als Werkstätten genutzt; eine von den Ausgräbern als Gerberei gedeutete Werkstatt (22) wird heute als Wäscherei identifiziert.
Im Mosaikraum des Westpalastes (C) sowie einem Nebenraum richteten die Zeloten eine Werkstatt für Pfeilspitzen ein. Möglicherweise wollten sie die Bassins im benachbarten Badetrakt zum Kühlen des geschmiedeten Eisens nutzen. Über 200 Pfeilspitzen römischen Typs wurden hier gefunden.

#### Synagoge/Versammlungsraum

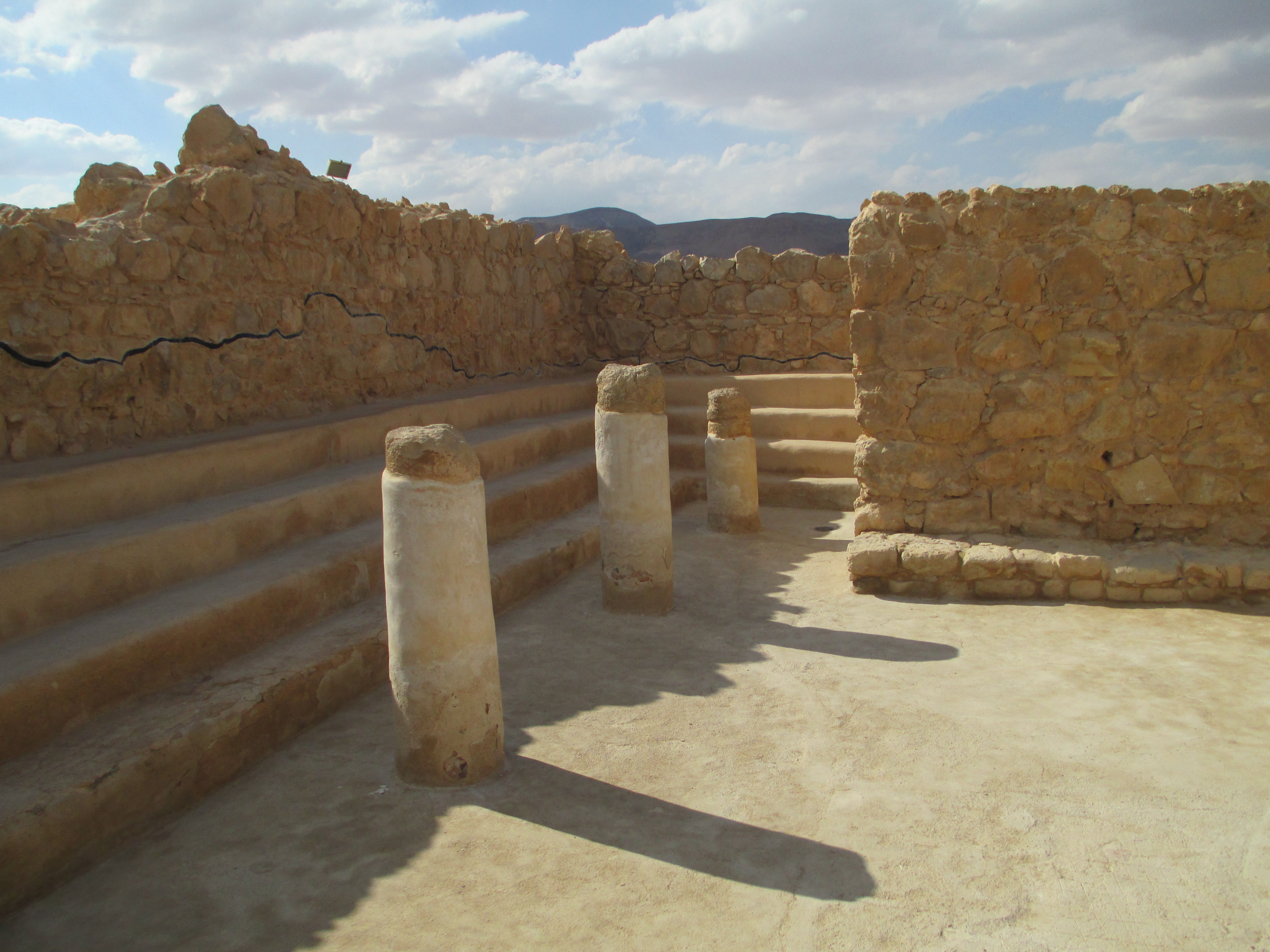
Synagoge (25) mit umlaufenden Bänken und eingebauter Kammer

Im nordwestlichen Bereich der Kasemattenmauer gibt es einen Einbau (25), dessen Funktion in herodianischer Zeit nicht eindeutig bestimmbar ist. Möglicherweise war es ein Stall, denn auf dem Boden fanden die Archäologen mehrere Dungschichten. Yadin vermutete, dass der Bau zur Zeit des Herodes bereits als Synagoge diente und erst von der auf Masada vor dem Jüdischen Krieg stationierten Garnison als Stall genutzt worden sei. Während des Jüdischen Krieges fanden Umbauten statt. Das Gebäude hat eine Grundfläche von 15 × 12 m; fünf Säulen in zwei Reihen trugen die Decke. Die Zeloten rissen eine Zwischenwand ein und fügten an den Wänden umlaufende, verputzte Sitzbänke hinzu. In der nördlichen Ecke trennten sie eine Kammer (5,7 × 3,5 m) ab. Typische Merkmale, an denen antike Synagogen erkannt werden, fehlen hier: die Nische für den Toraschrein, jüdische Symbole als Dekorationselemente, die Orientierung nach Jerusalem. Jodi Magness schlägt vor, den Begriff Synagoge hier in seinem ursprünglichen Wortsinn („Zusammenkunft“) zu verstehen. Zweifellos handelt es sich um einen Versammlungsraum.
Die Kammer hatte keinen Estrich wie der Rest des Gebäudes, sondern einen Fußboden aus gestampfter Erde. Hier stieß Yadins Team auf Gruben aus der Zeit der Belagerung. Darin befanden sich Pergamentreste biblischer Schriften. Das war ein zusätzliches Argument für die Identifikation des Gebäudes als Synagoge. Die Ausgräber identifizierten die Kammer mit einer Geniza, in der unbrauchbar gewordene heilige Texte deponiert wurden. Genizot sind allerdings erst seit dem Mittelalter bezeugt. Solche Depots für heilige Texte wurden notwendig, weil man Restaurierungen an beschädigten Schriftrollen nur in beschränktem Maß für möglich hielt. Das Beispiel von Qumran zeigt, dass in der Antike andere Anschauungen herrschten und beschädigte Rollen in einer Weise geflickt wurden, die im Mittelalter inakzeptabel gewesen wäre. So gesehen, brauchten antike Juden keine Geniza.

#### Rituelle Tauchbäder (Mikwen)

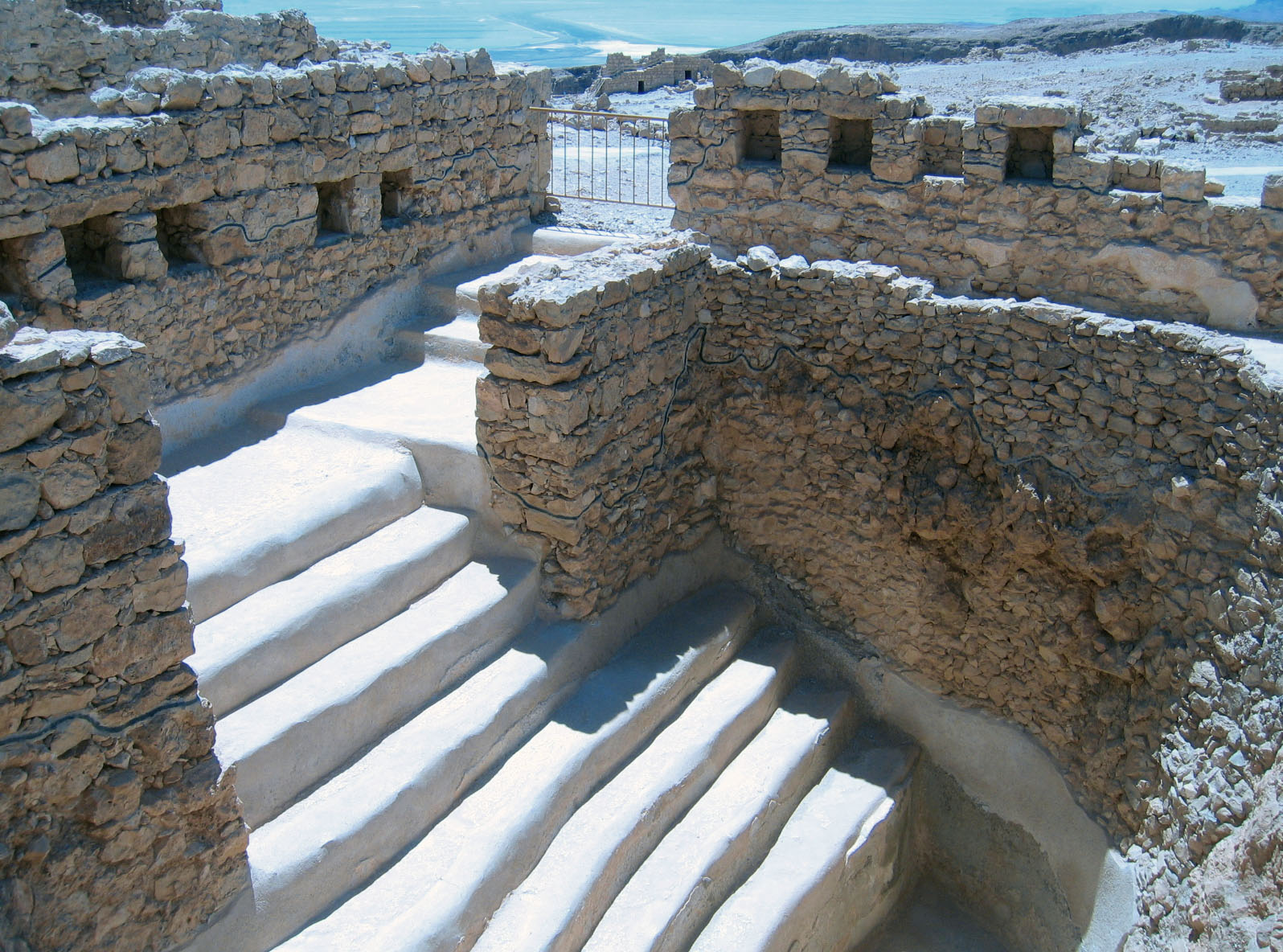
Bad oder Mikwe? (17)

„Wasserbecken, deren Stufen bis nach unten führen, fungieren in dieser Region und Epoche als Bad.“ Es ist aber schwierig, anhand archäologischer Kriterien festzustellen, ob das Baden für die damaligen Benutzer religiöse Bedeutung hatte. Der Talmudtraktat Mikwaot stellt genaue Regeln für ein rituelles Tauchbad auf, sie lassen sich aber nicht auf alle Mikwen des 1. Jahrhunderts n. Chr. übertragen. Insbesondere das Erfordernis von „fließendem Wasser“ scheint in dieser frühen Zeit anders interpretiert worden zu sein. Es ist auch denkbar, dass geeignete Becken, etwa im Frigidarium der Thermenanlage von Masada, nach Bedarf für rituelle Tauchbäder genutzt wurden, ohne dass sie ihre Alltagsfunktion als Bad verloren. Yadin identifizierte zwei Mikwen. Je nachdem welche Kriterien man anlegt, werden heute 16 bis 21 Becken auf dem Gelände von Masada als Mikwen interpretiert.
Die Schwierigkeit, eine Mikwe zu identifizieren, lässt sich an dem Bauwerk 17 (Foto) illustrieren, „ein mächtiger Swimming Pool in unsymmetrischer Form, mit Treppen und Kleidernischen.“ Yigael Yadin und Hanan Eshel datierten die Anlage in die herodianische Zeit und interpretierten sie als Schwimmbecken, das den Gästen im Westpalast zur Verfügung stand. Gegen diese Deutung spricht, dass typische Züge herodianischer Badebecken, wie rechtwinkliger Grundriss, fehlen. Ehud Netzer, Ronny Reich, Asher Grossberg und Yonatan Adler dagegen interpretieren 17 als Mikwe aus der Zeit des Jüdischen Krieges. Sie sei möglicherweise von Essenern genutzt worden, die sich im Westpalast und/oder im Palast 16 angesiedelt und auf dem Gelände von Masada ein kleines Essenerviertel angelegt hätten. Gegen diese Deutung spricht, dass ein Wasserbecken dieser Größe nicht mit „fließendem Wasser“ gefüllt werden konnte (auch nicht mit Hilfe einer Dachkonstruktion zur Sammlung von Regenwasser) und eine Befüllung mit Zisternenwasser jedenfalls den späteren Regeln für eine Mikwe widersprochen hätte.
Als Yigael Yadin und sein Team in den 1960er Jahren in Masada gruben, war über antike Mikwen archäologisch kaum etwas bekannt. Die Mikwen von Masada prägten für die nächsten Jahrzehnte das Bild, das die Forschung sich von diesen antiken Tauchbädern machte. Eine Schlüsselszene war die Begutachtung eines Tauchbads auf Masada durch den orthodoxen Rabbiner David Muntzberg. Es handelte sich um einen Einbau in der südlichen Kasemattenmauer (6): Das Tauchbecken wurde hauptsächlich mit Zisternenwasser gefüllt, dem aus einem benachbarten Reservoir Regenwasser beigemischt werden konnte. Durch diese Regenwasser-Zuleitung galt der gesamte Inhalt des Tauchbeckens als „fließendes Wasser“. Muntzberg untersuchte die Installation und erklärte sie zur Mikwe, die höchsten Ansprüchen genüge. Yadin ging davon aus, dass moderne rabbinische Autoritäten auf diesem Gebiet die gleichen Maßstäbe anlegten, die auch in der Antike galten. Dies formte sein Bild davon, dass die Verteidiger von Masada orthodoxe Juden gewesen seien. Ritualbäder und Synagoge dokumentierten, dass die Religion für die Verteidiger Masadas große Bedeutung hatte. Als Kämpfer gegen römische Invasoren waren sie ein Vorbild für die Bürger Israels, als traditionelle Juden konnten sie Identifikationsfiguren für Juden weltweit sein.

#### Römischer Belagerungskomplex

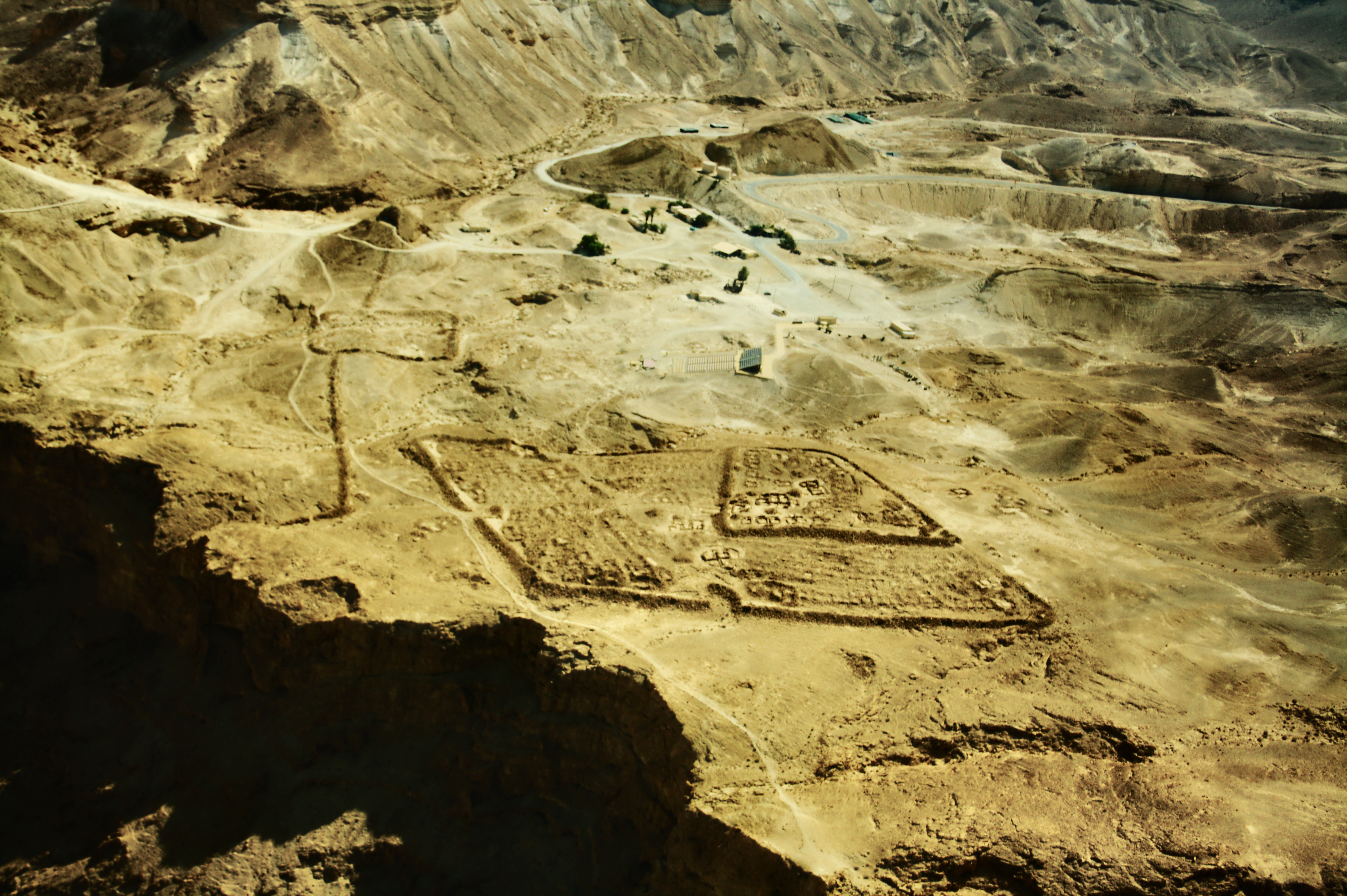
Römisches Lager F mit Standkastell F2; links davon verläuft der Belagerungswall, in den das kleinere Lager E einbezogen ist.

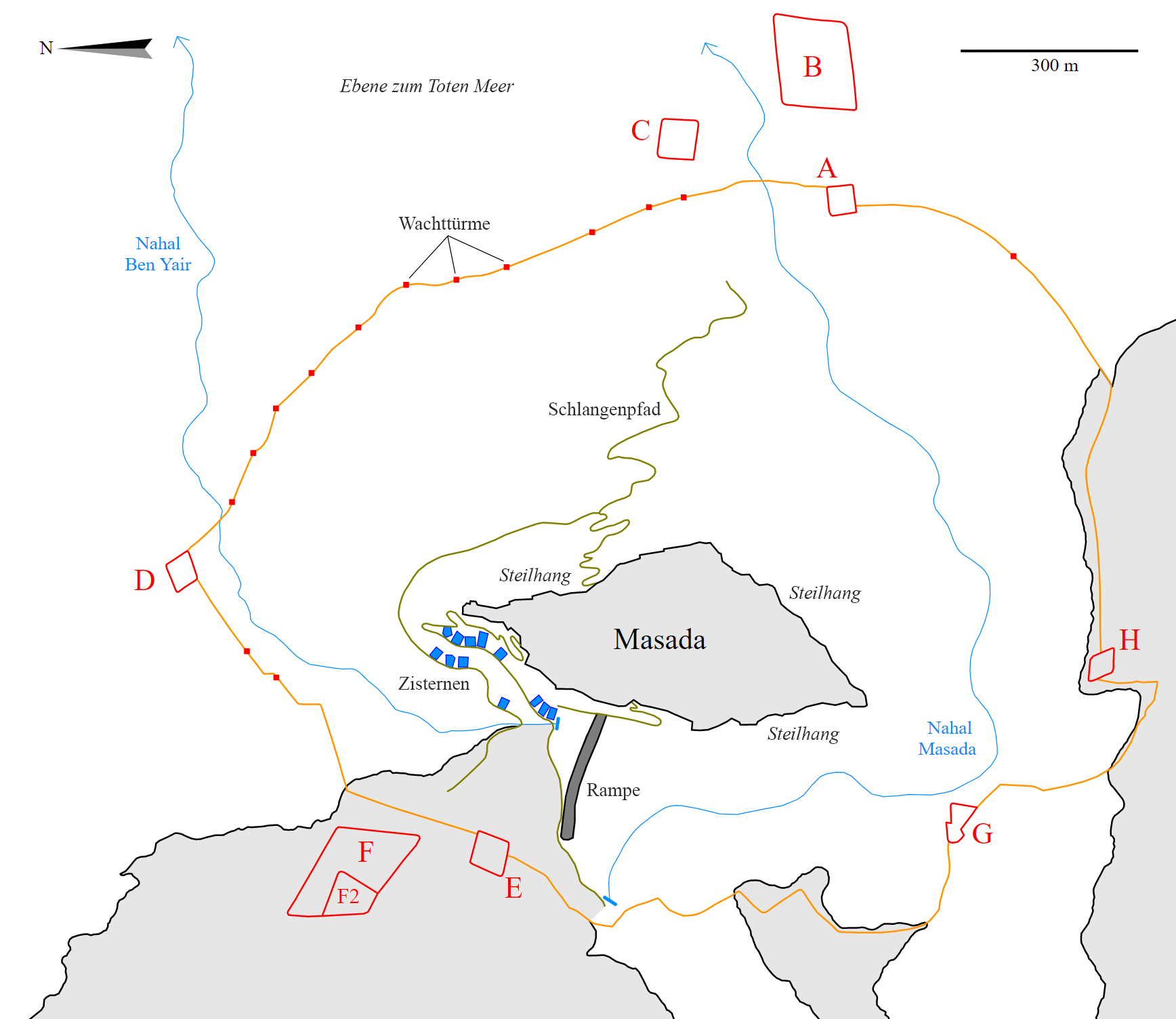
Umgebungsplan von Masada mit römischem Wall, den Lagern A bis H und der Belagerungsrampe

Die Bauten des römischen Militärs im Zuge der Belagerung von Masada gehören zu den am besten erhaltenen Anlagen dieser Art überhaupt. Weder Vegetation noch Überbauung veränderten die Strukturen, lediglich winterliche Sturzbäche beschädigten einige Mauerzüge. Adolf Schulten äußerte sich begeistert über den Erhaltungszustand, in dem sich ihm die Lager 1932 darboten: „So ist die clavicula am Südtor des Lagers F in alter Höhe erhalten, und auf manchen in den Baracken eingebauten Triclinien könnte man sich heute noch lagern.“
Die sonst bei Belagerungen geübte römische Taktik, den Gegner mit einem Wall einzuschließen und dann auszuhungern, war im Fall von Masada nicht erfolgversprechend. Denn auf dem Plateau waren große Trinkwasser- und Lebensmittelvorräte vorhanden, während die Belagerer ihren eigenen Nachschub relativ mühsam heranführen mussten. Ihre Strategie war deshalb darauf gerichtet, die Belagerung abzukürzen; dazu diente die Belagerungsrampe.

##### Etappenstraßen
Die erste Maßnahme der römischen Armee war der Ausbau der Straßen nach Hebron und En Gedi, da der Transport von Lebensmitteln und Trinkwasser ein erhebliches logistisches Problem für die Belagerer darstellte. Das konnte in einer Woche erledigt werden, möglicherweise von einer Vorhut. Schulten beschrieb die römischen Etappenstraßen, die sich Anfang des 20. Jahrhunderts als 5 bis 6 m breite Streifen deutlich sichtbar im Gelände abhoben:
- Die etwa 4 km lange Straße zum Toten Meer begann an der Porta praetoria des Lagers B. Auf dem Toten Meer bestand Schiffsverkehr nach En Gedi.
- Die Straße nach Hebron (34 km) begann hinter dem römischen Wall, stieg dann hinab ins Wadi Sejal, in zwei Kehren hinauf auf das Plateau „und ist von hier aus bis Hebron noch heute die Straße.“[116]
- Die Straße Masada–En Gedi–Herodium–Jerusalem (16 km) dürfte aus der Zeit des Herodes stammen, wurde aber während der römischen Belagerung ausgebaut: Sie begann bei Lager D, verlief am Fuß der Talwand als gut gebaute Straße mit Unterbau; nach 1800 m zweigte rechts eine Straße, die durch die Strandebene nach En Gedi führte. Ihrer besonderen Bedeutung entsprechend erhielt sie zu ihrem Schutz ein kleines Kastell.

##### Wall und Lager
Der aus unbearbeiteten Feldsteinen aufgeschichtete, etwa 2 m breite Blockadewall ist auf einer Länge von etwa 3,5 km erhalten. Er versperrte alle Regionen, die der Besatzung von Masada einen Ausfall oder eine Flucht ermöglicht hätten. Im Grunde war der Belagerungswall überflüssig, denn es gab auch ohne Wall vom Gipfelplateau kein unbemerktes Entkommen. Roth sieht darin eine Beschäftigungsmaßnahme für die Teile der Legion, die nicht am Bau der Rampe eingesetzt werden konnten. Wall und Rampe wurden demnach parallel gebaut und nicht, wie Josephus suggeriert, nacheinander.

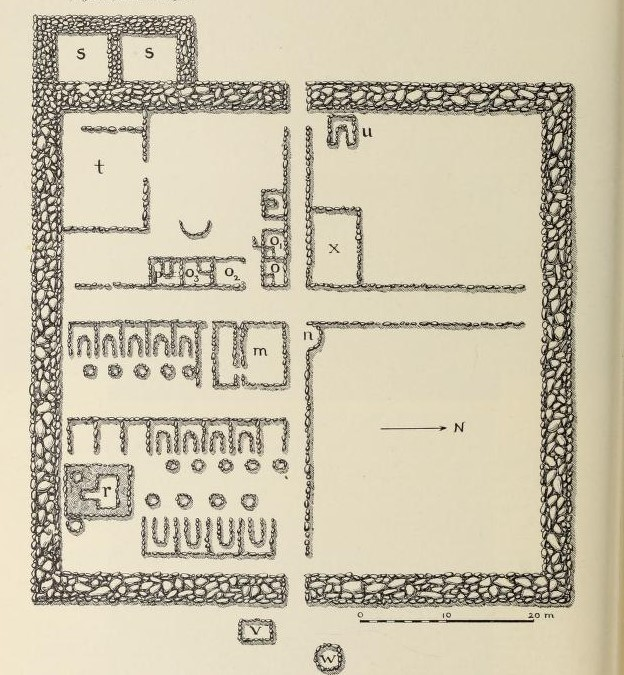
Lager C, Skizze von Brünnow/Domaszewski (1909). Legende: m: Zelt des praefectus cohorti, n: schola, o–p: Centurionenzelte; r: Speisezimmer, s: Geschützstände; t: Magazin, u: Zelt; v,w: Wachttürme; x: Standort der signa.

Jonathan Roth übernimmt Schultens Berechnungen, wonach 8000 römische Soldaten an der Belagerung beteiligt waren, außerdem etwa 2000 Militärsklaven. Außerdem schätzt Roth, dass etwa 3000 jüdische Zwangsarbeiter die Erde für die Aufschüttung der Rampe herbeischaffen mussten; sie waren wohl in einem umwallten Gelände am Fuß der Rampe untergebracht.
Acht Lager (Bezeichnung: A bis H), ebenfalls aus Bruchstein ohne Mörtel errichtet, befinden sich nahe dem Belagerungswall bzw. sind in diesen integriert. Meist ist ihr Grundriss ein Parallelogramm. Auffällig ist die geringe Fläche und daraus folgende dichte Innenbebauung der Lager. Innerhalb der Lager erkennt man noch bis zu 50 cm hohe Mauerzüge, bei denen es sich nach Schulten um die Außenwände von Legionärsbaracken handelt und nicht etwa um Markierungen der Zeltplätze. Sie waren im Mittel etwa 3,5 × 2,5 m groß, allerdings scheint diese Größe nicht genormt gewesen zu sein. Neuere Gutachten, Luftaufnahmen und Ausgrabungen ergänzten dieses Bild: die ledernen Legionärszelte wurden über den Mauern aufgespannt und mit eisernen Heringen gesichert. Die hufeisenförmigen Strukturen innerhalb dieser Baracken waren Triclinien, und zwar Schlafplätze für acht Soldaten pro Baracke, keine Liegeplätze zum Essen. Zwar verschenkte man mit diesen Triclinien etwas von dem ohnehin knappen Platz, nahm das aber wohl in Kauf, weil es so besser möglich war, den eigenen, nur 45 cm breiten Schlafplatz zu erreichen, ohne die Gefährten zu stören. Die Kochgelegenheit befand sich jeweils vor dem Eingang der Baracke und ist vielfach noch als Kreis im Boden erkennbar.
Lager F war das Hauptquartier der römischen Armee während der Belagerung. Die Außenmauern messen 168 × 136 m; innerhalb dieses Lagers gibt es in der südwestlichen Ecke ein kleineres Lager (F2); dabei dürfte es sich um den Standort einer römischen Garnison nach der Eroberung von Masada handeln. Zum Bau des Lagers F2 wurde Material des größeren Lagers verwendet, so dass ausgerechnet das römische Hauptquartier vergleichsweise schlecht erhalten ist. Die Schlussmünze datiert aus dem Jahr 112 n. Chr. Die Eingänge der beiden größeren Lager F und B waren durch Anbauten (clavicula) geschützt. Nach Schulten war die Legio X Fretensis je zur Hälfte in diesen beiden Lagern untergebracht.
Durch die Lager A, B und C an der Ostseite von Masada zwang Flavius Silva seinen Gegner Eleasar Ben Jaʾir, einen Teil der Verteidiger zum Schutz des Osttors abzustellen und somit von der Westseite abzuziehen, wo die Belagerungsrampe gebaut wurde. Diese drei Lager sperrten außerdem das Wadi Sebbe (Nachal Metzada) und damit die aussichtsreichste Fluchtrichtung. Türme, nämlich massive Steinsockel, besaßen die Lager A und C. Darauf waren wohl Geschütze positioniert.
Die Lager E und F waren der Artillerie der Verteidiger ausgesetzt, falls diese eine besaßen. Die Römer hätten ihre Lager aber nicht in Reichweite feindlicher Artillerie gebaut, betont Andrew Holley. Wenn die Zeloten überhaupt Artillerie besaßen, betrachteten die Römer sie wohl nur als Störung, nicht als Gefahr.

##### Belagerungsrampe
Für die Rampe machten sich Flavius Silvas Ingenieure einen natürlichen Felsgrat zunutze, der nur 13 m unterhalb des Gipfelplateaus endete. Auf ihm setzte die Rampe auf. Das Baumaterial lieferte die Umgebung; Zwangsarbeiter mussten es herbeischaffen. Die Errichtung der Rampe übernahmen die Legionäre allerdings selbst, um Sabotage zu verhindern. Hölzer von Tamarisken und Dattelpalmen dienten dazu, die Stein- und Erdpackungen zusammenzuhalten. Im Wesentlichen bestand die Rampe aus grob behauenen Kalksteinblöcken, die in der Nähe gebrochen wurden. Nach Josephus erbauten die Legionäre am oberen Ende der Rampe eine mächtige steinerne Plattform, auf der sie den metallverkleideten Belagerungsturm platzierten. Dieser sei ihre Basis für den Angriff mit Wurfgeschossen und Ballisten gewesen, während ein Rammbock schließlich die Festungsmauer zum Einsturz gebracht habe. Bei ihren Untersuchungen der römischen Belagerungsrampe fanden Benjamin Arubas und Haim Goldfus allerdings keine Spuren der steinernen Plattform und keine Befunde, die einen heftigen Ballistabeschuss in diesem Segment bestätigt hätten, wie er z. B. aus Gamla und Jotfata bekannt ist. Dass ein Stück aus der Kasemattenmauer herausgebrochen ist, was üblicherweise als das Werk der römischen Belagerer interpretiert wird, kann nach Arubas und Goldfus auch andere Gründe haben, z. B. Baumaßnahmen in byzantinischer Zeit. Arubas und Goldfus meinen, dass die Belagerungsrampe seit ihrer Errichtung in der Antike nur geringer Erosion ausgesetzt war, sie sei nie sehr viel höher gewesen als jetzt. Das heißt aber, dass sie nicht so weit fertiggestellt wurde, um ihren Zweck erfüllen zu können. Sie meinen deshalb, die letzte Phase der römischen Belagerung Masadas habe einen anderen Verlauf genommen als von Josephus beschrieben, welchen, müsse offen bleiben. Verschiedene Autoren haben Arubas und Goldfus hier widersprochen. So argumentiert Gwyn Davies, die Steinpflasterung könne bei dem starken Erdbeben 1927 verschüttet worden sein, und sogar wenn man konzediere, dass die Belagerungsrampe etwa auf dem heutigen Niveau, 13 m unter dem Plateau, endete, hätte ein darauf in Stellung gebrachter, 30 m hoher Belagerungsturm die Kasemattenmauer deutlich überragt.
Holley weist auf ein Depot von Ballistakugeln im Kasemattenraum L 1038 hin. Dass hier eine Balliste der Verteidiger positioniert war, sei unwahrscheinlich. Aber der Punkt sei strategisch sehr günstig, um mit Bogenschützen und Steinschleuderern die Legionäre beim Bau der Belagerungsrampe zu attackieren. Deshalb hätten die römischen Ballisten diesen Mauerabschnitt unter starken Beschuss genommen. Die in diesem Bereich eingeschlagenen Kugeln wurden nach Holley im Rahmen der Aufräumarbeiten nach Einnahme Masadas an einem Ort (Depot) zusammengetragen.

##### Eine zweite Belagerungsrampe?
Bei den Ausgrabungen Yadins wurde eine große Erdaufschüttung gegen die Außenmauer der Akropolis im Norden des Plateaus festgestellt. Volontäre der Jugendorganisation Gadna waren elf Monate nur damit beschäftigt, diese fundarme Aufschüttung abzutragen. Hillel Geva schlägt vor, dass dieser 20 m lange und 15 m breite Hügel (29), etwa 600–750 m³ Erde untermischt mit Architekturfragmenten, eine weitere römische Belagerungsrampe gewesen sei. Die Akropolis mit dem Nordpalast war  seit der dritten herodianischen Bauphase eine autarke, vom Rest der Gipfelbebauung getrennte Einheit. Geva vermutet, dass einige Rebellen sich dort nach dem Eindringen der römischen Armee in die Festung verschanzt hatten und weiter Widerstand leisteten, so dass die Soldaten eine breite Rampe anschütten mussten, um in die Akropolis vorzudringen. Wenn dem so war, fand der von Josephus berichtete kollektive Freitod nicht statt.

### Byzantinische Mönchssiedlung

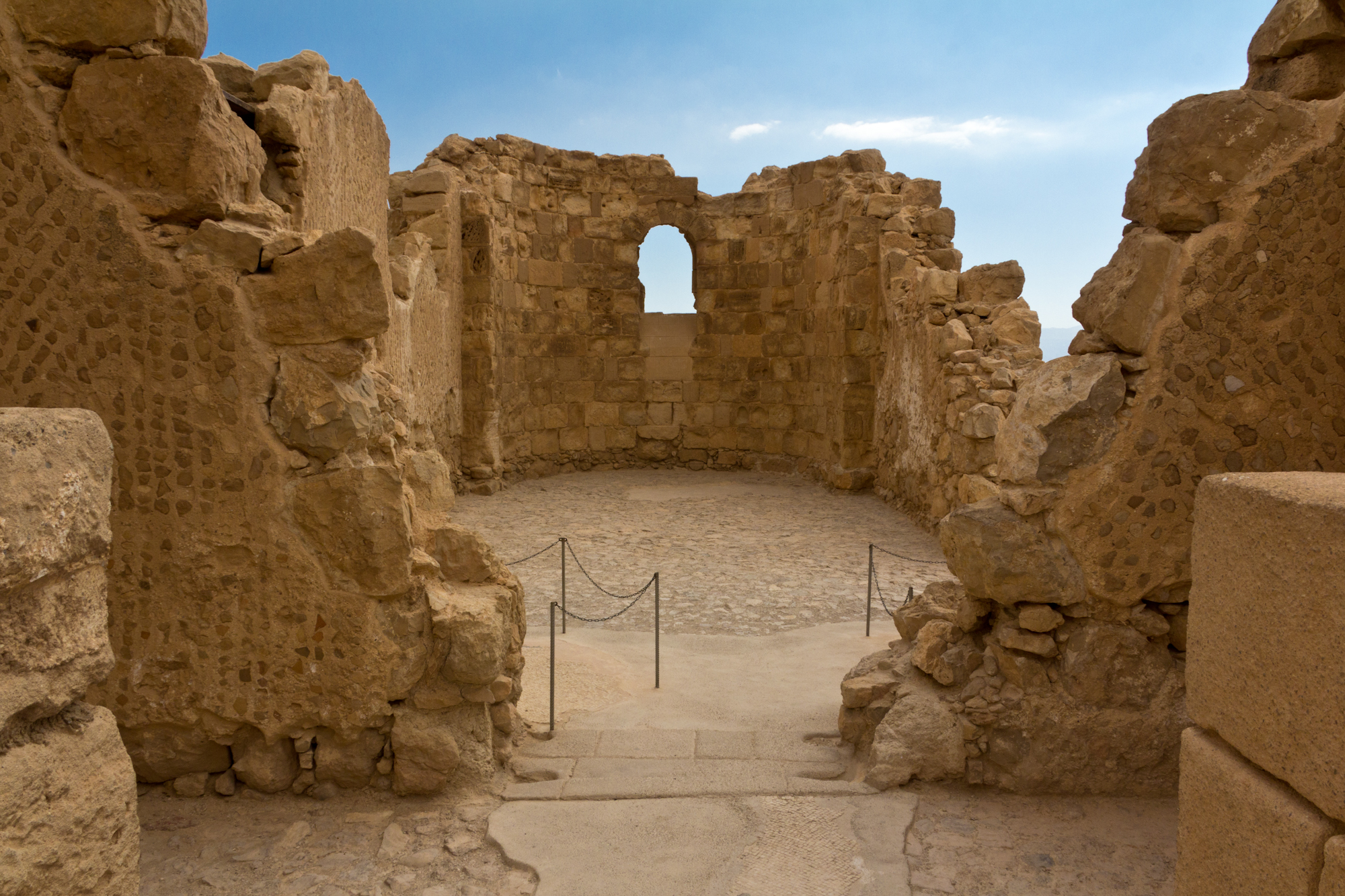
Blick vom Narthex ins Kirchenschiff (26)

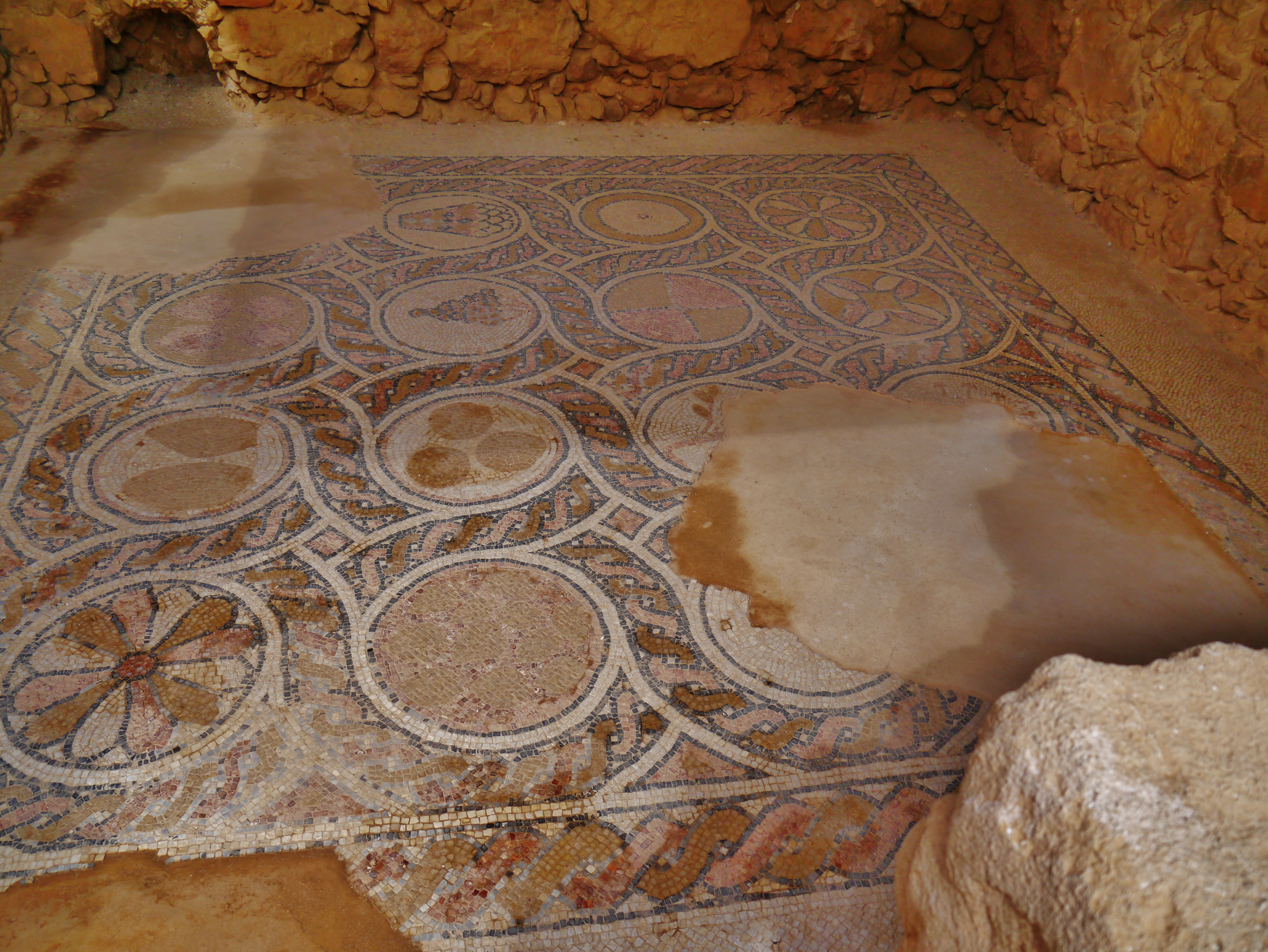
Byzantinisches Mosaik

Nach der Aufgabe des römischen Standkastells im frühen 2. Jahrhundert war Masada unbewohnt, bis sich eine christliche Mönchsgemeinschaft von etwa 15 bis 20 Personen im 5. Jahrhundert auf dem Plateau ansiedelte. Das einzige Gebäude, das die Mönche neu errichteten, war die Kirche mit ihren Anbauten. Alle übrigen Gebäude der byzantinischen Zeit wurden mit dem Baumaterial der Ruinen von 73/74 n. Chr. aufgeführt.
Das gut erhaltene byzantinische Tor (23) besteht aus einem äußeren Tor, einem Hof und einem inneren Tor. Es wurde anstelle eines herodianischen Westtors gebaut. Von dort führt ein Pfad zum Zentrum der Lawra, dem Kirchenkomplex: Die Kirche (26) besteht aus dem Kirchenschiff (10,3 × 7,7 m) mit Apsis und einem Narthex (4,8 × 2,4 m). Die Wände sind teilweise fast bis zur Firsthöhe erhalten. Sie waren mit geglättetem Mörtel verputzt, in den römische Keramikscherben so eingedrückt wurden, dass sie geometrische Muster bilden. In der Apsis gibt es ein zentrales Fenster mit Rundbogen. Die Kirche hat zwei Anbauten an der Nordseite, darunter einen Raum auf quadratischem Grundriss (3,6 × 3,6 m) mit einem Mosaikfußboden (Foto). Das zentrale Panel ist gut erhalten und zeigt 16 von einem Flechtband eingefasste Medaillons, darin geometrische Formen, Pflanze, Früchte und einen Korb mit zwölf Broten. An der Ostseite der Kirche legten die Mönche einen Hof an (18 × 20 m), den sie mit einer Mauer einfassten. Der Wirtschaftstrakt der Lawra (Küche und Refektorium) war offenbar in einem Abschnitt der Kasemattenmauer, etwa 50 m westlich von der Kirche entfernt, untergebracht. Hier standen steinerne Tische und byzantinische Vorratsgefäße. Auch dieser Bereich wurde von den Mönchen mit einer Mauer umgrenzt. Der Kirchenkomplex und dieser Wirtschaftstrakt waren die Bereiche der Lawra, in denen das Gemeinschaftsleben der Mönche stattfand. Die übrige Zeit verbrachten sie als Eremiten in ihren Zellen, die in einigem Abstand voneinander errichtet wurden. Insgesamt 13 Mönchszellen in Gestalt kleiner Steingebäude und Wohnhöhlen finden sich an mehreren Stellen des Plateaus, zum Beispiel:
- an der Wand des Caldariums in den großen Thermen,
- im Eingangsbereich des Westpalastes,
- in einer ehemaligen Zisterne,
- im runden Kolumbarium-Turm.

Die Werkstatt der Mosaikleger (14) ist durch Mengen dort vorhandener Mosaiksteinchen lokalisierbar.

## Einzelfunde

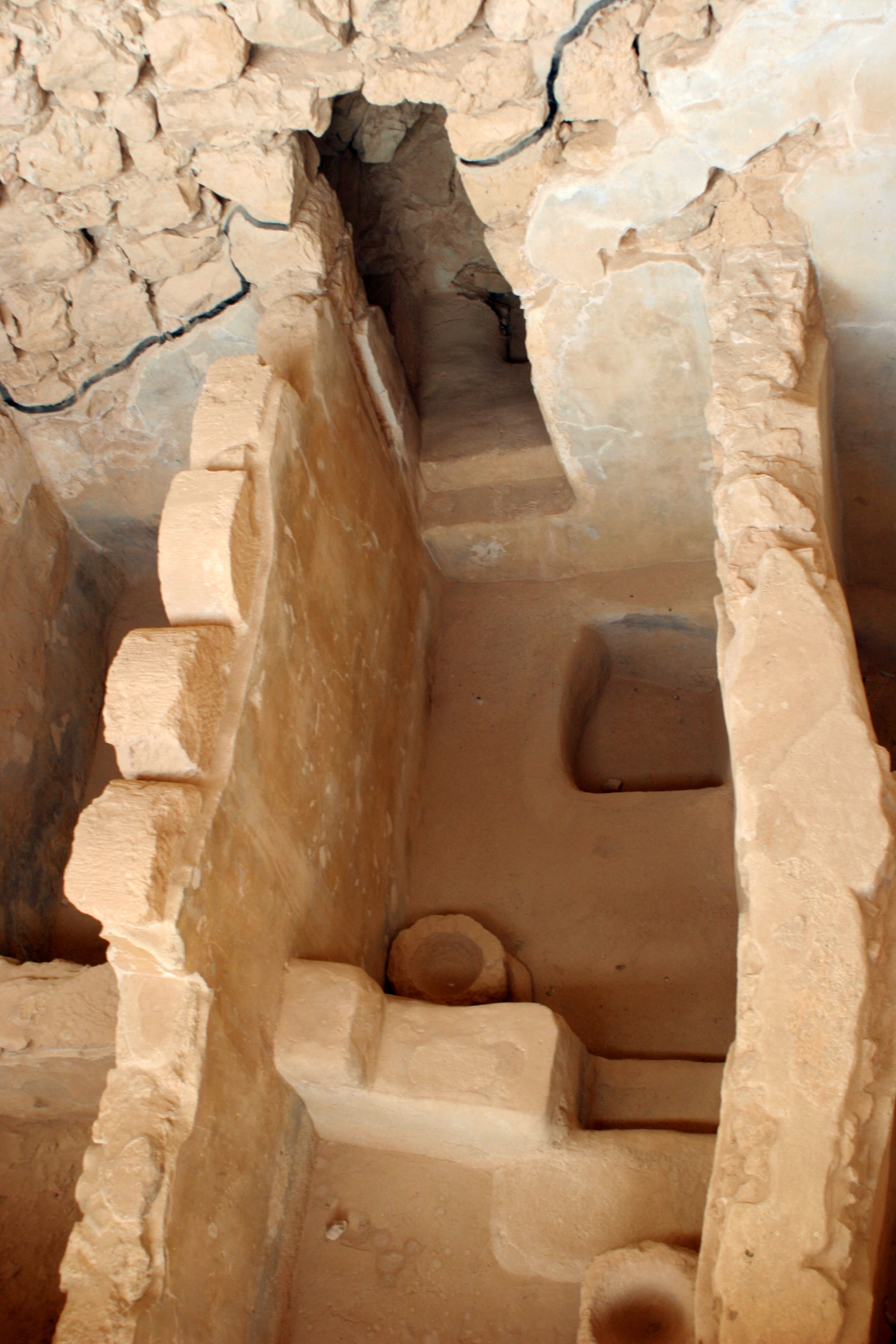
Wäscherei (22)

Das Wüstenklima und die Abgeschiedenheit des Felsplateaus haben ein reiches Spektrum von Objekten der antiken Alltagskultur konserviert. Die Einzelfunde können aus herodianischer Zeit, aus den Jahren des Jüdischen Krieges oder aus byzantinischer Zeit stammen; genauer bestimmbar ist das nicht in jedem Fall. Der größte Teil der Befunde gehört aber in den Zerstörungshorizont der römischen Einnahme 73/74. Danach fanden auf dem Plateau Aufräumungsarbeiten statt. Die Legionäre oder, weniger wahrscheinlich, die byzantinischen Mönche füllten Schutt und Müll in ausgehobene Gruben und in einige Kasematten; zwei Beispiele:
- Der als Wäscherei genutzte Kasemattenturm (22) war vollständig, d. h. 4 bis 5 m hoch, mit Schutt angefüllt; darunter befanden sich Lederstücke, Keramik, ein Papyrusfragment mit griechischen und lateinischen Namen und 34 Münzen.
- Kasematte L 1039, nahe der Synagoge (25), war mit Ofen und Silo zu Wohnzwecken eingerichtet worden. Außerdem fand man dort eine Aufschüttung von Ballistenkugeln und darüber eine dicke Schuttschicht mit Weidenkörben, Textilresten, Münzen (darunter Silberschekel), sieben Fragmenten biblischer und außerbiblischer Schriftrollen, 18 lateinische und 4 griechische Papyri. Die Silberschekel lagen beieinander und waren wohl als kleiner Hort in der Wand versteckt worden.

### Literarische Texte
Unter den antiken Handschriftenfunden in der Gegend am Toten Meer haben die Texte von Qumran und von Masada eine Sonderstellung: erstens stammen sie aus der gleichen Zeit (die Dokumente von Wadi Daliyeh sind früher, die Funde von Nachal Zeʾelim, Nachal Chever, Nachal Mischmar, Wadi Sdeir, Wadi Murabbaʿat und Ketef Jericho sind später zu datieren), zweitens handelt es sich um literarische Texte. Deshalb wird diskutiert, ob zwischen den beiden Textkorpora von Qumran und Masada eine Verbindung besteht.
- An verschiedenen Stellen des Gipfelplateaus wurden Reste von 13 Schriftrollen mit Texten der Hebräischen Bibel gefunden.[137] Sie sind für die Textgeschichte der Bibel von großer Bedeutung, weil sie Einblicke gewähren, wie der hebräische Text vor der vereinheitlichenden Arbeit der Masoreten aussah. Interessant ist zum Beispiel die Handschrift MasPsb, denn sie gehörte zu einem Psalmenbuch, das mit Psalm 150 endete, während andere Texttraditionen (Septuaginta, aber auch 11Q5 aus Qumran) mehr als 150 Psalmen kennen.[138] Das biblische Buch Ezechiel hat eine komplizierte Entstehungsgeschichte; bis in die hellenistische Zeit wurden am Text noch Veränderungen vorgenommen. Das Ezechiel-Schriftrollenfragment, das in der Synagoge von Masada (25) gefunden wurde, ist zwar sehr fragmentarisch, deckt aber mehrere Kapitel ab und bezeugt die gleiche Kapitelreihenfolge wie der spätere masoretische Text. Das ist nicht selbstverständlich, denn der um 200 n. Chr. geschriebene Papyrus 967 aus dem ägyptischen Aphroditopolis hat eine abweichende Kapitelanordnung.[139] Insgesamt stehen die biblischen Texte von Masada dem später normativen Text der Hebräischen Bibel sehr nahe, und dies spricht nach Emanuel Tov für eine jüdische Gemeinde mit engen Verbindungen nach Jerusalem, wo der proto-masoretische Text (bis zur Zerstörung der Stadt im Jahr 70) in besonderer Weise gepflegt wurde.[140]

- Im Schutt einer Wohnkasematte (A) lagen Reste einer Schriftrolle des Buches Jesus Sirach.

- Unter den Textfunden in Kasematte L 1039 war je ein Exemplar der Sabbatopferlieder, des Apokryphon Josuas (unsicher[141]) und des Jubiläenbuchs. Exemplare dieser Texte finden sich auch unter den Schriftrollen vom Toten Meer. Emanuel Tov vermutet, dass Essener nach Masada flohen, als die römische Armee Qumran zerstörte, und diese Texte mitbrachten.[142] Es wird aber auch umgekehrt argumentiert: dass neun Kopien der Sabbatopferlieder in Qumran und eine Kopie in Masada gefunden wurde, kann darauf hindeuten, dass die Verfasser trotz sprachlicher Merkmale, die auf Qumran weisen, „soziologisch nicht unbedingt im Jachad zu verorten“ sind.[143] Ursprünglich könnten die Sabbatopferlieder aus der Priesterliturgie im Jerusalemer Tempel stammen.[143] Erst recht wurde das sehr beliebte Jubiläenbuch nicht exklusiv in Qumran gelesen.

- Das Papyrusfragment Mas 721 lat (maximale Maße: 16 × 8 cm) ist auf beiden Seiten mit je einem lateinischen Hexameter in geübter Handschrift beschrieben. Der Satz auf der Vorderseite stammt aus der Aeneis: „Anna, mich schrecken Traumbilder, lassen mich zweifeln und schwanken.“[144] Wenn die Niederschrift ungefähr zeitgleich mit der Eroberung Masadas war, handelt es sich um eines der frühesten Vergil-Manuskripte. Von dem unvollständig erhaltenen Hexameter auf der Rückseite ist das Partizip titubantia klar lesbar. Der Vers kann aber innerhalb der bekannten lateinischen Dichtung nicht zugeordnet werden. Der Papyrus stammt aus dem Gepäck eines Soldaten der 10. Legion. Hannah M. Cotton und Joseph Geiger schlagen im Abschlussbericht vor, dass der Schreiber seine Emotionen angesichts der Einnahme von Masada durch ein literarisches Zitat habe ausdrücken wollen.[145] Als literarischer Text hebt sich Mas 721 lat aus der Gruppe der lateinischen Papyri heraus. Andere Papyri erlauben Einblicke in den Alltag des römischen Militärs, z. B. ein Dokument, das Beträge auflistet, die ein Legionär namens Gaius Messius unter anderem für Gerste und Kleidung zahlte und die von seinem Sold abgingen, oder eine Liste von Sanitätsartikeln wie Bandagen und Öl.[146]

### Ostraka

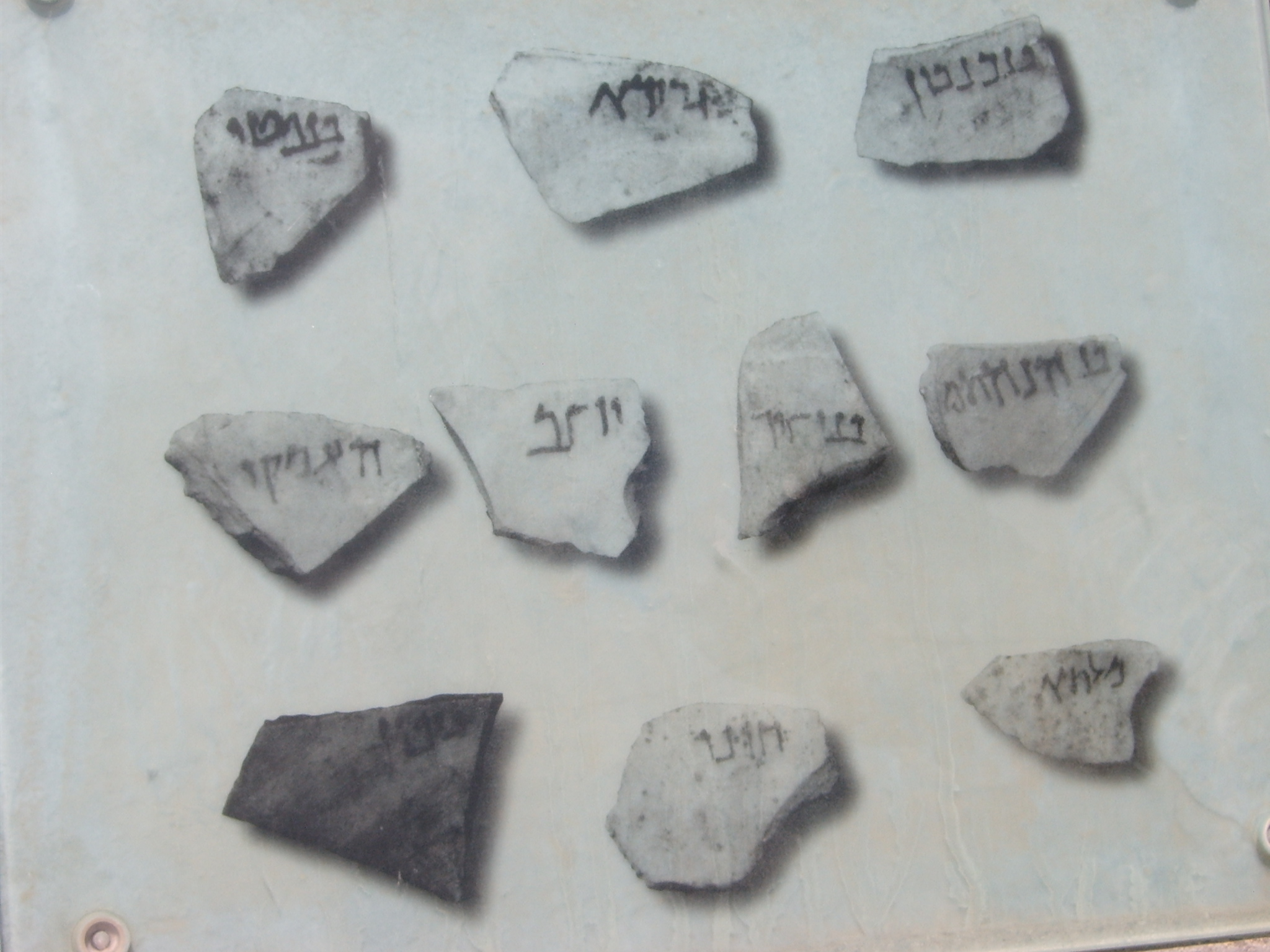
Die „Lose“, 2. Reihe, 3. Ostrakon von links: der Name Ben Jaʾir

Auf dem Gelände von Masada wurden über 700 Ostraka gefunden. Die meisten tragen nur einen einzigen Buchstaben. Andere sind mit einem Namen beschriftet. Diese Ostraka leisten einen Beitrag zur Paläografie der hebräischen Schrift. Nach Jodi Magness dienten die Ostraka vor allem dazu, die Ausgabe der Lebensmittel aus den Magazinen zu organisieren. Mit Ostraka, aber auch mit entsprechenden Beschriftungen auf Gefäßen konnte man außerdem darauf hinweisen, ob der Inhalt kultisch rein oder unrein, verzehntet oder nicht verzehntet war. Ein Ostrakon nennt anscheinend einen sonst nicht bekannten Sohn des Hohenpriesters Ananias. Er hieß ʿAḳavia, hielt sich offenbar bei den Rebellen auf Masada auf und zertifizierte dort die kultische Reinheit von Gütern. Kenneth Atkinson schließt aus der Anwesenheit eines Angehörigen der Jerusalemer Priesteraristokratie, dass die Anführer auf Masada eine Gruppe von Priestern gewesen seien und Josephus dies verdunkle – schließlich war er selbst Priester.
Westlich der Großen Thermen (F) fanden sich Spuren heftiger Verwüstung und darunter mehr als 250 Ostraka. Yadin bezeichnete zwölf der Ostraka, die von der gleichen Person beschrieben worden waren, als Lose und brachte sie in Zusammenhang mit dem Bericht des Josephus, dass zehn (nicht zwölf) Personen ausgelost worden seien, die übrigen zu töten. Ein Ostrakon trägt den Namen Ben Jaʾir, bezeichnete also wahrscheinlich den Befehlshaber der Festung. Joseph Naveh, der im Abschlussbericht die Ostraka publizierte, wiederholte diese Interpretation Yadins nicht. Welche Aufgaben oder Rationen mit Hilfe von Namens-Ostraka zugeteilt wurden, ist nicht ermittelbar.

### Anwesenheit von Essenern und Samaritanern
Sowohl Essener als auch Samaritaner sollen sich in Masada aufgehalten haben. Das stärkste Argument für die Anwesenheit von Essenern sind literarische Textfunde, die sich mit den Schriftrollen vom Toten Meer vergleichen lassen. Bibeltexte, das  Sirachbuch oder das Jubiläenbuch können von fliehenden Essenern aus Qumran nach Masada mitgebracht worden sein; relativ wahrscheinlich ist das bei einem in Masada gefundenen Exemplar der in Qumran sehr beliebten Sabbatopferlieder. Doch ist kaum auszuschließen, dass ein Nicht-Essener diese Schriftrolle mit nach Qumran brachte.
Spinnwirtel sind im Fundgut von Masada mit 384 Exemplaren sehr häufig vertreten. Spinnen war in der Antike eine typische Tätigkeit von Frauen. Erwartungsgemäß fand man Spinnwirtel häufig im Kontext von Zelotenunterkünften, auffälligerweise gab es aber einige eindeutig als Wohnraum genutzte Gebäude, in denen Spinnwirtel fast völlig fehlten. Ronny Reich vermutet, dass hier ehelose Essener lebten, die auch eine nahegelegene, architektonisch an Qumran erinnernde Mikwe (17) benutzten. Ein zusätzliches Argument ist die Verteilung von Fundmünzen, verbunden mit der Annahme, die Essener hätten eine Gemeinschaftskasse gehabt und daher kaum individuell Münzen verloren. Reich leitet daraus die Hypothese ab, dass auf Masada eine effektive Verwaltung die Unterbringung der Flüchtlinge geregelt habe, die Familien, einzeln angekommenen Personen und Essenern mit ihrer besonderen religiösen Praxis jeweils getrennte Wohnbereiche zugewiesen habe. Jodi Magness wendet dagegen ein, dass die Verteilung der Münzen im Fundgut von Qumran keine Auffälligkeiten zeige, was aber zu erwarten wäre, wenn sie für das hypothetische Essenerviertel von Masada kennzeichnend sind. Die ungleichmäßige Verteilung von Spinnwirteln und Münzen in den Wohnbereichen von Masada sei zwar interessant, aber da es sich um kleine, leichte Objekte handle, könne man daraus keine so weitreichenden Schlüsse ziehen.
Aus Kasematte L 1039 stammt ein Papyrusstück, das einen fragmentarischen Text in paläohebräischer Schrift enthielt. Diese Schrift wurde (und wird) von Samaritanern für ihre heiligen Texte verwendet. Der Text enthielt die Wendung „Berg Garizim“; die Schreibweise הרגריזים ohne Worttrennung ist typisch für samaritanische Texte. Shemaryahu Talmon vermutete, dass dieser Papyrus einem nach Masada geflohenen Samaritaner gehört habe. Er nahm daher an, dass die Bewohnerschaft Masadas während des Jüdischen Krieges sehr heterogen gewesen sei: neben Zeloten, die er in religiöser Hinsicht dem „Mainstream“ zuordnet, Dissidenten wie Essener und Samaritaner. Hanan Eshel interpretierte den Text im Gegensatz dazu als eine antisamaritanische Dichtung, die Freude über die Zerstörung des samaritanischen Tempels auf dem Berg Garizim ausdrücke. Der Text ist so fragmentarisch, dass eine Entscheidung in dieser Frage nicht möglich ist. Zwar erhielt das Papyrusfragment von Talmon im Abschlussbericht den suggestiven Namen „Masada-Papyrus mit paläohebräischem Text samaritanischen Ursprungs“ (Mas pap paleoText of Samaritan Origin), aber Emanuel Tov hält das kleine Fragment für unzureichend, um daraus historische oder sonstige Schlüsse zu ziehen.

### Anwesenheit von Frauen
Dass in Masada zahlreiche jüdische Familien lebten, wurde von Josephus im Zusammenhang mit dem kollektiven Selbstmord hervorgehoben. Ronny Reichs Spinnwirtel-Studie lieferte eine Bestätigung hierfür. Im Fundgut sind auch Objekte, die Frauen gehörten, z. B. mehrere Haarnetze und Kosmetikartikel. Ein gewisser Josef, Sohn des Naqsan, Einwohner von Masada, stellte seiner Frau Mariam, Tochter des Jonatan, einen Scheidebrief (Get) aus, der ihr die Freiheit gab, eine Ehe mit einem anderen Juden einzugehen. Das Dokument ist datiert auf das „Jahr 6“ des jüdischen Aufstands – im Jahr 5 war Jerusalem gefallen. Mariam verließ den Ort, noch bevor die römische Belagerung begann. Ihr Scheidebrief wurde unter den Dokumenten im Wadi Murabbaʿat gefunden. Zusammen mit anderen Indizien weist dieser Textfund auf die Fluktuation der Bewohnerschaft von Masada hin: „Bis zum Beginn der Belagerung kamen und gingen die Flüchtlinge.“

### Ernährungssituation

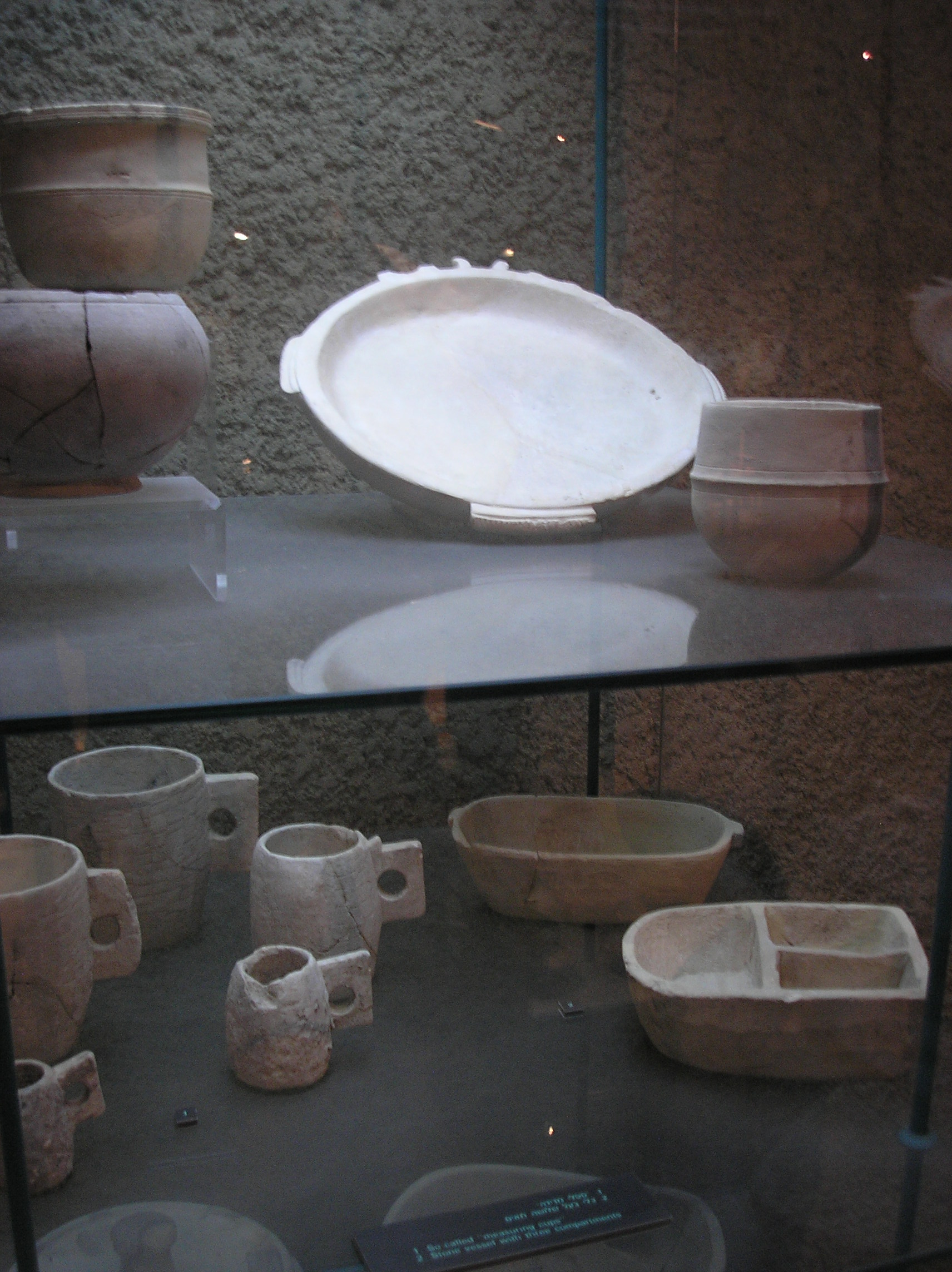
Antike Steingefäße aus dem Herodianischen Quartier in Jerusalem. In der unteren Reihe einige Gefäße des Henkelbecher-Typs („mugs“)

Josephus rühmte die Magazine, die Herodes auf Masada anlegen ließ, und die Archäologie konnte ihn in diesem Punkt bestätigen. Zum Fundgut gehören etwa 4500 Keramikgefäße, viele herodianisch, aber fast alle in der Endphase des Jüdischen Krieges in Benutzung. Rot überzogenes Tafelgeschirr und Amphoren stammen aus dem Kontext der herodianischen Residenz, sind aber selten. Die Masse der Keramik ist lokaler judäischer Produktion: Vorratsgefäße und Kochtöpfe. Dass Vorräte bis zuletzt in den Magazinen verblieben, widerspricht der Darstellung des Josephus und stützt diejenigen, die seinen Bericht über die Einnahme Masadas für unzutreffend halten.
37 Gefäße tragen Inschriften, die ihren Inhalt bezeichnen, darunter waren über die Hälfte Behältnisse für getrocknete Feigen. Außerdem wurden Beeren oder Oliven, Fisch, Teig, Fleisch und Kräuter erwähnt. Im Fundgut waren Kerne von Granatäpfeln, Oliven und Feigen. Gartenbau dürfte in Masada in bescheidenem Umfang möglich gewesen sein, auch könnten einige Schafe und Ziegen gehalten worden sein. Das sollte aber nicht den Eindruck reichhaltiger Ernährung erwecken, denn diese Güter standen wohl nur wenigen zur Verfügung. Nach Magness kann man sich den Speisezettel der Zelotenfamilien etwa so vorstellen: in Olivenöl getunktes Brot, Bohnenbrei oder fleischloser Linseneintopf. Die Vorräte aus den Magazinen von Masada wurden von Archäologen untersucht. Sie waren erheblich von Parasiten befallen, insbesondere die Trockenfrüchte.
Wie im vornehmen Herodianischen Quartier in Jerusalem und in Qumran, so fand man auch in Masada Produkte des heimischen Steinschneiderhandwerks. Sie sehen aus wie große Henkelbecher aus Kalkstein (31 vollständige Exemplare, 110 Fragmente). Da Steingefäße im Gegensatz zu Keramik keine rituelle Unreinheit annehmen, waren sie bei Wohlhabenden beliebt, die z. B. als Priester auf einen hohen Standard ritueller Reinheit achteten. Daneben fand Yadins Grabungsteam auch Gefäße aus sonnengetrocknetem Lehm und Tierdung, in denen Getreide und Trockenfrüchte aufbewahrt wurden. Diese Gefäße nehmen nach der Mischna ebenfalls keine Unreinheit an. Jodi Magness geht allerdings davon aus, dass Gefäße aus Lehm und Dung bei armen Juden und Nichtjuden häufig in Gebrauch waren, aber bei archäologischen Grabungen nur unter günstigen Bedingungen angetroffen werden. Auch während der Belagerung von Masada konnte man an Ort und Stelle diese ungebrannten Gefäße herstellen; dies müsse, so Magness, kein Indiz für ein hohes Interesse an kultischer Reinheit bei den Armen sein.

### Skelettfunde

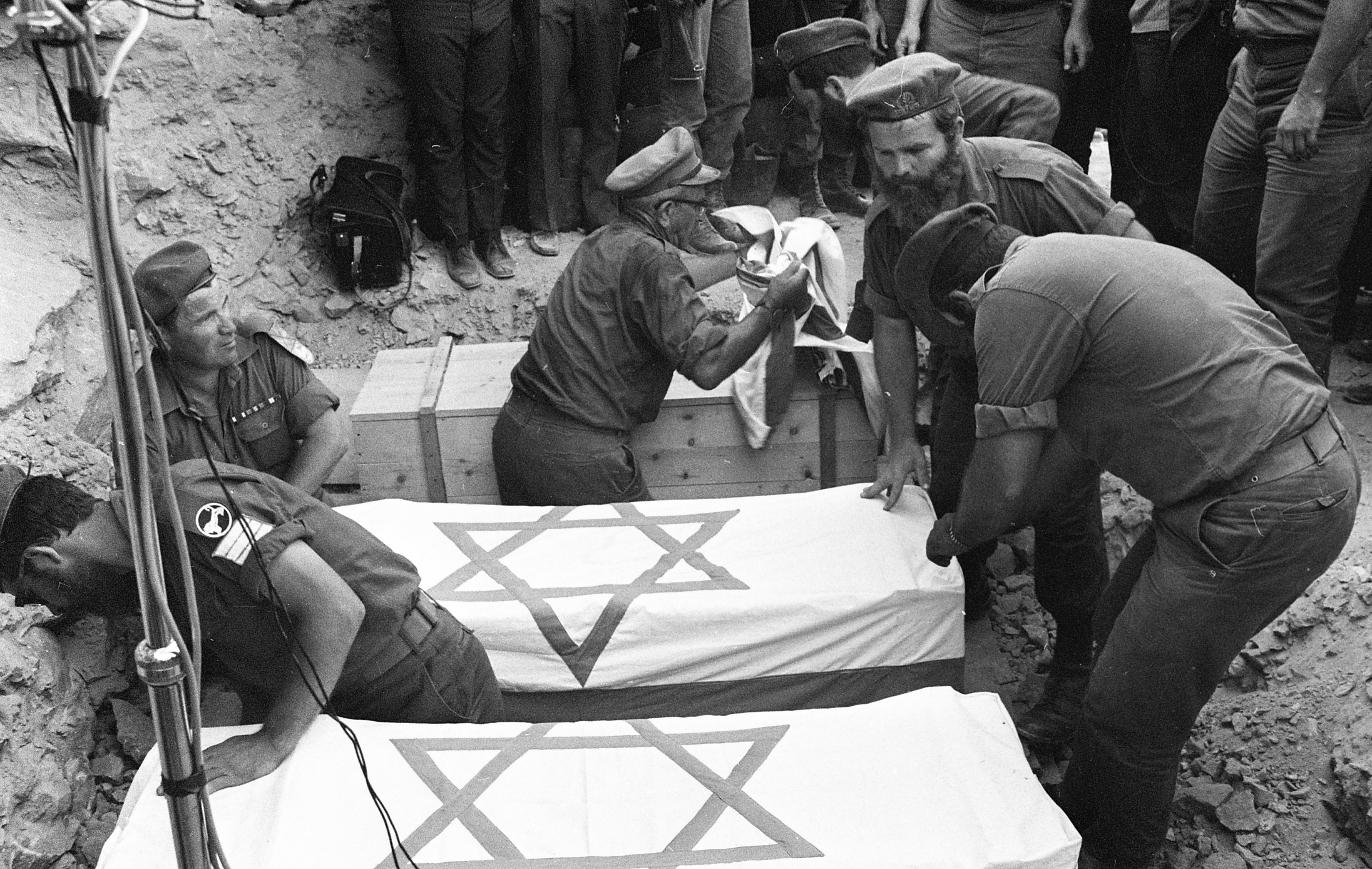
Beisetzung der Skelettfunde (1969)

An zwei Stellen fand Yadins Team Reste menschlicher Gebeine. Sie wurden aus religiösen Gründen am 7. Juli 1969 beigesetzt.
- 1963 wurden in einem Becken (G) auf der unteren Ebene des Nordpalastes Skelettreste gefunden, die drei Individuen zugeordnet wurden, einer Frau, einem Mann und einem Jungen. Da das Alter der Frau auf maximal 18 Jahre, das des Jungen auf etwa 12 Jahre geschätzt wurde, war man bei der Teambesprechung einig, dass die beiden Erwachsenen ein Paar sein konnten, der Junge aber nicht der Sohn jener Frau. In seinen Veröffentlichungen 1966, 1971 (Beitrag für die Encyclopaedia Judaica) und einem wissenschaftlichen Vortrag 1973 behauptete Yadin mit zunehmender Sicherheit, dass es sich um einen „sehr wichtigen Kommandeur“, seine Frau und ihr gemeinsames Kind handle. Dieser habe seine Frau und sein Kind getötet, den Palast in Brand gesetzt und dann Selbstmord begangen.[163]  Nachman Ben-Yehuda weist darauf hin, dass diese Version nur den Anschein erweckt, zu Josephus’ Bericht zu passen. Denn der letzte Kämpfer bringt nach Josephus nicht seine Familie um, sondern die anderen neun Ausgelosten. Die Tötung von über 900 Menschen kann zwar beim Westpalast stattgefunden haben, aber im Nordpalast ist dafür kein Platz.[164]
- In einer kleinen Höhle am Südsteilhang, unterhalb des Südtores (7), fand Yadins Team menschliche Gebeine. Die Erkundung dieser Höhle leitete Yoram Tsafrir. Nicu Haas als Anthropologe der Grabung identifizierte die sterblichen Überreste von 15 Männern, sechs Frauen und vier Kindern sowie einem Embryo. Also konnten weder römische Soldaten noch byzantinische Mönche hier beigesetzt sein, sondern nur Zeloten, folgerte Yadin. „Hatten ihre Kameraden sie während der Belagerung in diese Höhle gebracht? Das ist schwerlich glaubhaft. So bleibt nur die Möglichkeit, daß die pietätlosen römischen Soldaten sie nach dem Sieg dorthin geworfen hatten.“[165] Shaye Cohen hielt es 1982 für unwahrscheinlich, dass die Soldaten hunderte von Leichen ihrer Gegner beseitigten, indem sie diese (wahrscheinlich) über die Mauer in die Tiefe warfen, aber 25 Leichen auswählten und in eine schwer erreichbare Höhle schleppten, wobei sie selbst in Gefahr waren abzustürzen: „Das ist nicht pietätlos, das ist töricht.“ Stattdessen schlug er vor, dass eine Gruppe von Juden sich in der Höhle versteckte, dort von den Legionären entdeckt und an Ort und Stelle getötet wurde.[166]

Seit den 1990er Jahren hat Joseph Zias aus anthropologischer Sicht Einwände gegen Yadins Interpretation der Skelettfunde erhoben. Im Becken des Nordpalastes seien keinerlei Skelettreste einer Frau gefunden worden, sondern nur ihre Haarflechten, die ihr zu Lebzeiten dicht über der Kopfhaut abgeschnitten worden seien. Zias vermutet, dass es sich bei den beiden männlichen Toten um Angehörige der römischen Garnison handelte, die im Jahr 66 von den Aufständischen getötet wurden. Die Frau habe man als Kriegsgefangene am Leben gelassen, aber ihre Haare kurz abgeschnitten, entsprechend den Kriegsgesetzen der Tora (Dtn 21,10–14 ) und deren Interpretation in der Tempelrolle. Die Skelette im Becken des Nordpalastes wurden vielleicht von Hyänen an diesen Ort verschleppt. Auffälligerweise fehlten hier nämlich viele proteinreiche Knochen.
Bei den Befunden in der Höhle könnte es sich um Gebeine von Römern handeln. Erst 1982 teilte Yadin der Öffentlichkeit mit, dass an dieser Stelle auch Schweineknochen gefunden wurden. Ein Schweineopfer bei der Beerdigung war bei Römern und Griechen in der Antike üblich. Es ist in Europa und Zypern häufig dokumentiert. Yadin erklärte bei dem gleichen Interview 1982 auch, dass er wegen der Schweineknochen Bedenken gehabt habe, die Skelettfunde aus der Höhle den jüdischen Verteidigern zuzuordnen. Rabbinische Stellen hätten aber ein hohes Interesse an einer Bestattung der Gebeine gehabt und vorgeschlagen, die Verteidiger von Masada hätten Schweine gehalten, um ein Müllproblem zu beseitigen. Zias zweifelt die Zahl von 25 (oder 24) Toten an, nachdem der knappe Bericht des Anthropologen Haas an Yadin bekannt wurde. Demnach wurden insgesamt nur 220 Knochen gefunden; bei angenommenen 24 Toten wären 96 % der Gebeine verloren, was angesichts der Erhaltungsbedingungen im Wüstenklima von Masada ein sehr hoher Wert ist. Dann wurden auch Fotos bekannt, die Tsafrir bei der archäologischen Untersuchung der Höhle anfertigen ließ. Sie zeigen, dass es drei Gräber gab: zwei Primärbestattungen einzelner Individuen und ein Grab, in dem 5 bis 6 Individuen gemeinsam beigesetzt wurden. Zias’ Fazit ist, dass das Schweineopfer eindeutig für eine griechische oder römische Beisetzung spreche. Die Toten seien römische Soldaten oder Zivilisten, die sich entweder vor oder nach dem Jüdischen Krieg in Masada aufhielten.
Letztlich, so Jodi Magness, ist das Fehlen von Skeletten der Verteidiger weder ein Beweis noch eine Widerlegung des Berichts vom Ende Masadas, den Josephus verfasste.

## Rezeptionsgeschichte

### Entstehung des Masada-Mythos
Die Ereignisse von Masada kamen in der rabbinischen Literatur nicht vor. Der Autor des Josippon, einer mittelalterlichen hebräischen Nacherzählung von Josephus’ Jüdischem Krieg, lässt die Verteidiger zunächst ihre Frauen und Kinder töten, dann aber stellen sie sich den römischen Legionären in einer letzten Schlacht, anstatt Selbstmord zu begehen. Obwohl die Version des Josippon dem Masada-Mythos eigentlich entgegenkommt, wurde sie durch die Jahrhunderte und auch im Staat Israel wenig rezipiert. Der israelische Masada-Mythos gründet sich auf Flavius Josephus. Er nimmt aber an diesem antiken Text folgende typische Veränderungen vor:
- Dass die Verteidiger von Masada Sikarier waren, modern formuliert eine Art Terroristen, wird nicht erwähnt.
- Die Belagerung von Masada wird auf zwei bis drei Jahre ausgedehnt, obwohl sie nur einige Monate dauerte.
- Die Verteidiger werden als heroische Kämpfer dargestellt, obwohl Josephus dazu nichts schreibt.
- Ihr Freitod wird als Akt der Selbstbefreiung interpretiert, der den Überlebenswillen des jüdischen Volkes verkörpert.

### Yitzhak Lamdan: Masada (1927)

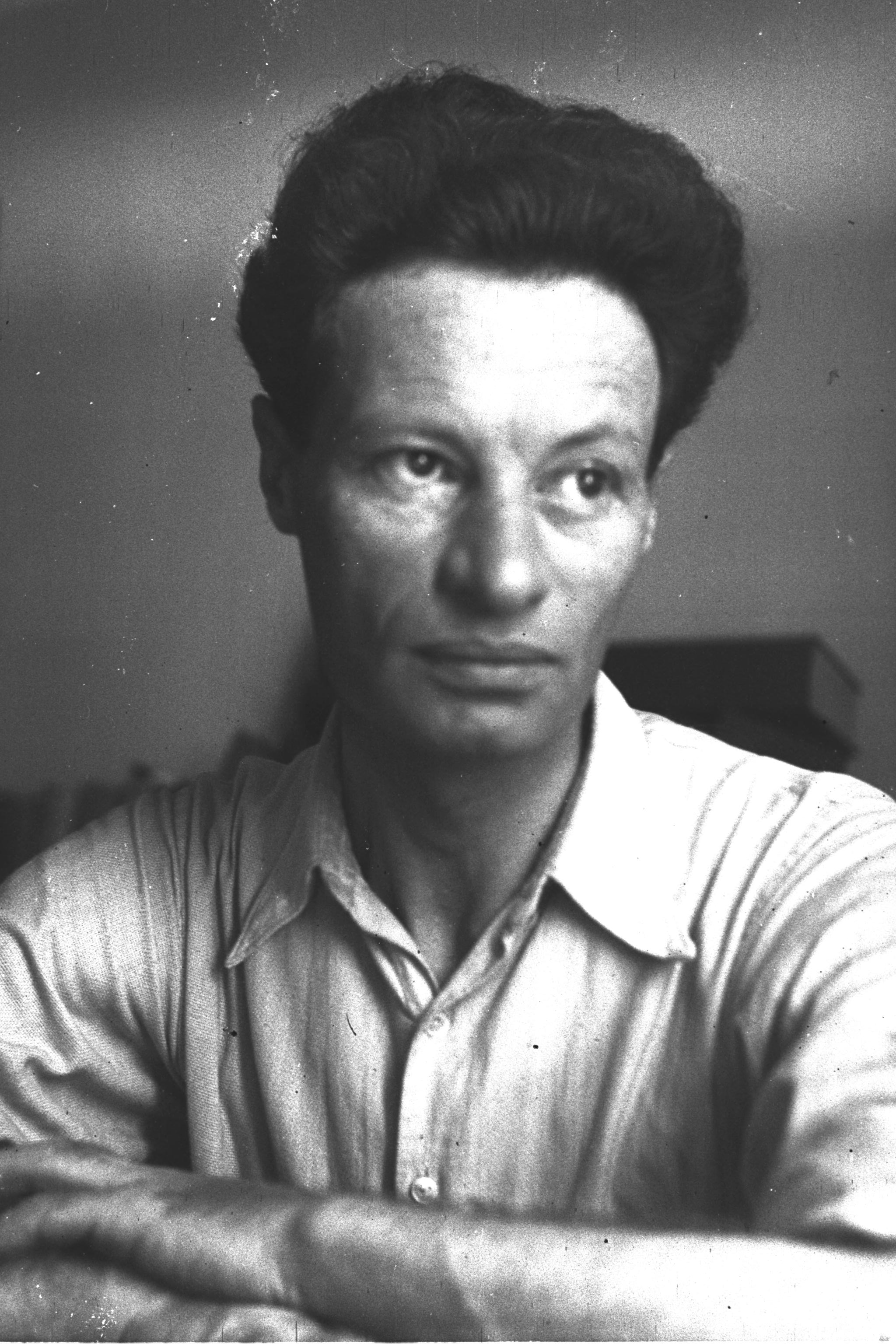
Yitzhak Lamdan (1934)

Anzeichen für eine Neubewertung Masadas mehrten sich seit den 1920er Jahren. 1923 erschien eine Übersetzung von Josephus’ Jüdischem Krieg ins Neuhebräische. Der Historiker Joseph Klausner schrieb 1925 mit Sympathie und Mitgefühl über die Verteidiger von Masada. Studenten unternahmen „Pilgerfahrten“ zum Gipfel, wobei es zu einem tödlichen Unfall kam. 1927 veröffentlichte Yitzhak Lamdan das Versepos Masada. Lamdan verarbeitete darin persönliche Erfahrungen von Pogromen in Polen und der Ukraine. Das Versepos begleitet einen jüdischen Flüchtling auf dem Weg ins Land Israel, das im Epos als Masada bezeichnet wird. Für Juden ist das Leben in Osteuropa unerträglich geworden. Die Hauptperson verweigert sich drei Handlungsoptionen: Rache nehmen, die Welt durch Revolution verändern oder passiv auf das Ende warten. Masada, wohin ihn eine innere Stimme weist, ist die große Alternative zu diesen drei Optionen, aber Masada ist ein sehr fragiles Projekt. Die Tänze der Pioniere um nächtliche Feuer vermitteln vorübergehend und rauschhaft Hoffnung, worauf am nächsten Morgen Erschöpfung folgt. Die Hauptperson reflektiert nochmals den zurückgelegten Weg. „Das Gegenstück zu dem erhebenden Satz ‚Masada wird nicht wieder fallen‘ ist die grausame Wahrheit, dass […] Masada-Palästina die Erwartungen von Juden des 20. Jahrhunderts nicht erfüllen kann.“ Am Ende wird das Buch der Vergangenheit geschlossen, und die unsichere Zukunft kommt in den Blick. Lamdans Epos schließt mit den Worten: „Seid stark, seid stark, und wir werden gestärkt werden!“
Masada war eines der wichtigsten literarischen Werke des frühen Jischuw und sehr populär. Es gehörte bis Anfang der 1960er Jahre zum Lehrplan israelischer Schulen; Passagen daraus wurden in Pessach-Haggadot der Kibbuzbewegung übernommen. Die am meisten zitierte Zeile des Epos ist der Satz  „Masada wird nicht wieder fallen!“ (hebräisch שנית מצדה לא תיפול Schenit Metzada lo tipol) Darin zeigt sich eine hoch selektive Rezeption des Werks: Ambiguität und Befürchtungen, die einen großen Teil des Textes prägen, treten zurück zugunsten der kurzen Ausbrüche von Optimismus.

### Lechi
Avraham Stern, der Gründer der Untergrundorganisation Lechi, identifizierte sich persönlich mit dem Befehlshaber von Masada, Eleasar ben Jaʾir. Er legte sich deshalb das Pseudonym Avi (= Avraham ben Jaʾir) zu und wurde meist einfach Jaʾir genannt.
Lechi nutzte Masada mehrfach für die Selbstdarstellung: Am 6. April 1944 wurden Shabtai Drucker und Menachem Luntz in einem Haus in Jabneel von schwerbewaffneten britischen Polizeikräften umstellt. Sie begingen Selbstmord. Israel Eldad, ein Mitglied des Lechi-Führungstrios, rühmte ihre Haltung als „Geist von Masada“. Es gelang Lechi, eine Handgranate in die Zelle zweier Todeskandidaten, Mosche Barazani und Meir Feinstein, zu schmuggeln. Am 21. April 1947 begingen die beiden damit Selbstmord und kamen so ihrer Hinrichtung zuvor. Lechi veröffentlichte einen Nachruf, die beiden seien gestorben wie der erste König Israels (Saul), die Verteidiger von Jotapata und Masada und alle Helden Israels.

### Masada-Exkursionen

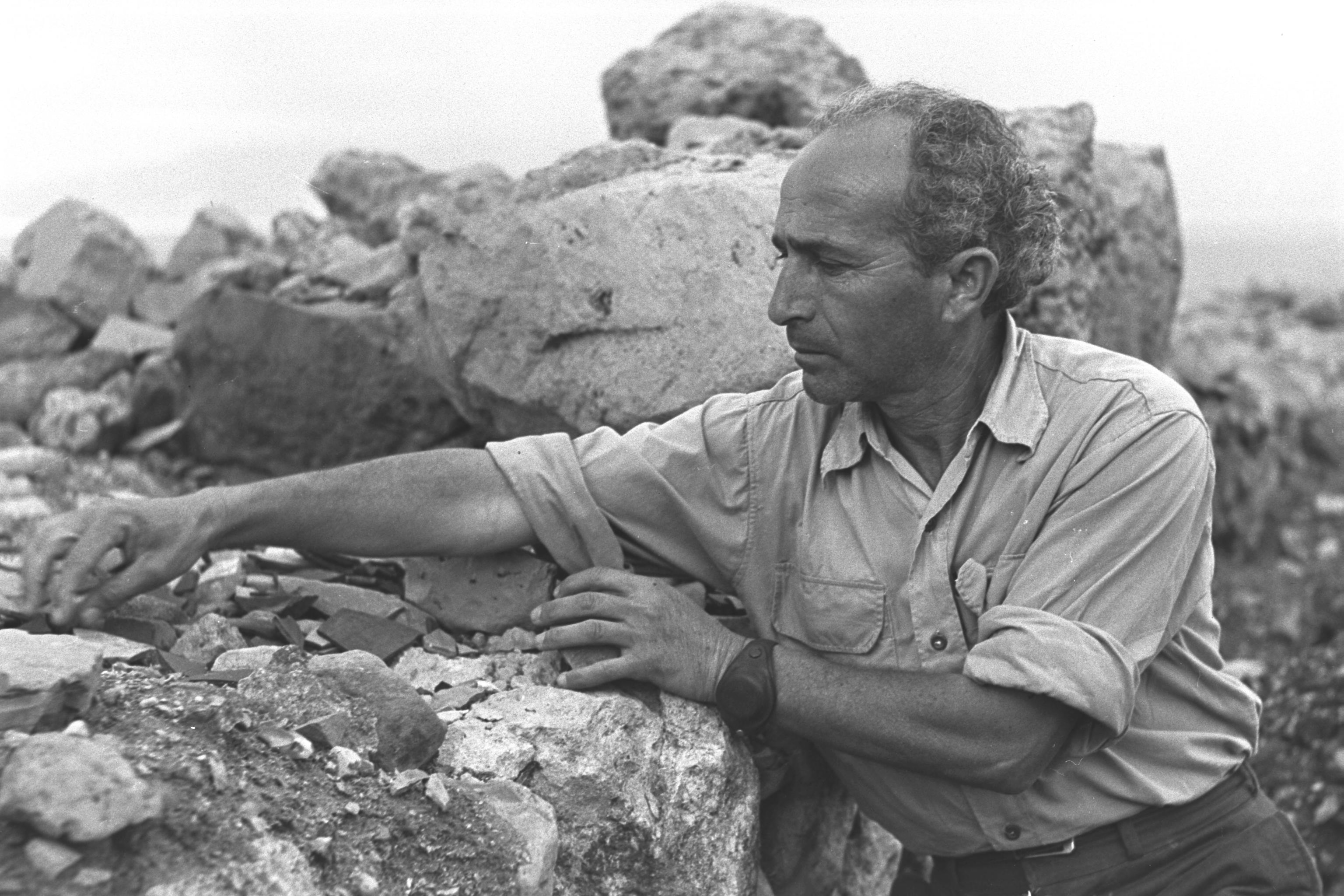
Shmarya Guttman (1956)

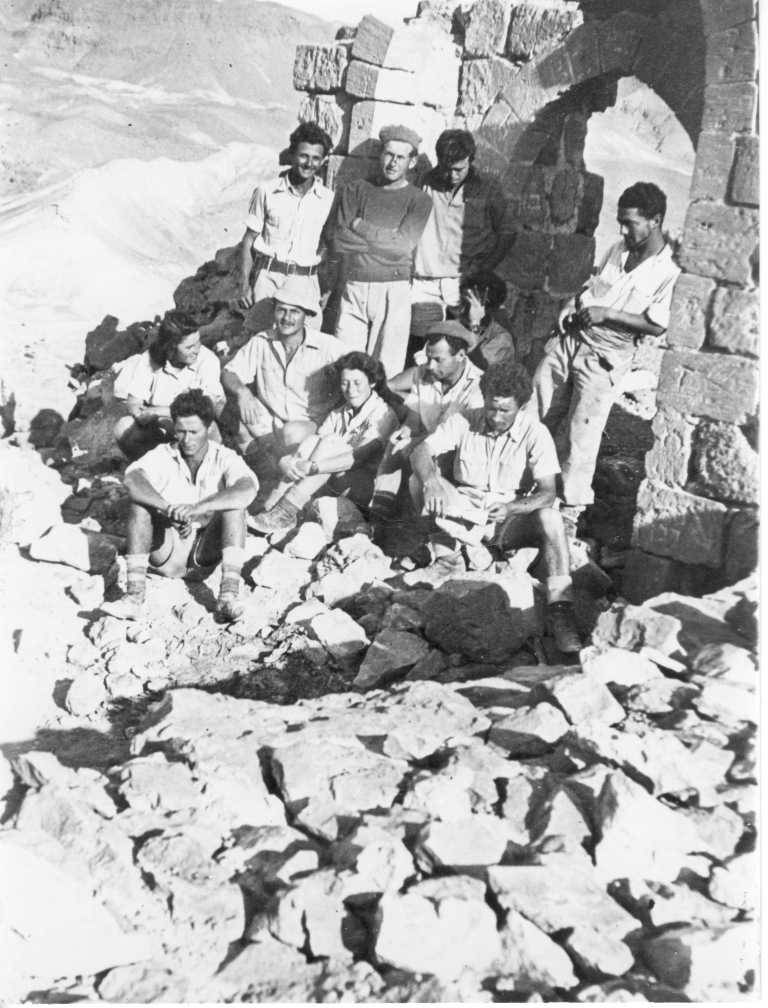
Palmach-Gruppe in Masada, etwa 1944

Im Zweiten Weltkrieg wurde Masada zur Identifikationsstätte des Zionismus. Das Konzept hierfür stammte von Shmarya Guttman, einem Funktionär des Jugendverbandes haNoʿar haʿOved. Guttman war ein Vertreter der Jediʿat haʾAretz-Bewegung, die intime Kenntnis des Landes Israel als eine Form der Inbesitznahme propagierte.
Guttman überzeugte die zionistische Führung im Herbst 1941 davon, ein Masada-Seminar finanziell zu unterstützen. Dabei begegnete ihm auch Skepsis. Die antiken Zeloten hatten kollektiven Selbstmord begangen; David Ben-Gurion zweifelte, ob man dieses Vorbild jungen Menschen nahebringen sollte. Guttman ließ in seinem Masada-Narrativ den Selbstmord in den Hintergrund treten. Das sei eine Form von Kiddusch HaSchem, wie ihn jüdische Märtyrer in der Geschichte immer wieder gewählt hätten. Im Januar 1942 führte Guttman 46 ausgewählte Pioniere, die später Multiplikatoren werden sollten, zum Hochplateau. Sie stammten aus drei sozialistischen Jugendorganisationen; einer der Teilnehmer war der junge Schimon Peres. Lagerfeuerromantik, Tänze, Rezitationen und Besichtigung der Ruinen verbanden sich auf dem mehrtägigen Seminar zu einem Gesamterlebnis.
Es gab im Jischuw Befürchtungen, dass das Deutsche Afrika-Korps nach Ägypten und Palästina vorstoßen würde. Für diesen Fall plante die Leitung der zionistischen Bewegung im März 1942, im Karmelgebirge Verstecke für Waffen, Trinkwasser und Proviant anzulegen, ebenso Notquartiere für bis zu 100.000 Menschen. Dieses nie realisierte geheime Projekt wurde teils Masada, teils Musa Dagh benannt.
Parallel dazu gab es zahlreiche Nachfolgeveranstaltungen von Guttmans legendärem Masada-Seminar. Palmach-Einheiten und andere Gruppen wanderten zum Hochplateau. Der schwierige Aufstieg hatte einen Sozialisationseffekt für die Teilnehmer. Anfang 1943 wurden die Nachrichten aus Europa immer verstörender; es wurde klar, dass dort kein Pogrom stattfand, wie man es aus der Geschichte kannte, sondern der Holocaust. Dadurch veränderte sich die Masada-Symbolik, wie Ari Shavit erläutert: „Masada wird zu einer mythischen, beinahe metaphysischen Metapher für die Verlassenheit, die Einsamkeit des jüdischen Volkes.“

### Archäologische Zuordnung zu den Zeloten
Shmarya Guttman warb nach der Staatsgründung für eine archäologische Untersuchung Masadas. Yigael Yadin, der dem Vorhaben zunächst skeptisch gegenüberstand, sich dann aber von Guttman überzeugen ließ, nahm dabei eine Schlüsselrolle ein, denn der bekannte Archäologe verfügte dank seiner militärischen Laufbahn über Einfluss und Kontakte. Yadins Ausgrabung von Masada 1963–1965 stieß in der israelischen und internationalen Öffentlichkeit auf starkes Interesse. Die israelische Armee unterstützte das Team durch Logistik und eigene Volontäre. Für die Grabungskosten, 1996 auf 2 Millionen US-Dollar geschätzt, kamen zum größten Teil ausländische Sponsoren auf. Dazu gehörte auch die britische Zeitung The Observer, deren Berichterstattung wesentlich dazu beitrug, dass die Ausgrabung von Masada zu den bekanntesten archäologischen Unternehmungen des 20. Jahrhunderts gehört. Sie schrieb:

„Als Titus den Tempel zerstört hatte, floh ein Kern der Verteidiger Jerusalems, 900 alte Kämpfer, nach Masada und widerstand römischen Angriffen drei Jahre lang. Als die Römer die Festung schließlich stürmten, fanden sie, dass die Verteidiger kollektiven Selbstmord begangen hatten. Masada war schon immer ein begehrtes Ziel für Archäologen, da man zuversichtlich annehmen kann, dass die Verteidiger die Schriftrollen und Dokumente ihres Volkes so wenig ausliefern wollten wie das eigene Leben, und sie hatten genug Zeit, diese zu verstecken.“

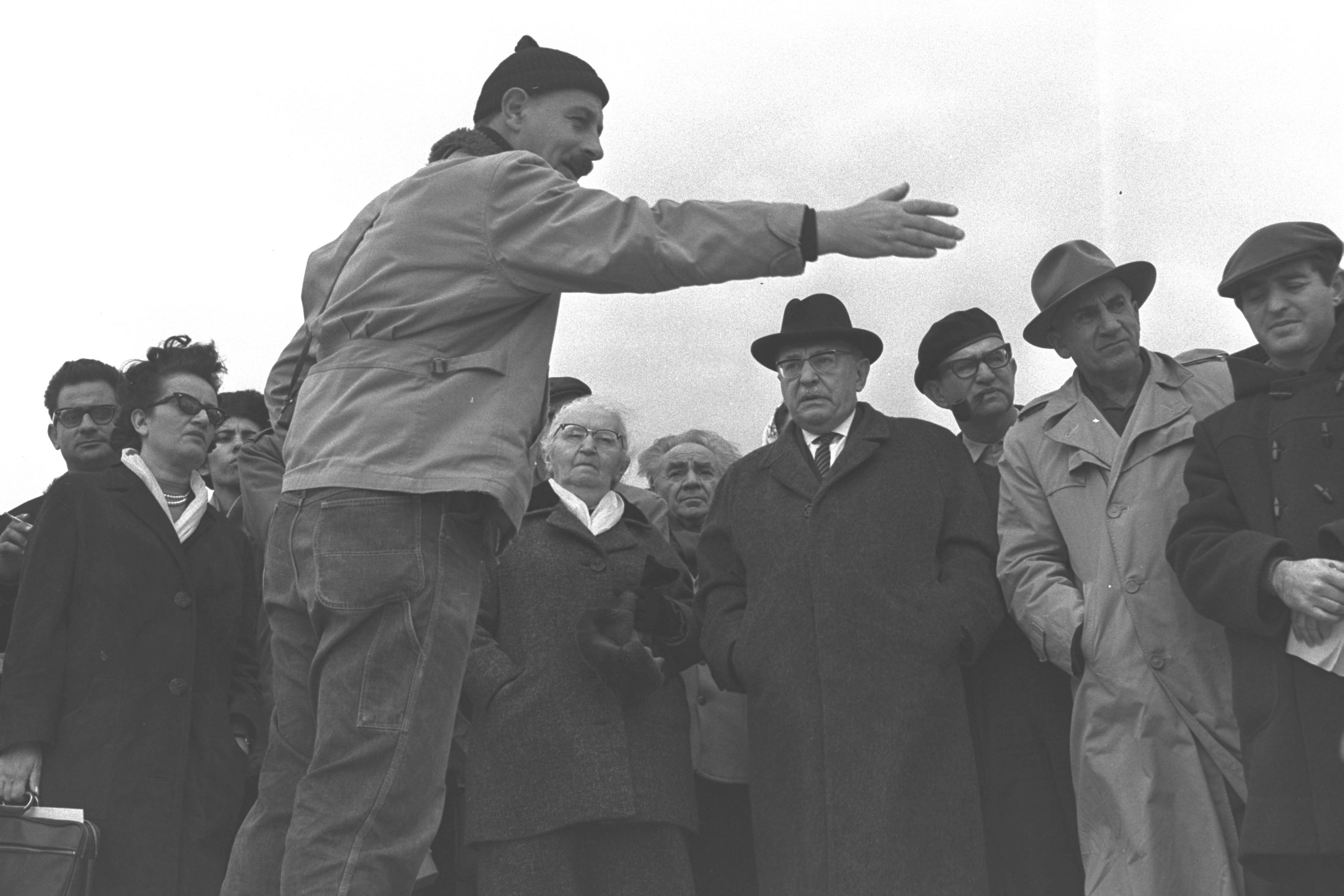
Yigael Yadin erläutert Staatspräsident Zalman Shazar, dessen Ehefrau und Medienvertretern die Restaurierungsarbeiten in Masada (November 1964)

Mit dem zitierten Artikel warb der Autor Ronald Harker internationale Volontäre für die Grabung. Anschließend berichtete er für den Observer exklusiv über Masada. Mit finanzieller Unterstützung der Zeitung wurden Ende 1966 Grabungsfunde in der Londoner Royal Festival Hall ausgestellt. Dabei stellte Harker ein von ihm verfasstes Buch über Masada der Öffentlichkeit vor.
In einer damals ungewöhnlich akribischen Weise ließ Yadin alle Befunde dokumentieren. Seine und Guttmans nationale Agenda hatte auf die Grabungstätigkeit selbst wohl keinen Einfluss, prägte aber die Geschichte, die mit ihrer Hilfe erzählt wurde: Yadin vermied es zum Beispiel, die Verteidiger von Masada als Sikarier zu bezeichnen, und sprach konsequent von Zeloten. Vermutlich stand hinter dieser Wortwahl Yadins starke Ablehnung der Gruppe Brit HaBirionim, die sich in der Mandatszeit als moderne Sikarier verstanden.

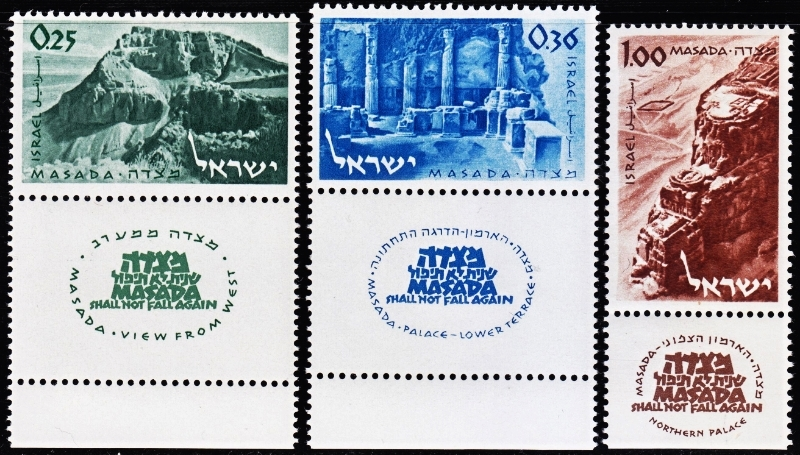
Israelische Briefmarkenserie mit dem Motto: „Masada wird nicht wieder fallen!“ (1965)

„Ben Yair und seine Kameraden hatten in heroischer Haltung den Tod der Sklaverei vorgezogen … Ihnen verdanken wir es, daß Masada zu einem Beispiel verzweifelten Mutes, ja zu einem Symbol geworden ist, das die Herzen der Nachgeborenen in den vergangenen neunzehn Jahrhunderten zutiefst bewegt hat. Diese Geschehnisse zogen Wissenschaftler und Laien nach Masada, und ein israelischer Dichter sollte ausrufen „Masada darf nie wieder fallen.“ Diese Worte sind zur Eidesformel der israelischen Rekruten geworden, und unsere Jugend wird dafür sorgen, daß Masada nie wieder fallen wird.“

### „Masada-Komplex“
Stewart Alsop prägte in den 1970er Jahren den Begriff Masada-Komplex. In einer Kolumne für Newsweek zitierte er am 12. Juli 1971 einen hohen US-Diplomaten (wie man später erfuhr, Joseph Sisco) mit dem Satz, Premierministerin Golda Meir habe einen Masada-Komplex. Die Begriffsprägung unterstellt, dass israelische Politiker aktuelle politische Konstellationen nach den Modellen von Masada und Holocaust interpretierten: Israel als ein isoliertes Volk in einer Welt von Feinden. Lösungsmöglichkeiten für heutige Probleme würden nicht wahrgenommen. Yael Zeruvavel erläutert, dass die politischen Ereignisse nach 1973 (Jom-Kippur-Krieg, Aufstieg des Likud, Libanonkrieg, Intifada) zu einer neuen Sicht auf Masada führten: Masada als historisches Modell einer ausweglosen Situation, in der Juden Verfolgung und Tod ausgeliefert sind.

### Masada und die israelische Armee

#### Militärische Zeremonien

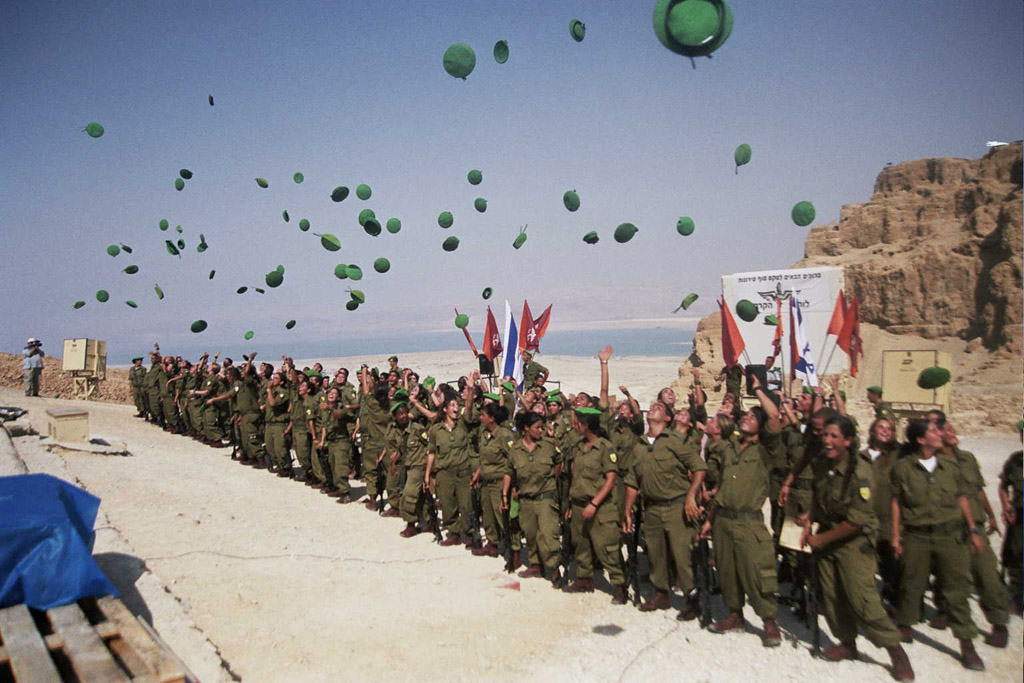
Angehörige des Karakal-Bataillons erhalten auf Masada das Grüne Barrett (2006)

Die Israelischen Verteidigungsstreitkräfte (IDF) haben eine wichtige Funktion bei der Sozialisation in die israelische Gesellschaft. Im Jahr 1956 gab es erstmals militärische Zeremonien auf Masada, und seitdem fanden dort bis 1991 Rekrutenvereidigungen statt. Das ergab sich ohne eigentliche Beschlussfassung dadurch, dass viele IDF-Kommandeure aus dem Palmach kamen und den Masada-Mythos rezipiert hatten.  Der typische Ablauf der Rekrutenvereidigung war:
- Wanderung nach Masada und Aufstieg zum Gipfel;
- Parade in Formation auf dem Berg, Aufstellung dort in Formation;
- Verlesung von Eleasar ben Jaʾirs „Rede“, die aus Josephus-Passagen zusammengestellt worden war;
- Abbrennen von großen Buchstaben, meist der hebräische Schriftzug: „Masada wird nicht wieder fallen!“
- Vereidigung: „Wegen der Tapferkeit der Kämpfer von Masada stehen wir heute hier…“;[198]
- Rede des militärischen Befehlshabers und Rede des obersten Militärrabbiners (oft war Shlomo Goren in dieser Funktion beteiligt);
- Ausgabe der persönlichen Waffen.

Die Ablösung von Masada als Ort für Vereidigungen geschah allmählich. Nach dem Sechstagekrieg wurden zwei Jahrgänge auf dem Platz vor der Klagemauer vereidigt. Ein Artikel in der Zeitung Maariw kündigte am 3. Mai 1987 an, dass die Vereidigungen künftig in Latrun statt in Masada stattfinden würden. Generalmajor Yossi Ben-Hanan begründete den Ortswechsel mit dem hohen logistischen Aufwand für die Vereidigungszeremonie in Masada. Masada blieb weiterhin Kulisse für Abschlussveranstaltungen militärischer Lehrgänge.

#### Masada als halachischer Präzedenzfall
Shlomo Goren argumentierte 1960 als oberster Militärrabbiner mit dem Selbstmord der Verteidiger von Masada, um Selbstmord von Soldaten in Ausnahmefällen als religionsgesetzlich (gemäß der Halacha) geboten zu deklarieren. Es ist naheliegend, dass Goren sich auf den Fall des israelischen Soldaten Uri Elan bezog, der 1955 in syrische Gefangenschaft geriet, gefoltert wurde und Selbstmord verübte, um keine militärischen Geheimnisse preiszugeben. In der folgenden Diskussion wurde der Bericht des Josephus, inklusive der Reden des Eleasar ben Jaʾir, in allen Details als historisch verlässlich vorausgesetzt. Gorens Position blieb eine Minderheitsmeinung; die Mehrheit der Rabbiner hielt den Selbstmord der Verteidiger von Masada für nicht religiös geboten. Eleasar wäre nur dann im Recht gewesen, wenn die Römer mit Sicherheit alle gefangenen Juden töteten; da er das aber (laut Josephus) gar nicht annahm und selbst mit der Versklavung und also dem Überleben von Gefangenen rechnete, habe eine religionsgesetzliche Verpflichtung zum Selbstmord für die Verteidiger Masadas nicht bestanden, und könne folglich auch nicht aus dem Präzedenzfall Masada abgeleitet werden.

### George Tabori: Masada (1988)
„Der Fels von Masada steht wie damals golden in der Wüste. Von oben sieht man im Süden Lybien [sic!], Ägypten, Tunesien, Algerien, im Osten Jordanien und Saudi-Arabien, im Norden den Irak, Libanon und Syrien. Im Westen sieht man an klaren Tagen Auschwitz.“

Masada ist eine szenische Lesung von Texten aus Josephus’ Jüdischem Krieg, die unter Leitung George Taboris im Oktober 1988 in Graz entstand. „Eine Überlebende des mythisch gewordenen Massakers … und der jüdische Geschichtsschreiber Flavius Josephus legen dialogisch Zeugnis von der Schuld des Überlebens ab.“ Im Bühnenraum dient eine Sandburg als Modell von Masada. „Gequalle und Gezirpe erfüllen die Luft, widerliche, froschige Geräusche wie Verwesung und Massengrab. Aus der aufgerissenen Erde ragen Stacheldraht, Kleidungsstücke, Reste.“ Die Überlebende, eine Verwandte des Eleasar Ben Jaʾir, misst suchend und klagend den Raum aus, während sich Josephus als Chronist an seinem Buch und seinem Schreibpult festhält.

### Weltkulturerbe (2001)
Masada ist seit 2001 die erste israelische Welterbestätte, da die Altstadt von Jerusalem von der UNESCO nicht als israelisches Weltkulturerbe eingetragen wurde. Nach Masada erhielt im gleichen Jahr 2001 auch die Altstadt von Akkon Welterbestatus.
Die Eintragung von Masada als Weltkulturerbe wurde im Jahr 2001 von ICOMOS folgendermaßen begründet:
- Kriterium III: Masada ist ein Symbol des antiken Königreichs Israel, seiner gewaltsamen Zerstörung im 1. Jahrhundert n. Chr. und der darauf folgenden Zeit der jüdischen Diaspora.
- Kriterium IV: Die Palastanlagen Herodes des Großen sind ein herausragendes Beispiel von Villenarchitektur im Osten des Römischen Reiches. Der römische Belagerungskomplex stellt das am besten erhaltene und vollständigste Ensemble römischer Belagerungstechnik dar.
- Kriterium VI: Die tragischen letzten Lebenstage der jüdischen Flüchtlinge und Verteidiger von Masada machen den Ort zu einem Symbol jüdischer Identität und in universaler Betrachtung zum Symbol des fortgesetzten menschlichen Konflikts zwischen Unterdrückung und Freiheit.

### Heutige politische Symbolik

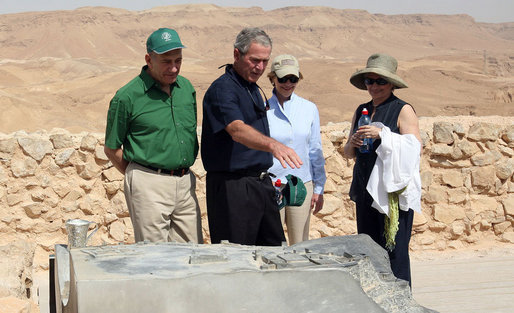
Ehud Olmert und George W. Bush mit Ehepartnerinnen bei einem Besuch in Masada (2008)

Die US-Präsidenten Bill Clinton und George W. Bush verbanden einen Staatsbesuch in Israel mit einem Rundgang auf Masada, aber Donald Trump war das erste amerikanische Staatsoberhaupt, das am symbolträchtigen Ort eine Rede zu halten wünschte. Dazu kam es nicht, da Israel eine Hubschrauberlandung auf dem Plateau wegen der Gefährdung der archäologischen Stätte nicht genehmigte und Trump eine Fahrt mit der Seilbahn ablehnte. So blieb Trump bei seinem Israelbesuch am 22. Mai 2017 in Jerusalem.

### Touristische Erschließung
Schon während der Ausgrabungen Yadins war geplant, in Masada einen Nationalpark anzulegen. Dem Abschluss der archäologischen Untersuchung des Geländes folgten Erhaltungs- und Rekonstruktionsarbeiten nach dem fachlichen Stand der damaligen Zeit. Fresken, Stuck und Mosaiken wurden sorgfältig konserviert. In den 1960er Jahren gab es noch keine Bedenken, Portland-Zement als Mörtel zu nutzen, so auch bei den Restaurierungsarbeiten in Masada. Unter der Leitung des jungen Architekten Ehud Netzer arbeiteten sowohl ausländische Konservatoren als auch interessierte Israelis, die sich ihr Fachwissen im Verlauf der Arbeiten aneigneten.
Die Nationalparkbehörde wurde 1963 gegründet, 1966 erklärte das Innenministerium Masada zum Nationalpark. Er umfasst 230 ha und schließt die Festung und die römischen Belagerungswerke ein. 1967 wurde die Fläche auf 340 ha erweitert, sie umfasste nun auch Teile der Straße nach Arad. Der Zugang zur Festung erfolgte über den Schlangenpfad am Ostabhang.
Seit 1971 führt eine 900 m lange Luftseilbahn, die Masadabahn, von −257 m auf das Gipfelplateau in 33 m NN. Sie ist die tiefstgelegene Seilbahn der Welt. Die Einrichtung der Seilbahn war sehr umstritten, da sie das Aussehen der Fundstelle stark veränderte. Sie hat zudem die Besucherzahlen extrem verstärkt. Im Jahr 2000 hatte die Festung 700.000 Besucher. Da es zu langen Wartezeiten kam, wurde zwischen 1995 und 2000 eine neue Seilbahn errichtet, die umgerechnet über 40 Millionen Euro kostete. Sie nahm 1999 den Betrieb auf. Eine Brücke verbindet die Endstation mit dem Schlangenpfad-Tor. An der Talstation der Bahn wurde 2000 ein neuer Eingang mit einem kleinen Museum geschaffen. Seitdem ist der Zugang nach Masada barrierefrei.
Im Mai 2007 wurde das Yigael Yadin Masada Museum am Fuß des Tafelbergs von Masada eröffnet. Artefakte, die 1963–1965 bei Ausgrabungen der Hebräischen Universität gefunden wurden, werden in neun Installationen präsentiert. So wird die Tischkultur im Palast des Herodes ebenso zum Thema wie das schlichte Alltagsleben in den Kasematten der Rebellen. Ein Raum ist der Person des Archäologen Yigael Yadin gewidmet.
Eine abendliche Sound and Light Show (50 min.), die zweimal wöchentlich stattfindet, bereitet die letzten Tage der Belagerung Masadas touristisch auf. „Der Berg bildet die Kulisse für die dramatische Beleuchtung und das beeindruckende Spektakel“, so die Nationalparkbehörde.

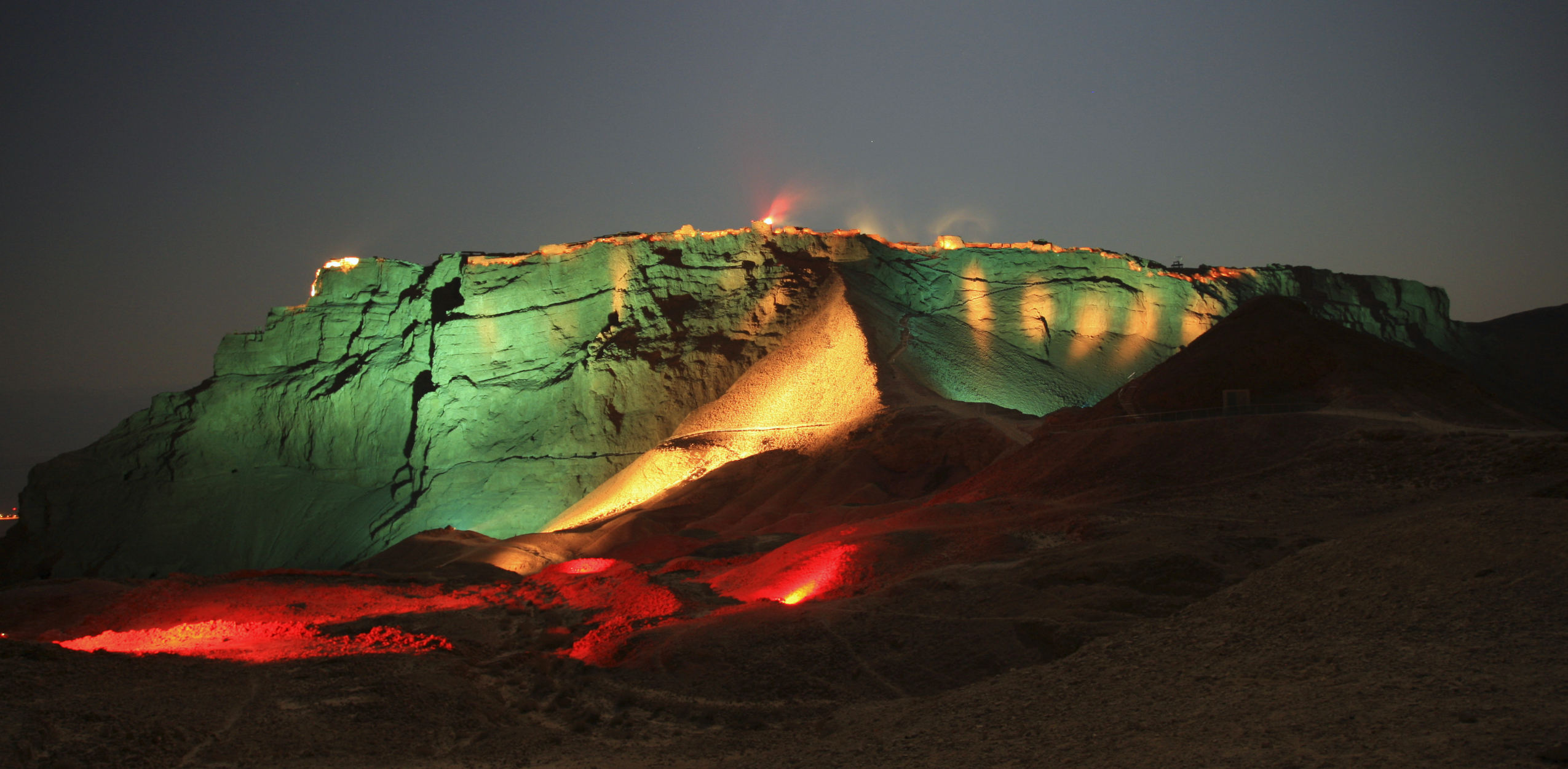
Sound and Light Show (2007)
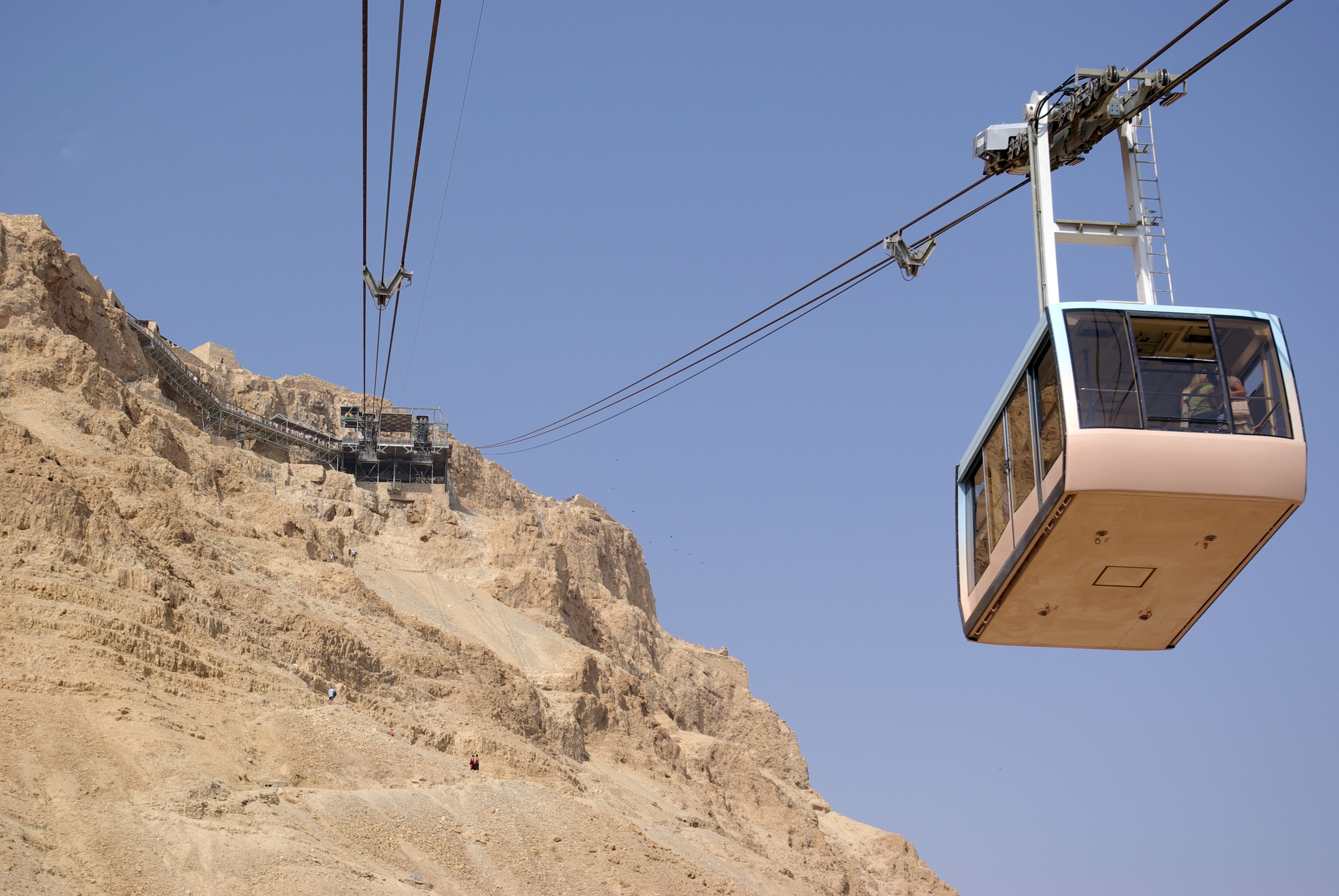
Masadabahn (2008)
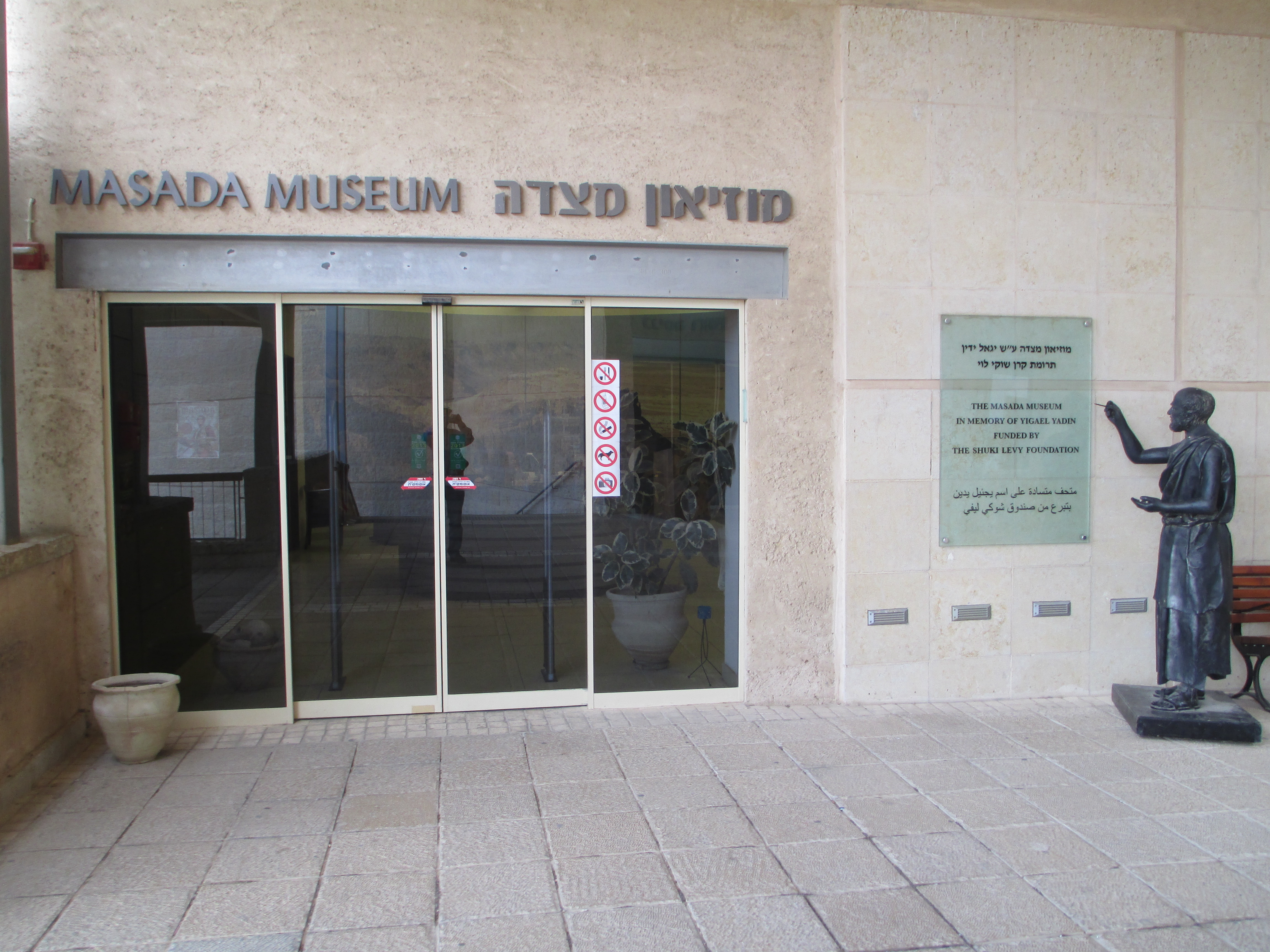
Yigael Yadin Masada Museum (2014)
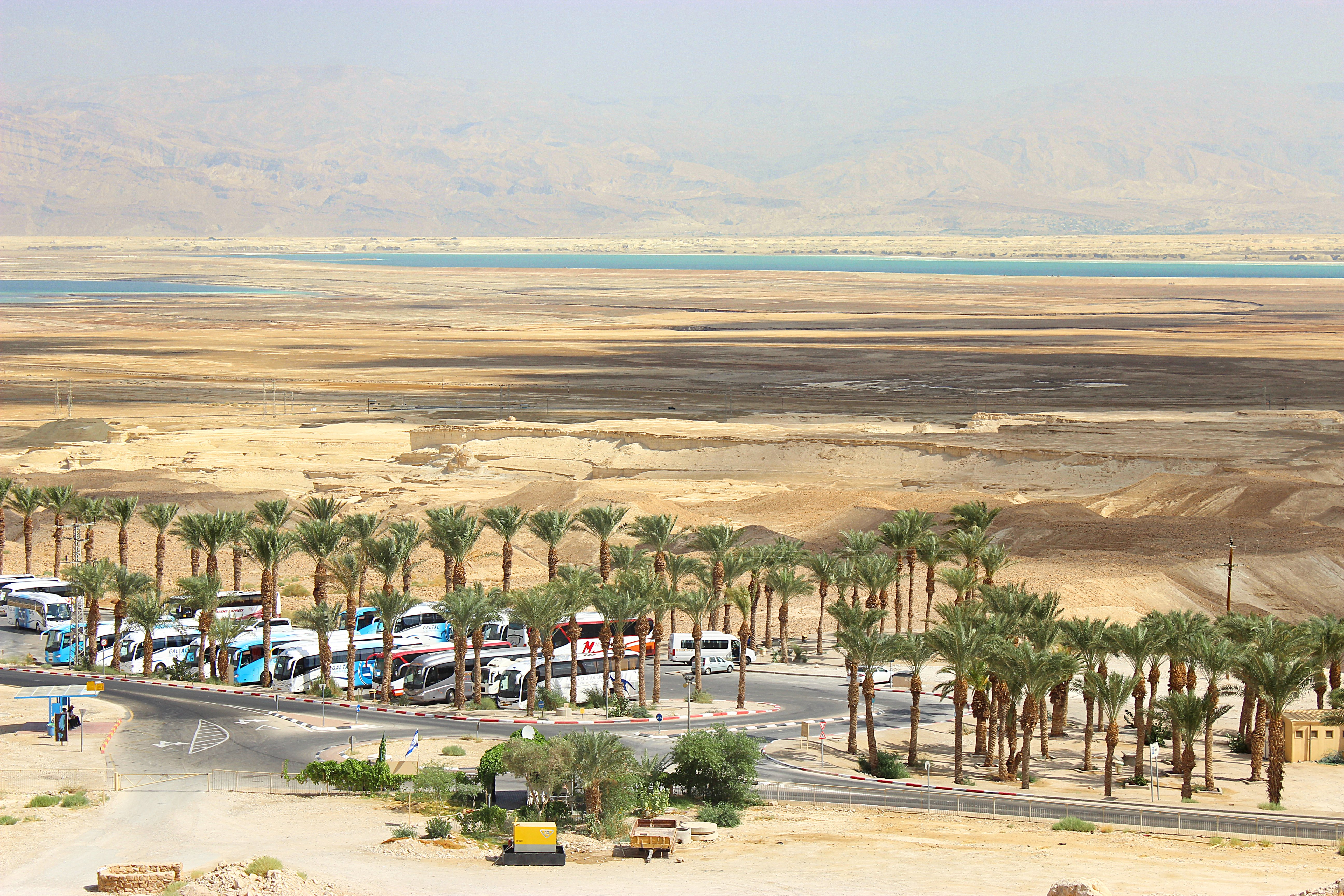
Besucherparkplatz unterhalb der Festung (2015)

### Filmische Rezeption
1981 produzierte die American Broadcasting Company eine vierteilige Fernsehserie über Masada, die unter dem Titel Masada am Originalschauplatz gedreht worden war (Regie: Boris Sagal); die Serie wurde später zusätzlich zu einem Spielfilm gekürzt.
2014 wurde von CBS eine zweiteilige Miniserie The Dovekeepers („Die Taubenzüchter“) nach dem gleichnamigen Roman von Alice Hoffman gedreht, der das Schicksal von vier Frauen während der Belagerung zeigt. Die Produzenten Roma Downey und Mark Burnett sind durch Bibelfilme (Miniserie: Die Bibel) bekannt. Dass die Serie The Dovekeepers in der Karwoche 2015 ausgestrahlt wurde, zeigt, dass sie für ein christliches Publikum gedacht war, das eine inhaltliche Verbindung von der Kreuzigung Jesu zur Zerstörung Jerusalems und von dort zu Masada herstellen würde. Die Kritiken waren einhellig negativ. Es überzeugte nicht, wie eine an sich säkulare Geschichte mit deutlichen christlichen Untertönen erzählt wurde.
In dem Dokumentarfilm Avenge But One of My Two Eyes (2005) setzt sich Avi Mograbi kritisch mit zionistischen Mythen auseinander. Unter anderem wird gezeigt, wie Jugendliche an einer Führung durch die Ruinen von Masada teilnehmen, die von Taglit – Birthright Israel organisiert ist.

### Überblicksdarstellungen
- Jodi Magness: Masada: der Kampf der Juden gegen Rom. Aus dem Englischen übersetzt von Thomas Bertram. Konrad Theiss Verlag, Darmstadt 2020, ISBN 978-3-8062-4077-1.
- Jodi Magness: Masada: from Jewish Revolt to Modern Myth. Princeton University Press, Princeton / Oxford 2019, ISBN 978-0-691-16710-7.
- Guy Stiebel: Artikel Masada. In: Encyclopaedia Judaica. 2. Auflage. Band 13, 2007, S. 593–599 (PDF).

### Archäologie

#### Ältere Grabungen, Vorberichte
- Rudolf Ernst Brünnow, Alfred von Domaszewski: Die Provincia Arabia. Band 3, Straßburg 1909, S. 220–244. (Digitalisat) Im Anhang Volltext der Beschreibungen Masadas durch frühere Besucher: Wolcott, de Saulcy, Rey, Tristram, Warren, Conder.
- Adolf Schulten: Masada. Die Burg des Herodes und die römischen Lager. In: Zeitschrift des Deutschen Palästina-Vereins 53 (1933), S. 1–185.
- Michael Avi-Yonah, Nahman Avigad, Yohanan Aharoni, Immanuel Dunayevsky, Shmarya Guttman: The Archaeological Survey of Masada, 1955–1956. In: Israel Exploration Journal 7 (1957), S.  1–60. (PDF)
- Yigael Yadin: Masada: der letzte Kampf um die Festung des Herodes. Hoffmann und Campe, Hamburg 1967. Der Originaltitel lautete מצדה: בימים ההם-בזמן הזה Masada: in jenen Tagen, zu dieser Zeit. Die Formulierung spielt auf das Chanukkafest an und besagt in diesem Kontext, dass Israel einst wie heute durch Wunder gerettet werde.[218]

#### Abschlussberichte der Grabungen 1963–1965
- Yigael Yadin, Joseph Naveh: The Aramaic and Hebrew Ostraca and Jar inscriptions (= The Masada reports. Band 1). Jerusalem 1989. ISBN 965-221-010-2, darin: Yaacov Meshorer: The coins of Masada.
- Hannah M. Cotton, Joseph Geiger: The Latin and Greek documents (= The Masada reports. Band 2). Jerusalem 1989. ISBN 965-221-011-0.
- Ehud Netzer: The buildings: stratigraphy and architecture (= The Masada reports. Band 3). Jerusalem 1991. ISBN 965-221-012-9.
- Dan P. Barag, Malka Hershkovits: Lamps (= The Masada reports. Band 4). Jerusalem 1994. ISBN 978-965-221-026-5, darin: Avigail Sheffer, Hero Granger-Taylor: Textiles; Kathryn Bernick: Basketry, cordage and related artifacts; Nili Liphschitz: Wood remains; Andrew E. Holley: Ballista balls.
- Gideon Foerster: Art and Architecture (= The Masada reports. Band 5). Jerusalem 1995. ISBN 965-221-028-5.
- Shemaryahu Talmon: Hebrew fragments from Masada (= The Masada reports. Band 6). Jerusalem 1999. ISBN 965-221-034-X, darin: Yigael Yadin: The Ben Sira scroll from Masada.
- Rachel Bar-Nathan: The pottery of Masada (= The Masada reports. Band 7). Jerusalem 2006. ISBN 978-965-221-059-3.
- Guy D. Stiebel, Jodi Magness: The military equipment from Masada (= The Masada reports. Band 8). Jerusalem 2007. ISBN 978-965-221-067-8, darin: Asher Grossberg: The Mikvaʾot (ritual baths) at Masada; Mordechai Kislev, Orit Simchoni: Hygiene and Insect Damage of Crops and Food at Masada; Ronny Reich: Spindle Whirls and Spinning at Masada. Stone Mugs from Masada. Stone Scale-Weights from Masada; Malka Hershkovits, Shua Amorai-Stark: The Gems from Masada.

### Herodes
- Achim Lichtenberger: Die Baupolitik Herodes des Großen (= Abhandlungen des Deutschen Palästina-Vereins. Band 26). Harrassowitz, Wiesbaden 1999. ISBN 978-3-447-04147-8.
- Ehud Netzer: The architecture of Herod, the great builder. Mohr Siebeck, Tübingen 2006. ISBN 978-3-16-148570-1.

### Josephus und Jüdischer Krieg
- Shaye J. D. Cohen: Masada: Literary Tradition, Archaeological Remains and the Credibility of Josephus. In: Journal of Jewish Studies Band 33, Essays in Honor of Yigael Yadin, 1982, S. 382–405. (PDF)
- Jonathan Roth: The Length of the Siege of Masada. In: Scripta Classica Israelica 14 (1995), S. 1–25. (PDF)
- Kenneth Atkinson: Noble Deaths at Gamla and Masada? A Critical Assessment of Josephus’ Accounts of Jewish Resistance in Light of Archaeological Discoveries. In: Zuleika Rodgers (Hrsg.): Making History. Josephus and Historical Method. Brill, Leiden / Boston 2007. ISBN 90-04-15008-0. S. 349–371.
- Benjamin Y. Arubas, Haim Goldfus: Masada. The Roman Siege Works. In: Ephraim Stern (Hrsg.): The New Encyclopedia of Archaeological Excavations in the Holy Land. Band 5 (Ergänzungsband). Israel Exploration Society, Jerusalem 2008, ISBN 978-965-221-068-5. S. 1937–1940.
- Joseph (Joe) Zias: Human Skeletal Remains from the Southern Cave at Masada and the Question of Ethnicity. In: Lawrence H. Schiffman: The Dead Sea scrolls fifty years after their discovery: proceedings of the Jerusalem Congress, July 20 – 25, 1997. Israel Exploration Society, Jerusalem 2000, ISBN 978-965-221-038-8, S. 732–738.

### Moderne Rezeption
- Robert Alter: The Masada Complex. In: Commentary, Juli 1973.
- Nachman Ben-Yehuda: The Masada Myth. Collective Memory and Mythmaking in Israel. University of Wisconsin Press, Madison 1995. ISBN 0-299-14830-0.
- Yael Zerubavel: The Multivocality of a National Myth: Memory and Counter-Memories of Masada. In: Robert S. Wistrich, David Ohana (Hrsg.): The Shaping of Israeli Identity: Myth, Memory, and Trauma. Frank Cass, London 1995. ISBN 0-7146-4641-5. S. 110–128.
- Honora Howell Chapman: Masada in the 1st and 21st Centuries. In: Zuleika Rodgers (Hrsg.): Making History: Josephus and Historical Method. Brill, Leiden / Boston 2007. ISBN 90-04-15008-0. S. 82–102.
- Rüdiger Robert: Identität durch Mythenbildung: Massada. In: Rüdiger Robert, Daniela Schlicht, Shazia Saleem (Hrsg.): Kollektive Identitäten im Nahen und Mittleren Osten. Studien zum Verhältnis von Staat und Religion. Waxmann, Münster u. a. 2010. ISBN 978-3-8309-2394-7. S. 193–212.
- Paul A Cohen: History and Popular Memory: The Power of Story in Moments of Crisis. Columbia University Press, New York 2014. ISBN 978-0-231-16636-2. S. 33–66.